# 昭和文化
昭和文化（しょうわぶんか）は、昭和天皇が在位した時代（昭和元年（1926年）12月25日 - 昭和64年（1989年）1月7日）に開花した文化を指す。

## 歴史

### 戦前・戦中期
1926年（昭和元年）12月25日、昭和天皇即位。ラジオ放送が開始され、大都市ではサラリーマン層が出現。洋服や洋食が普及。近代的な市民文化が定着しはじめるが、満州事変や二・二六事件を経て特に日中戦争以降しだいに軍国主義的な要素が濃くなっていく。1941年（昭和16年）12月8日、真珠湾攻撃。1945年（昭和20年）8月15日、敗戦。

### 戦後復興期
戦後混乱期・戦後復興期。第二次世界大戦終結から、アメリカ軍をはじめとする連合国軍が日本を占領し、GHQのもと民主化が進められる。政治や社会の混乱の中で、戦後復興が進められた。

### 高度経済成長期
1950年（昭和25年）、朝鮮特需。1952年（昭和27年）、サンフランシスコ平和条約発効。
高度経済成長が始まると、庶民生活にも豊かさが流れ込み、生活の改善が進む。新幹線が開通し、東京オリンピックが開催される。一方で公害が問題となった。

### 安定成長期
高度経済成長は1973年（昭和48年）から1974年（昭和49年）にかけてオイルショックで終了するが、高度経済成長によってもたらされた消費文化が広く行き渡り、一億総中流と呼ばれた時期である。

### バブル期
1985年（昭和60年）のプラザ合意によりバブル時代に移行する。

## 昭和文化の対象となる主な事物や人物

### 事物

#### 昭和元年代および昭和10年代

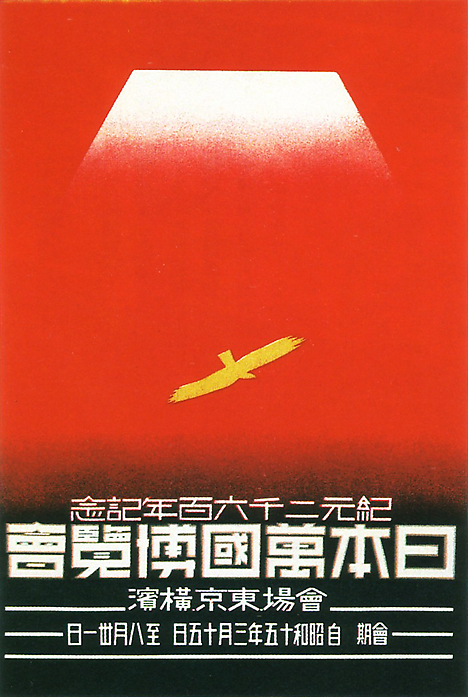
「紀元二千六百年記念日本万国博覧会」公式ポスター

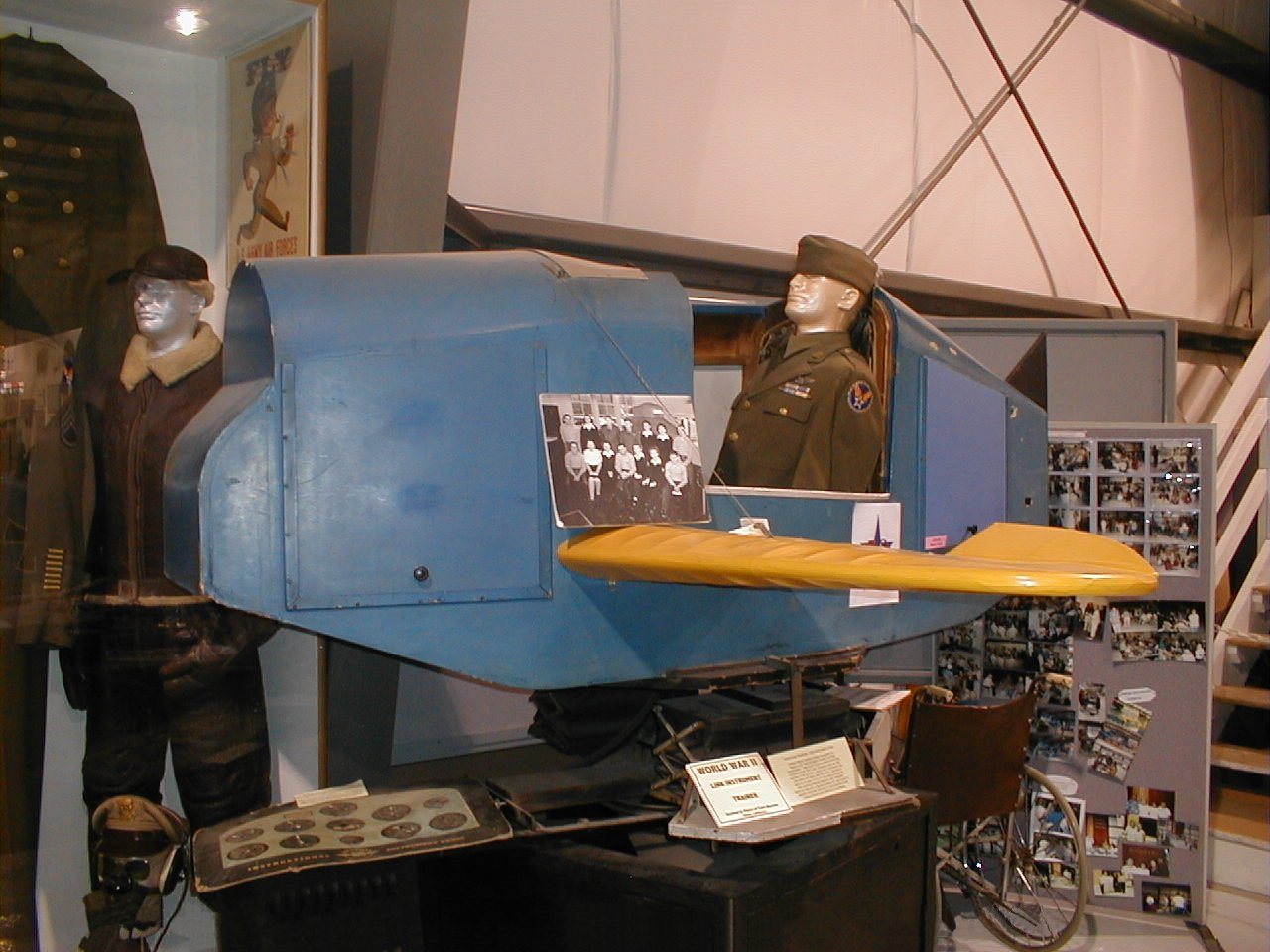
日本海軍予科練「ハトポッポ」ことリンクトレーナー

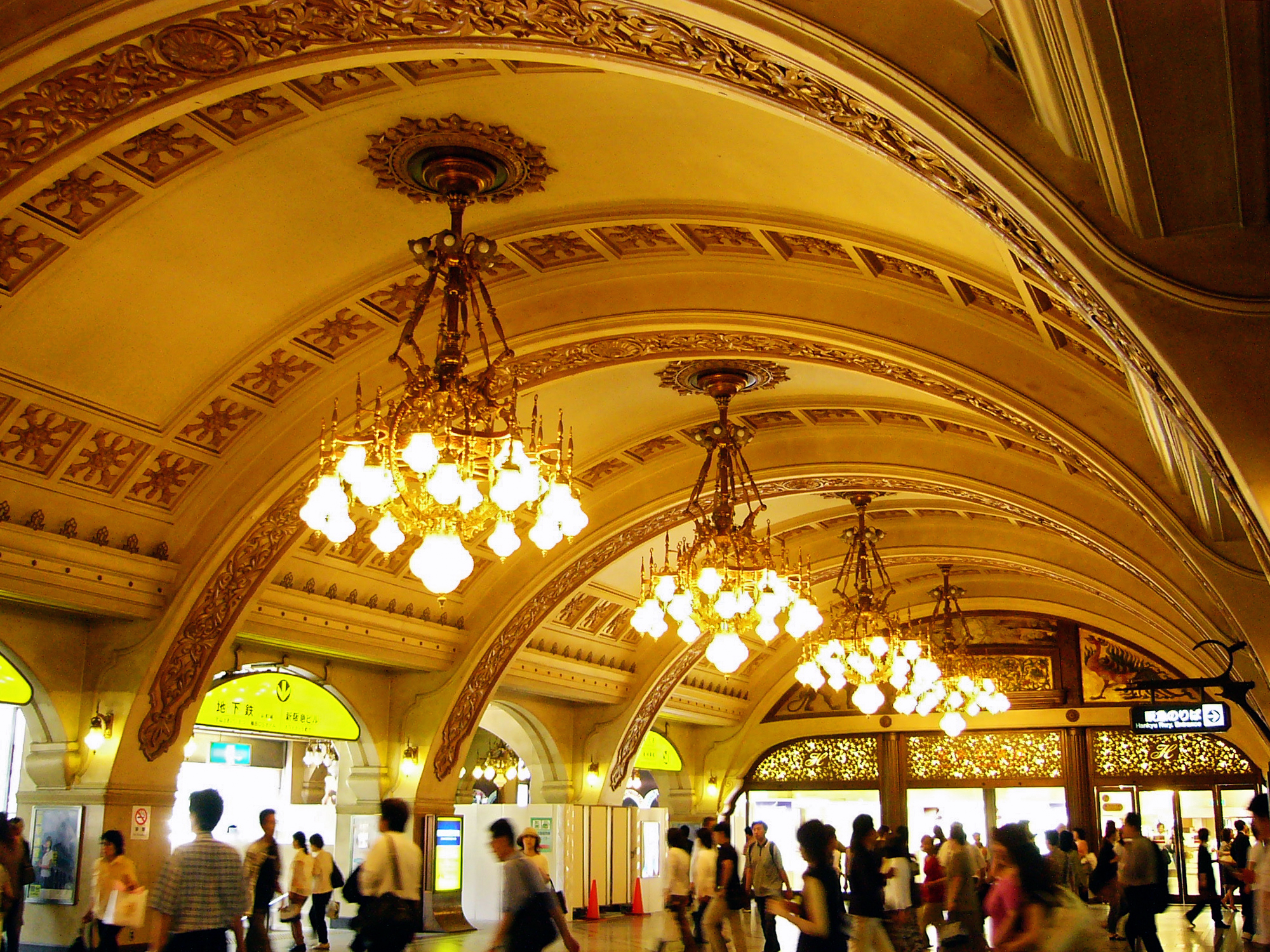
阪神間モダニズムの代表例の一つ「旧阪急梅田駅コンコース（大阪市）」

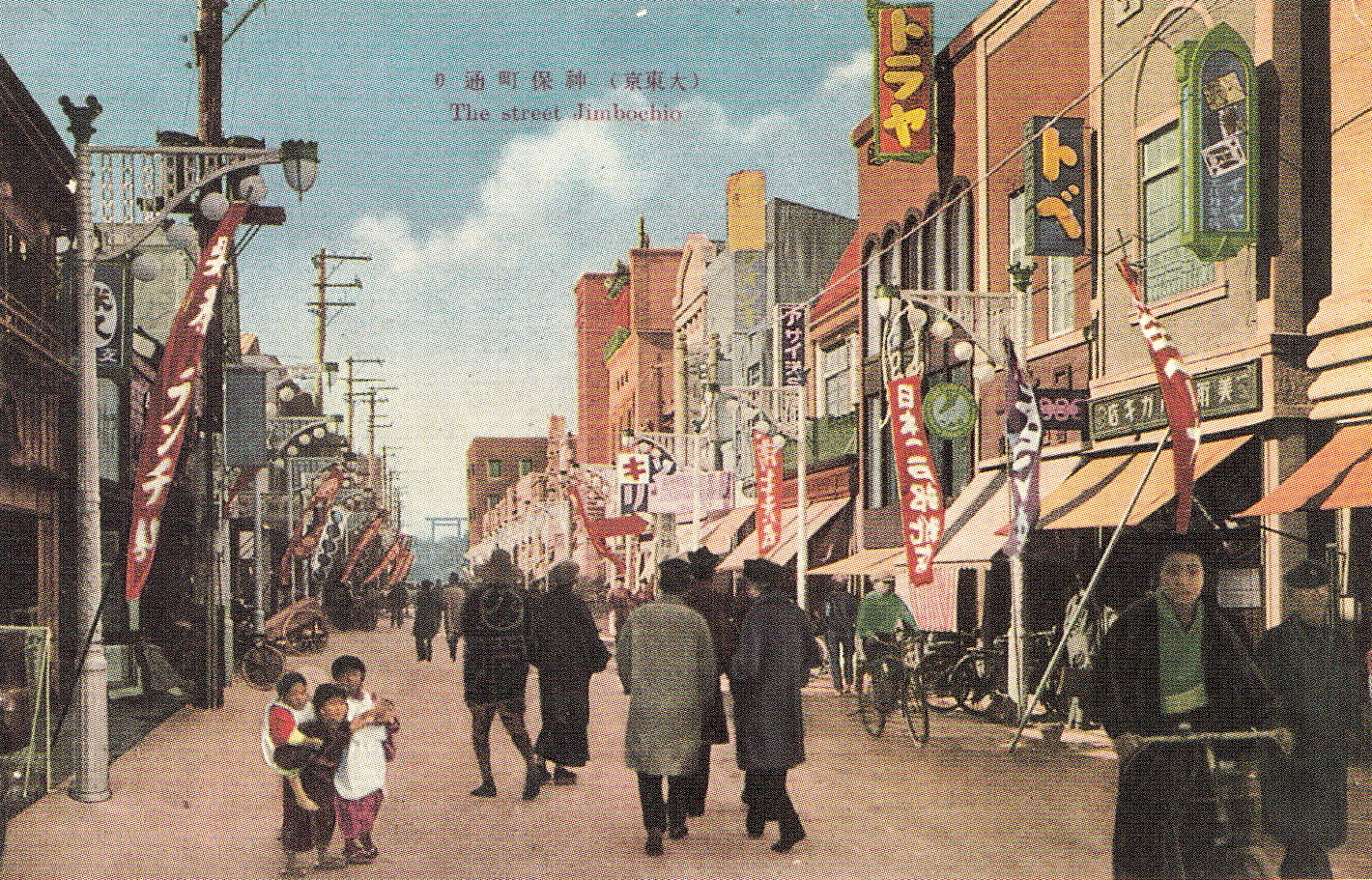
看板建築の代表例の一つ「神田神保町すずらん通り」

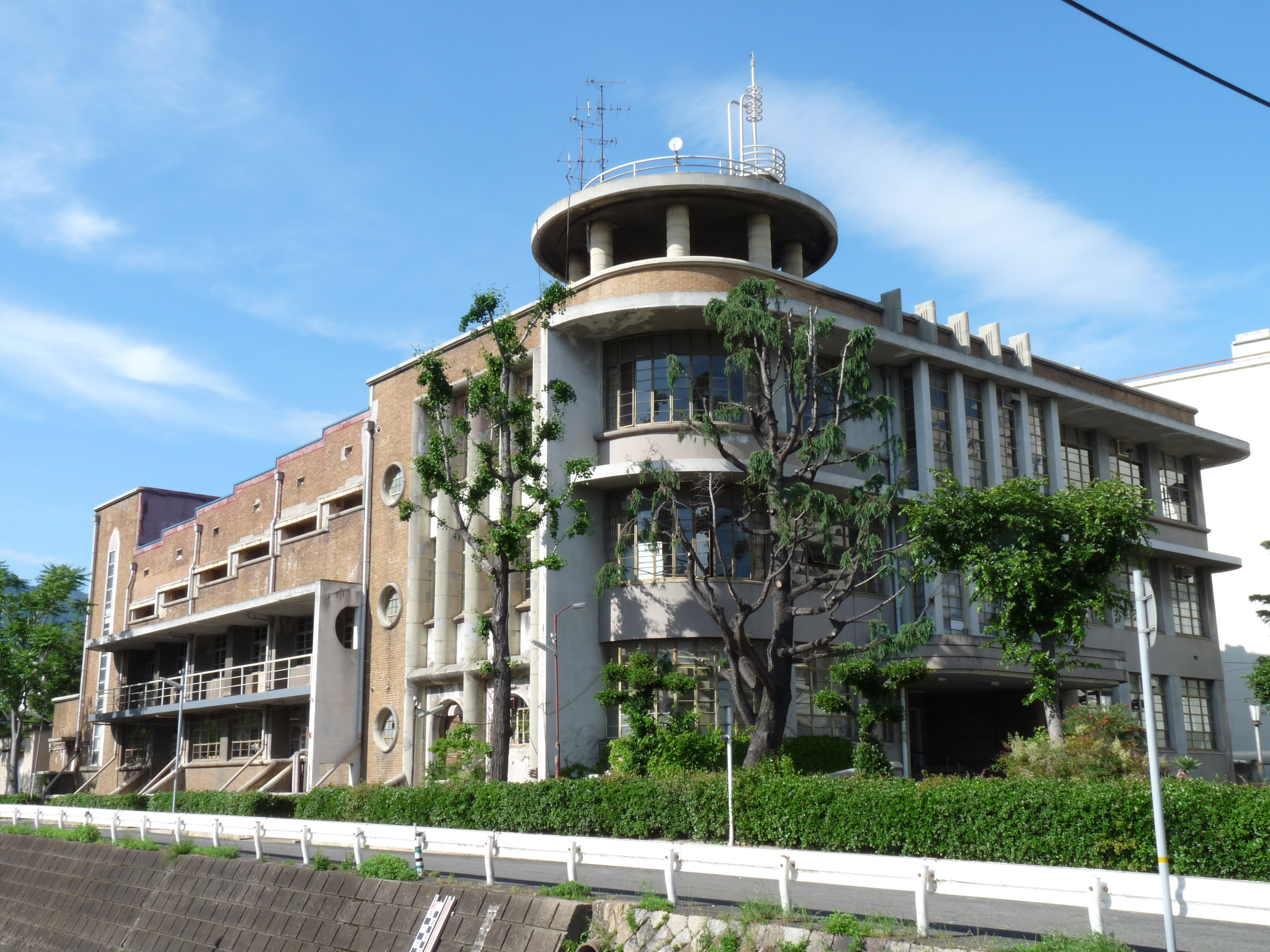
神戸市立御影公会堂

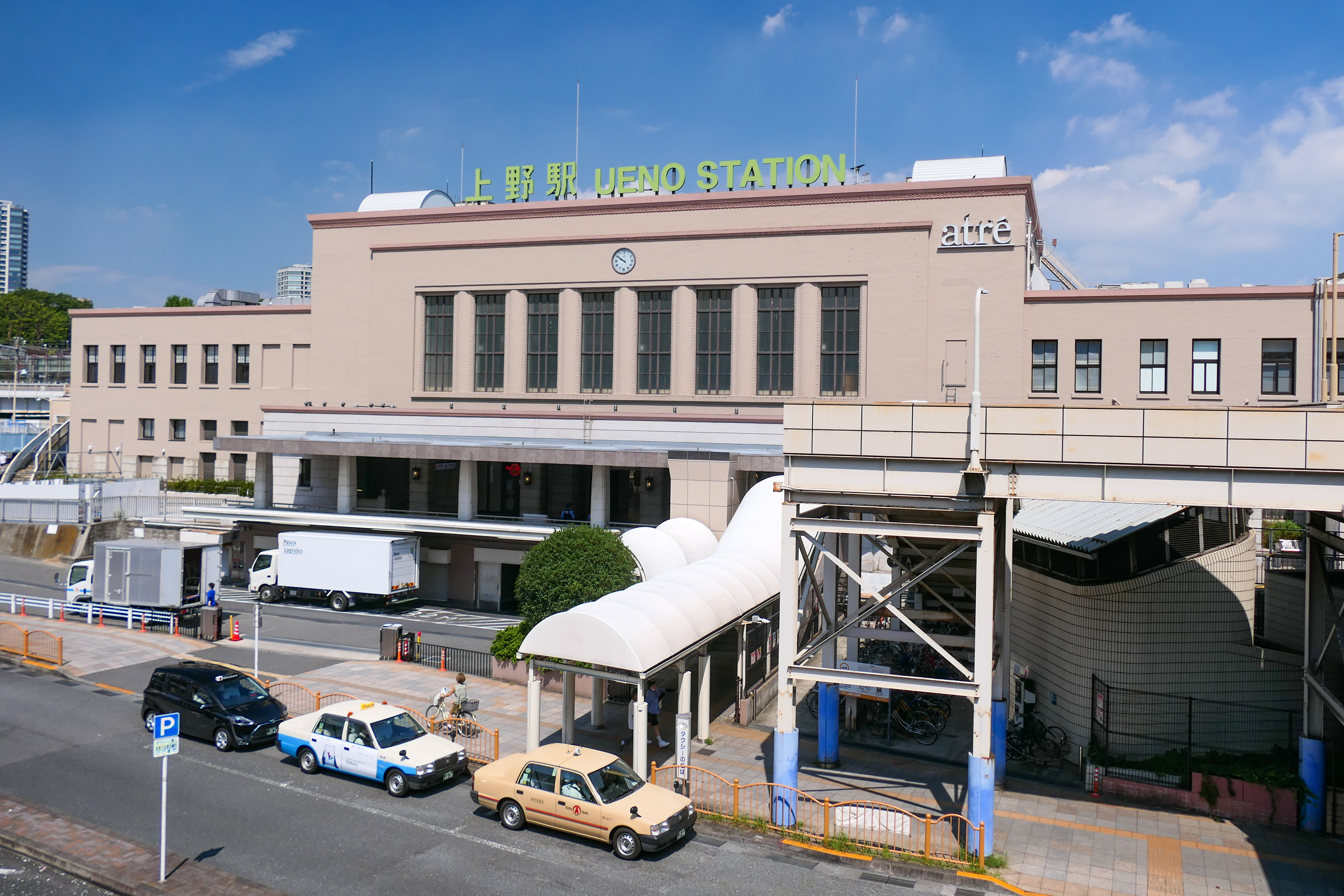
上野駅舎

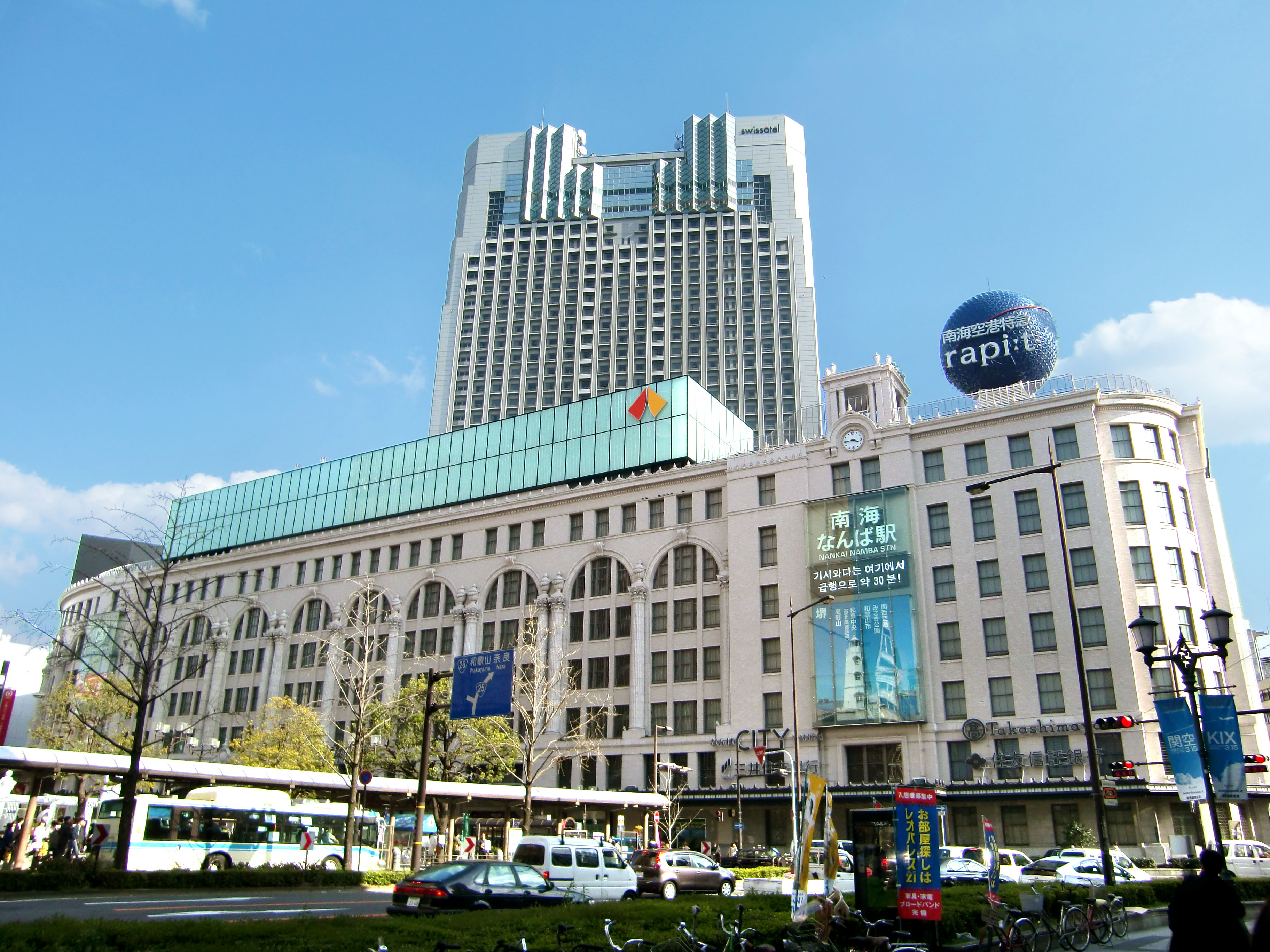
南海ビルディング（南海鉄道難波駅舎（四代目））

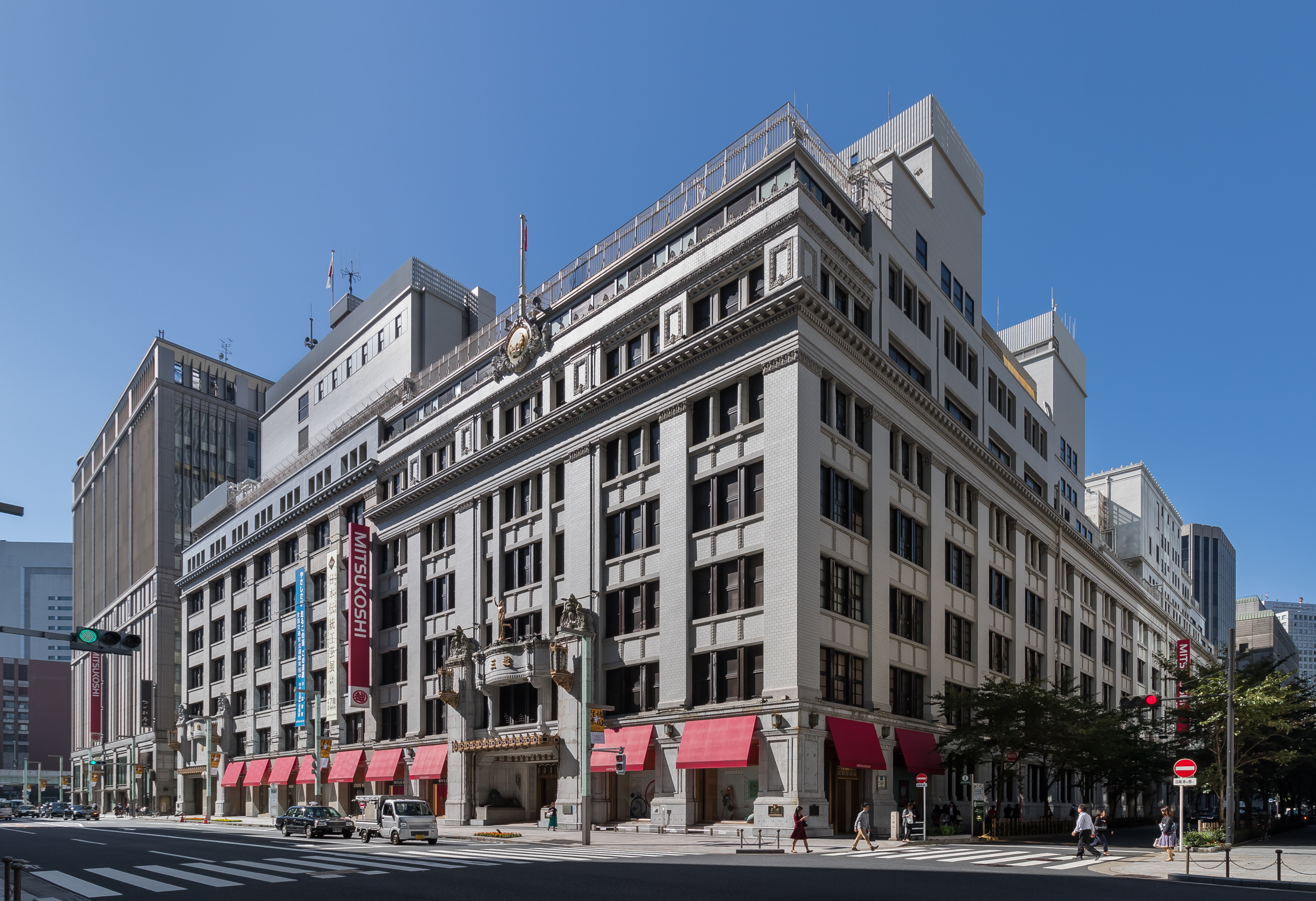
三越日本橋本店本館

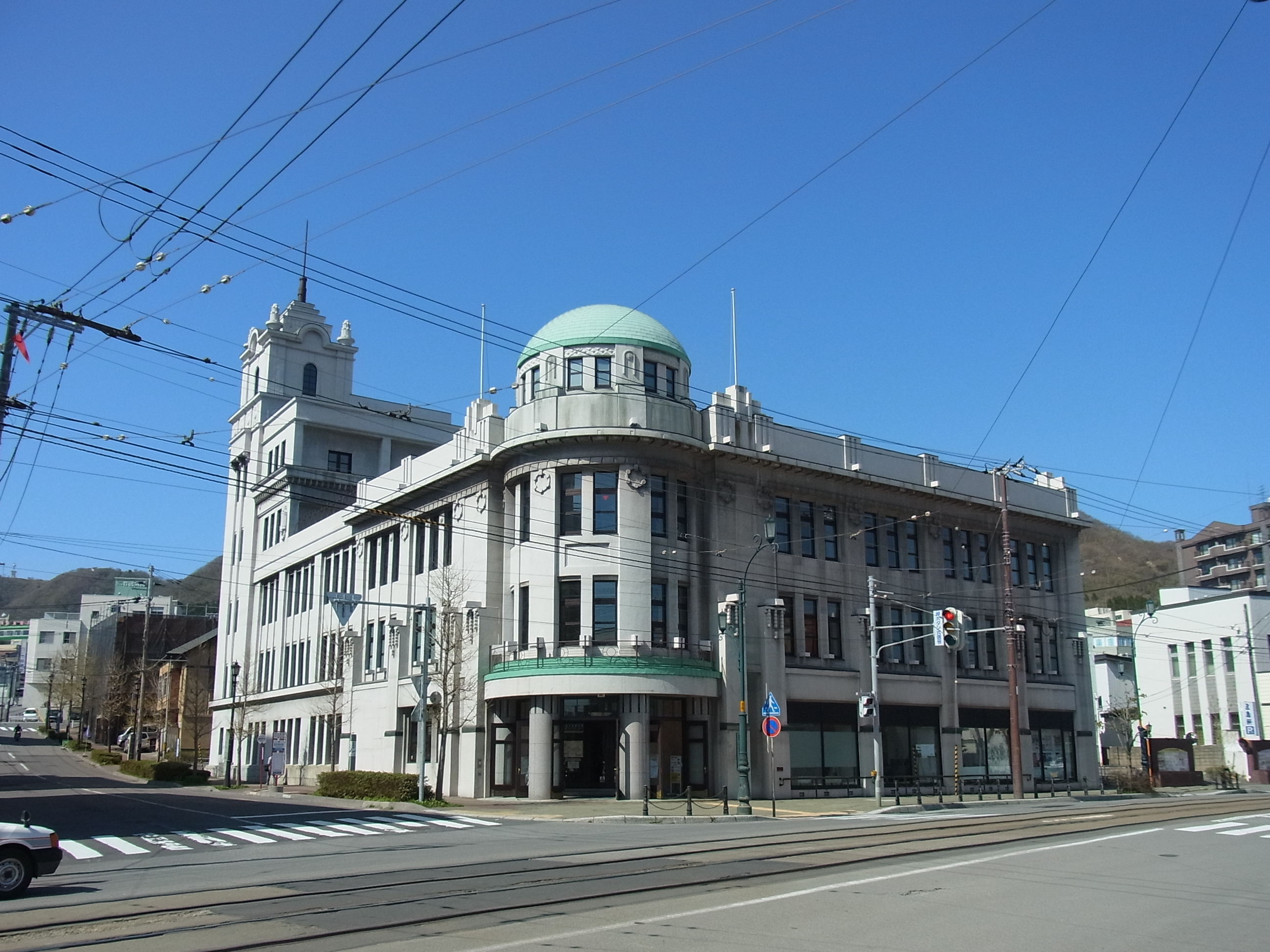
丸井今井函館店（初代店舗建物。現：函館市地域交流まちづくりセンター）

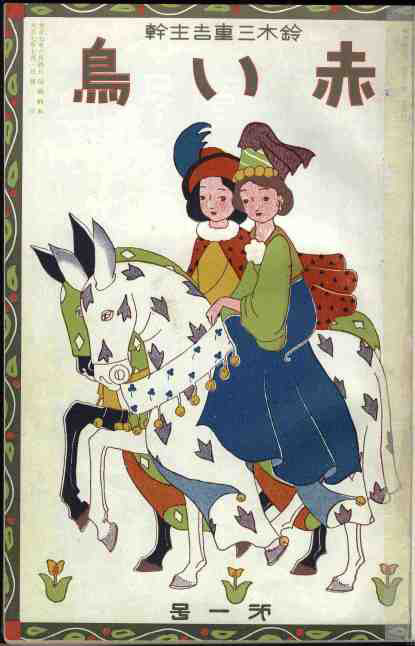
『赤い鳥』創刊号表紙

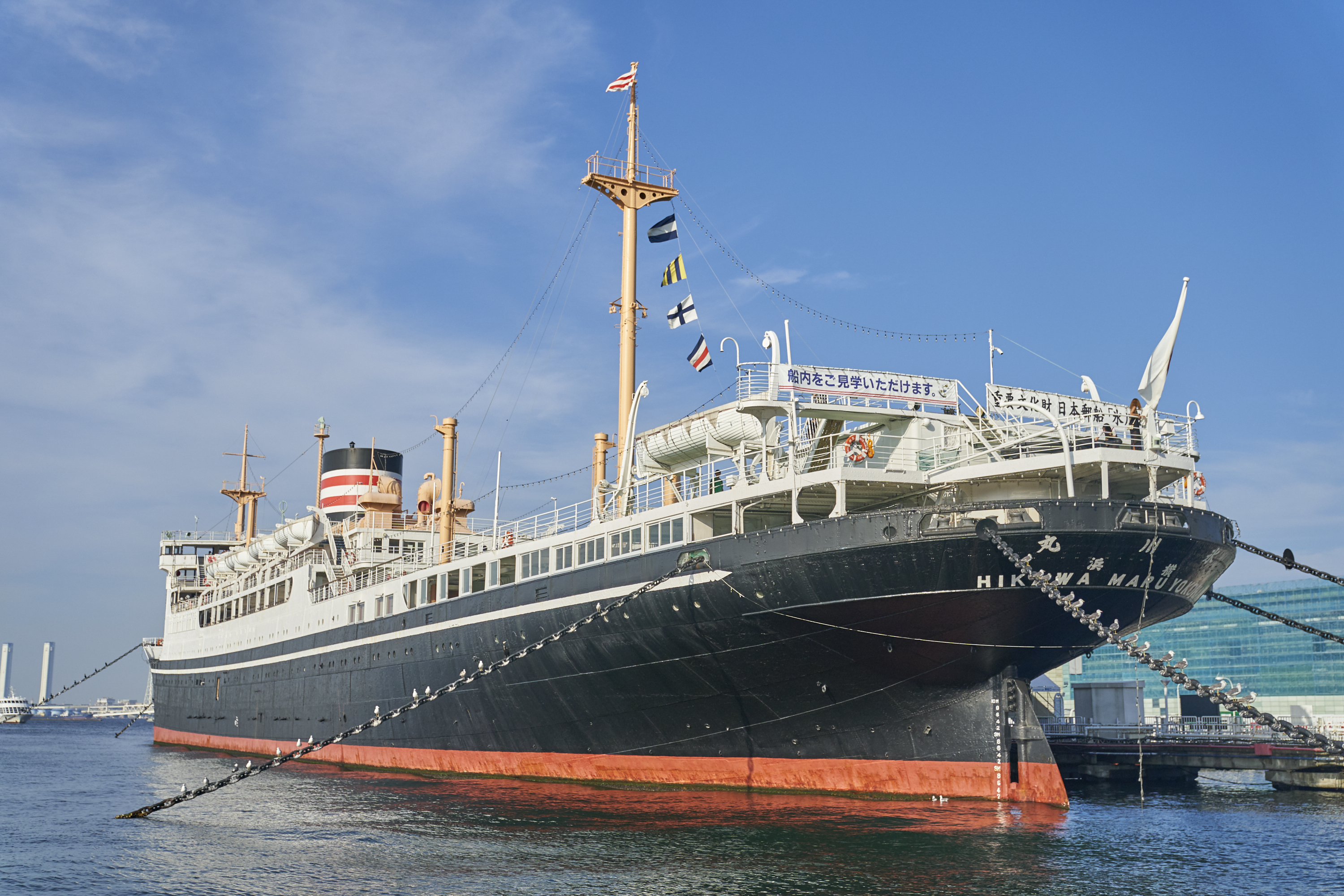
氷川丸

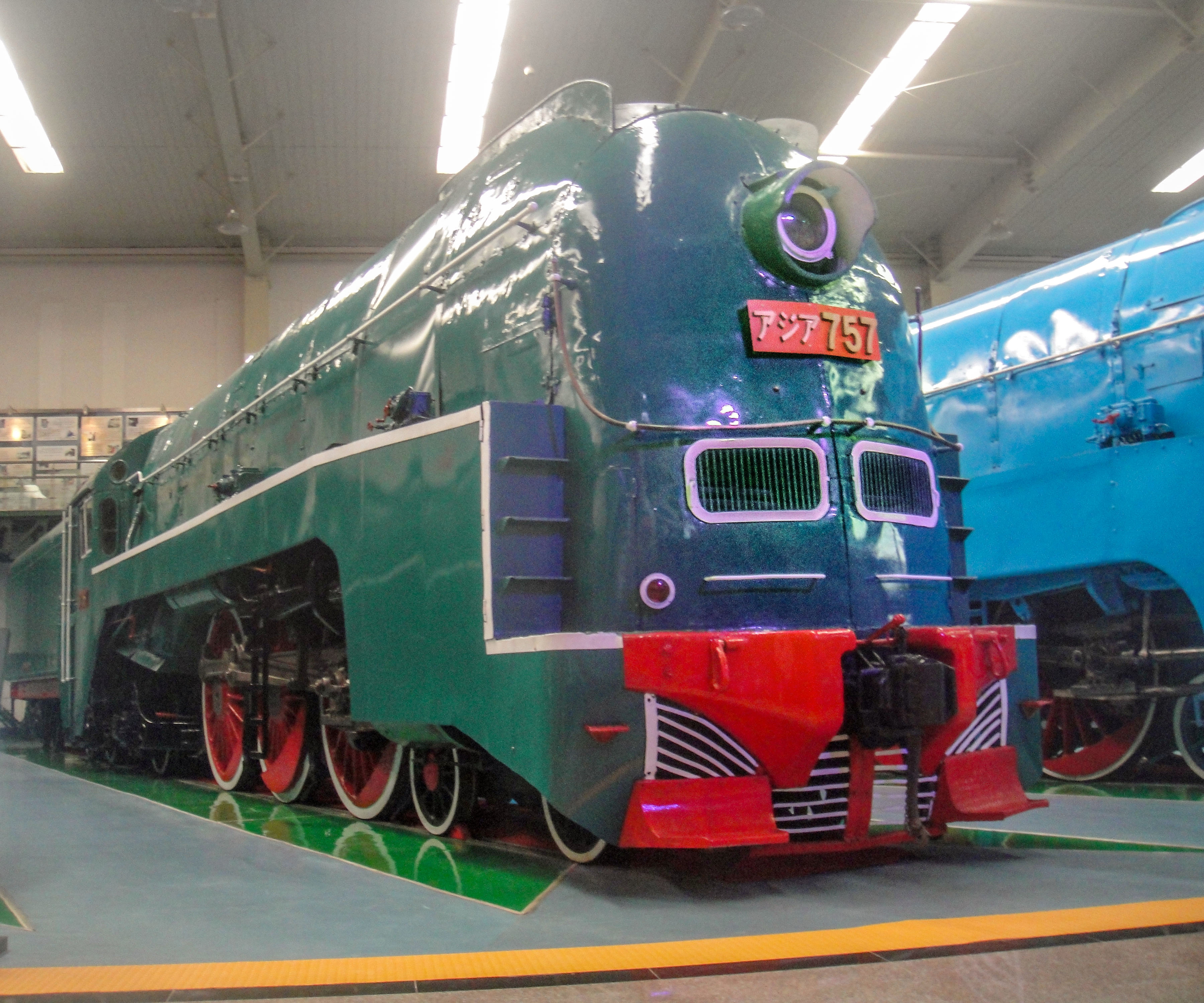
特急あじあ号

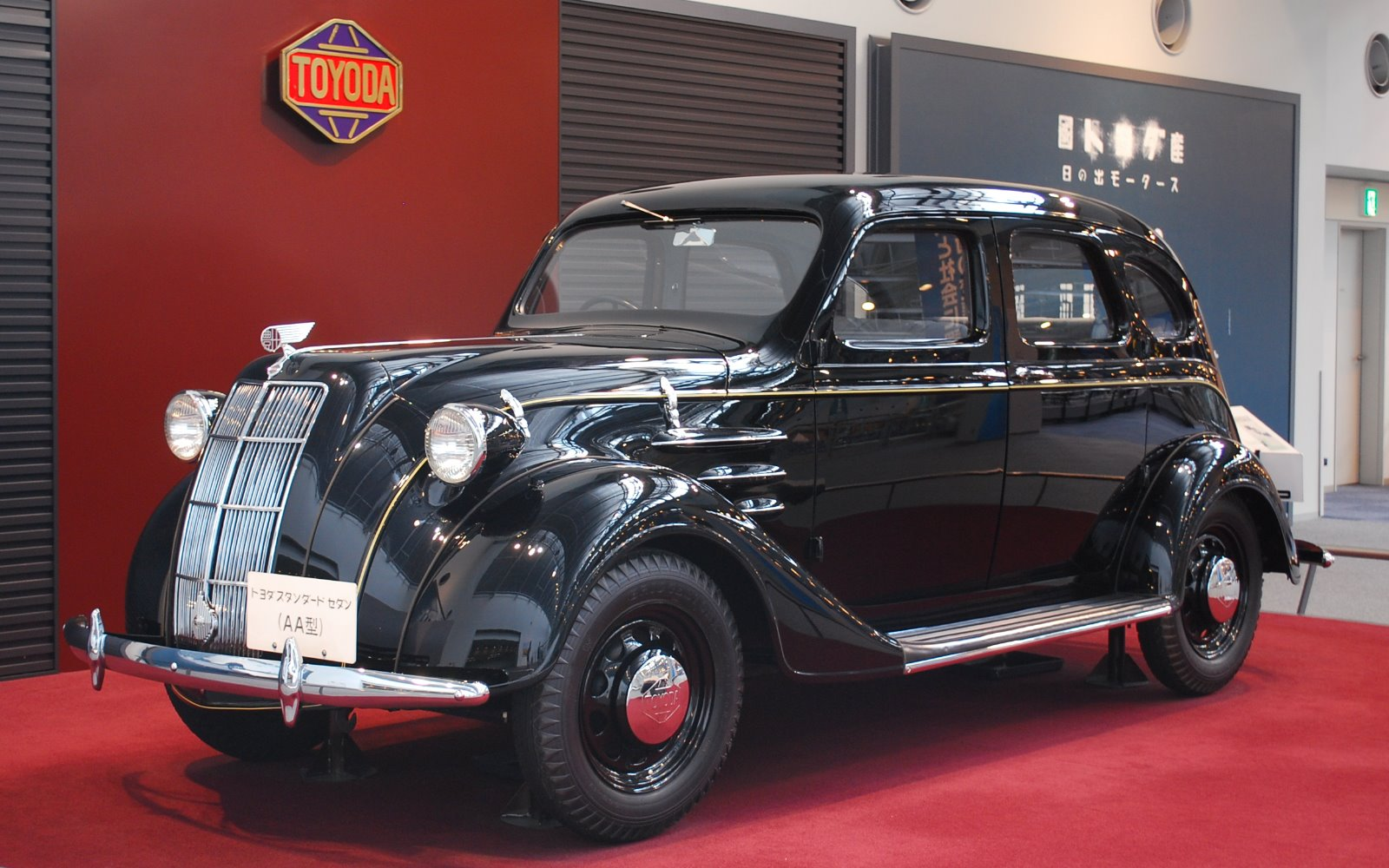
トヨダ・AA型乗用車（復元車）正面

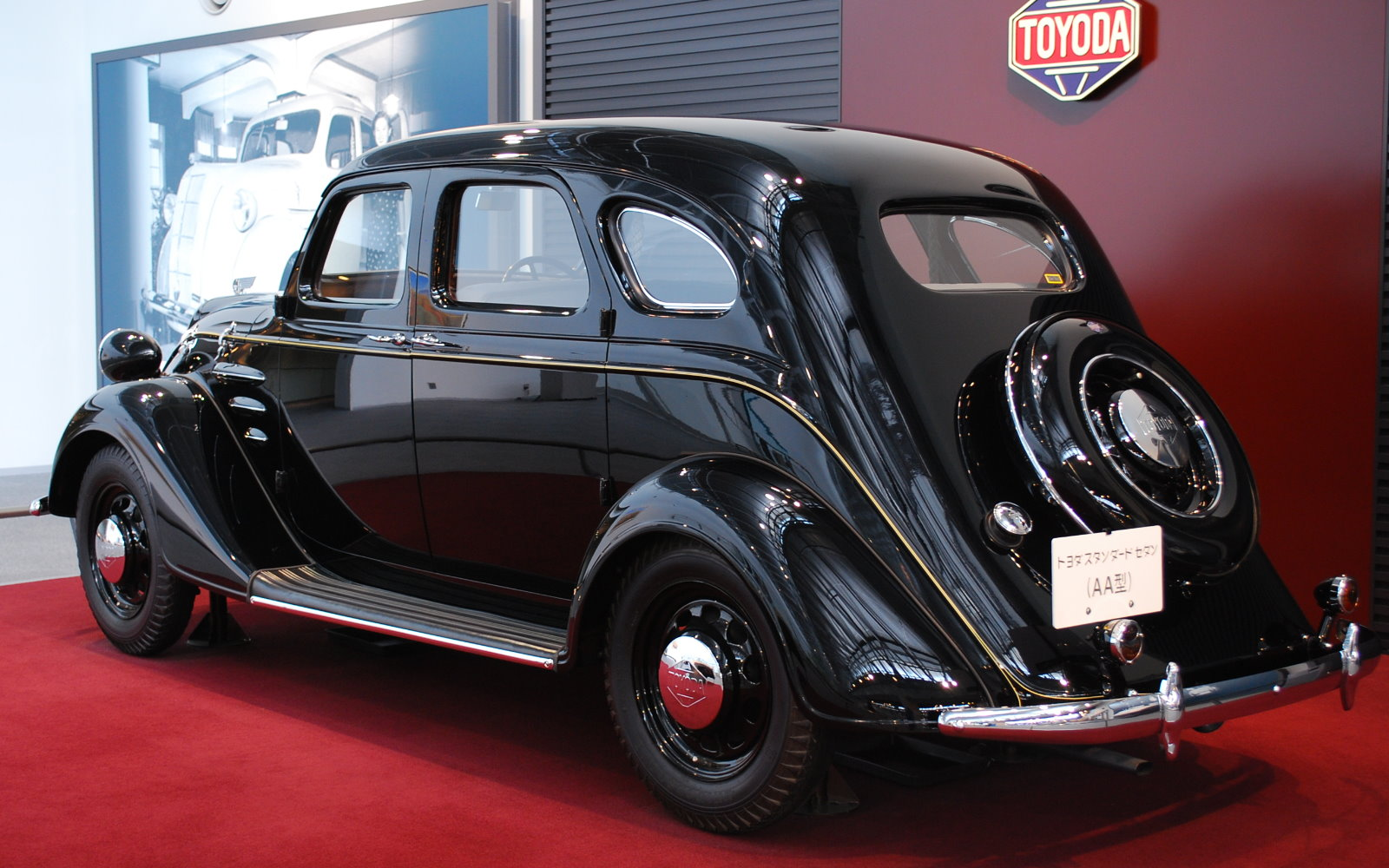
トヨダ・AA型乗用車（復元車）後面

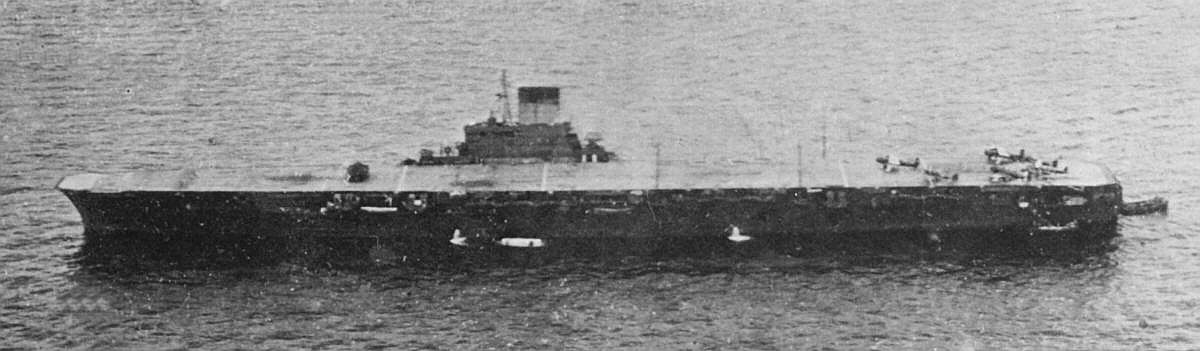
「次世代装甲空母」として期待されていた「大鳳」

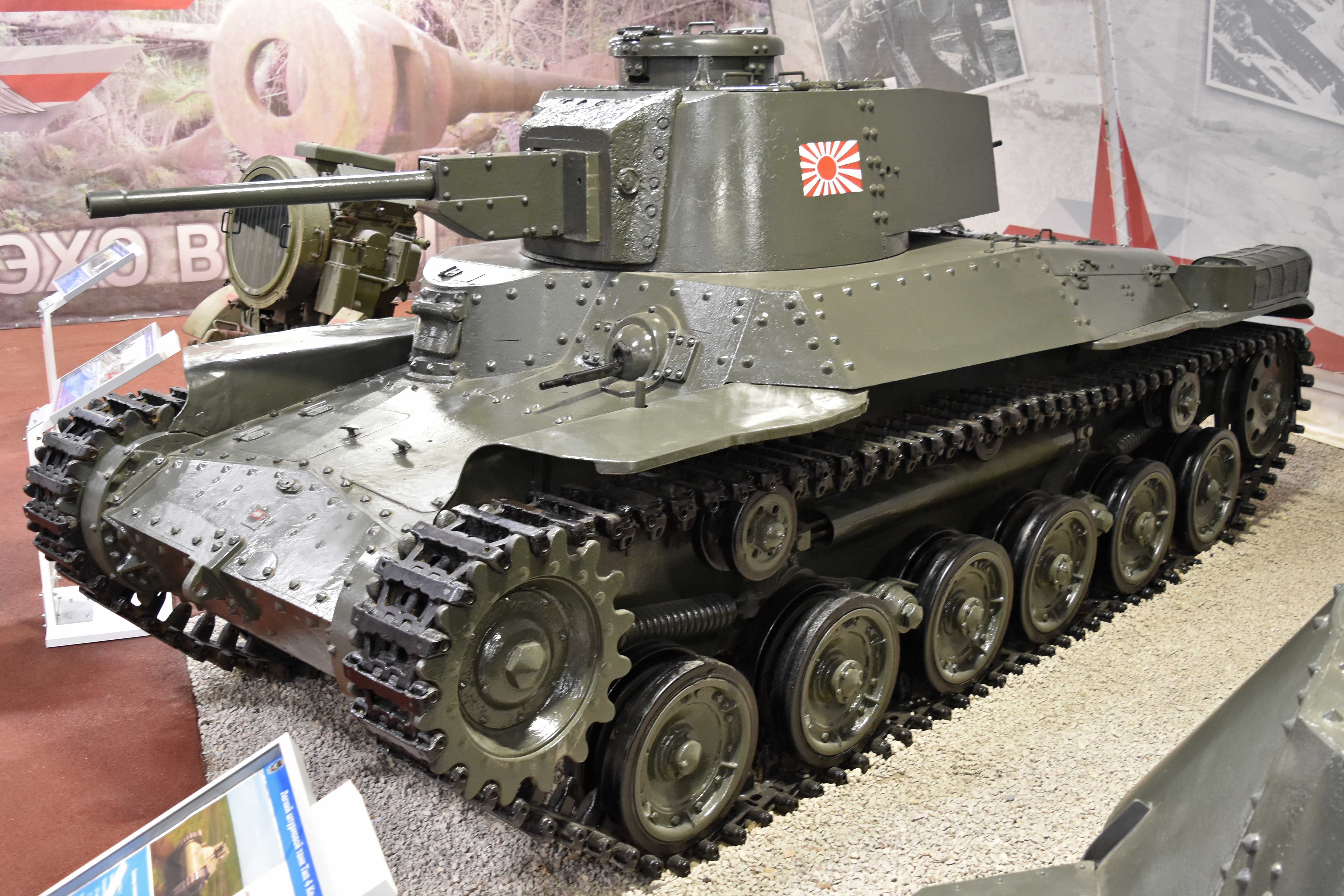
九七式中戦車（新砲塔チハ）チハ改

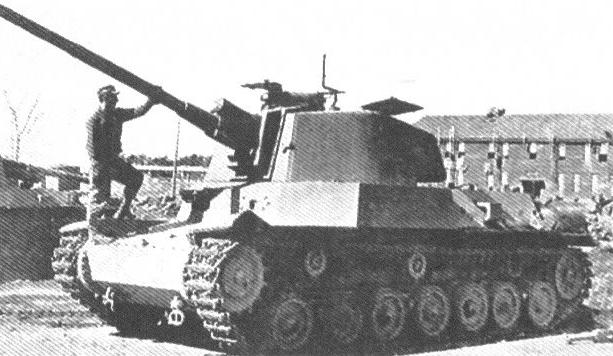
欧米列強の主力戦車水準を目指し、開発途上であった「四式中戦車」

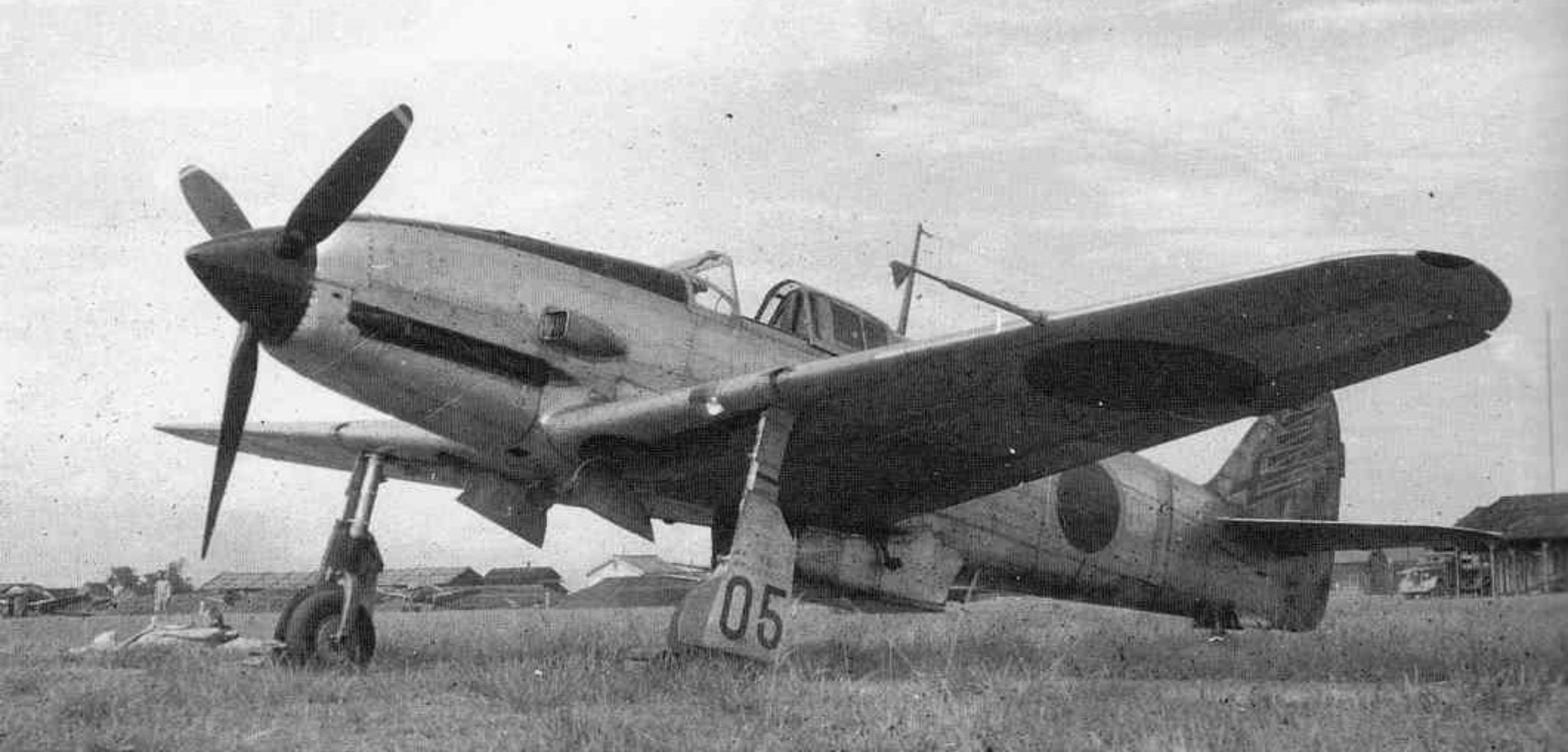
川崎 キ61 三式戦闘機「飛燕」

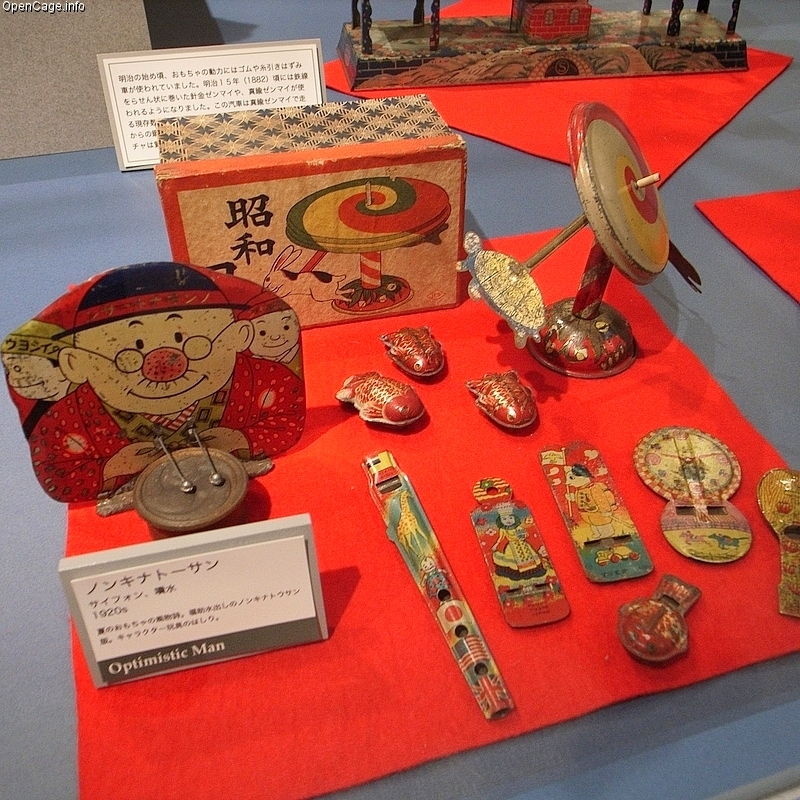
「のんきな父さん」ブリキ玩具のひとつ

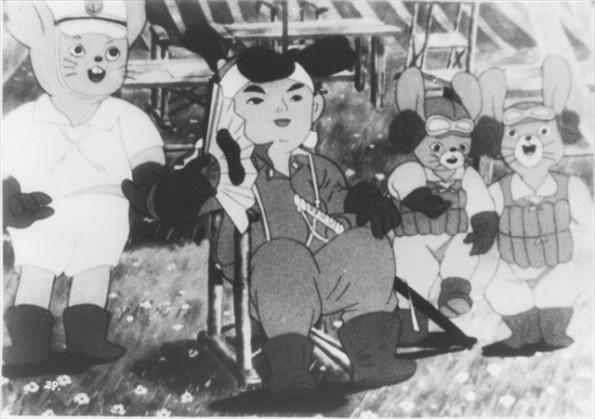
『桃太郎 海の神兵』の一場面

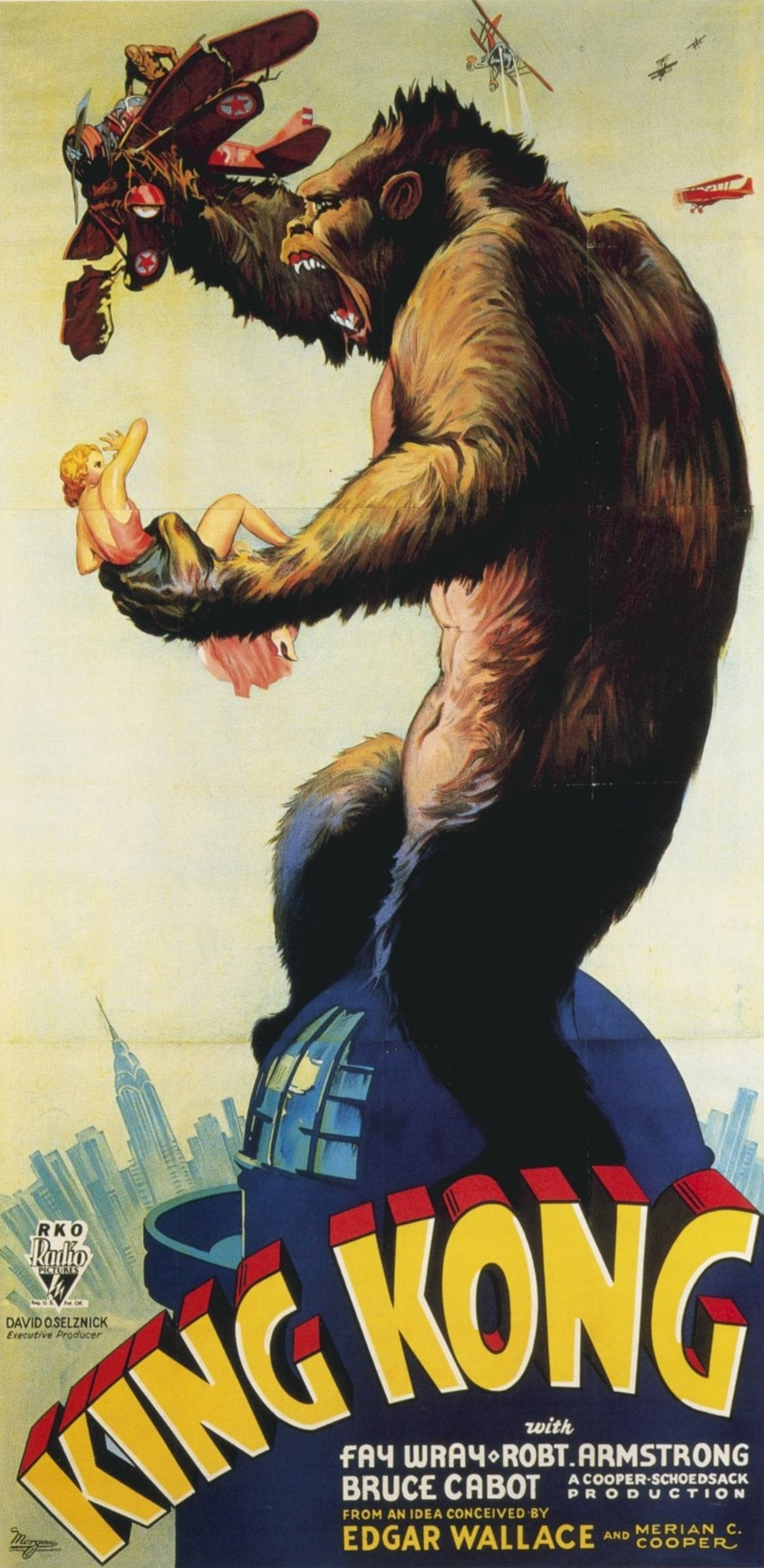
1933年版『キングコング』のポスター

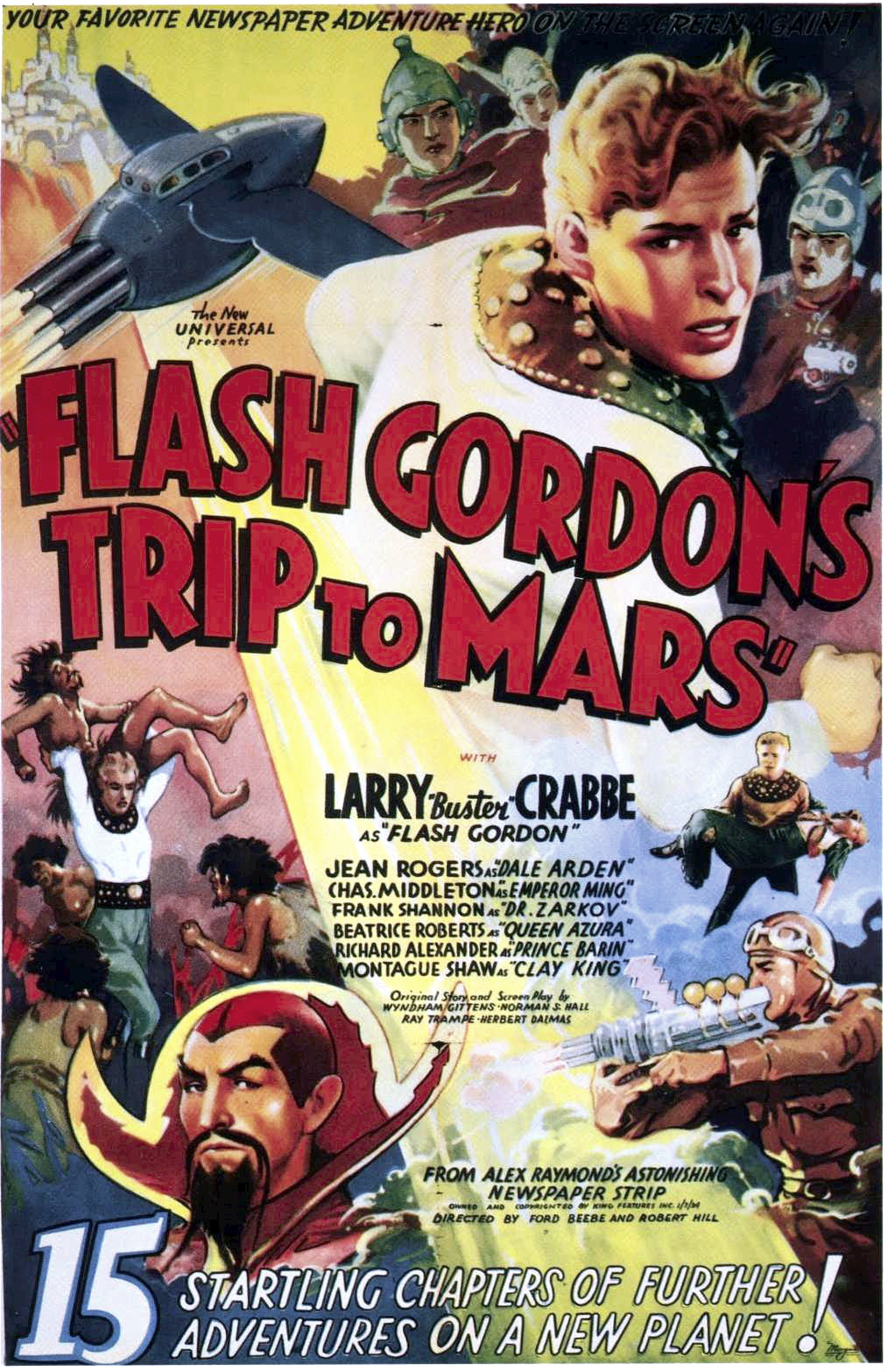
映画『フラッシュ・ゴードンの火星旅行』のポスター

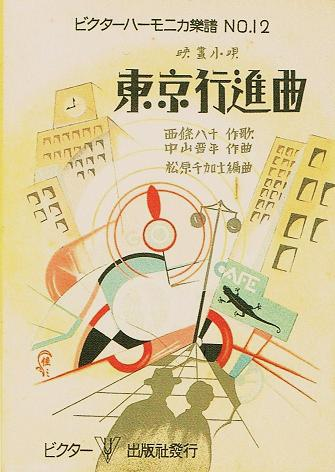
斎藤佳三装画の主題歌楽譜（ビクター・1929年）

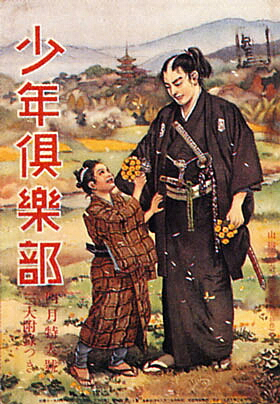
雑誌「少年倶楽部」表紙

- 帝都復興祭、紀元二千六百年記念行事、東亜競技大会[注 1]、東京オリンピック（昭和15年）構想、札幌オリンピック（昭和15年）構想、紀元2600年記念日本万国博覧会構想、紀元二千六百年記念輝く技術博覧会、国産振興四日市大博覧会、国産振興北海道拓殖博覧会、樺太庁始政三十年記念 樺太拓殖共進会[注 2]、政四十周年記念台湾博覧会、朝鮮博覧会、特大演（特別大演習）[注 3]、軍旗祭
- 治安維持法、特別高等警察
- 飛行船ツェッペリン伯号 霞ヶ浦寄航、神風号（国産飛行機による初の日英連絡飛行）、ニッポン号世界一周親善飛行（九六式陸上攻撃機の民生転用機）、第八飛行船、「「地上演習機」」もしくは「ハトポッポ」（リンクトレーナー）（計器飛行専用フライトシミュレーター機器）
- 雁ノ巣飛行場（福岡第一飛行場）[注 4]
- 高速度滋養料どりこの[注 5]、ラジオ焼き、一銭洋食、お子様ランチ、ナポリタンうどん（高価なパスタ麺を入手し易いうどん麺で代用したナポリタン原型ケチャップ焼きうどん料理。雑誌「『婦人之友』1937年（昭和12年）12月号」では「スパケテナポリタン」という名称で掲載（ちなみに現在、カゴメから公開されている同メニュー・レシピHPでは「ナポリタンうどん」と命名されている[1]）。「うどんナポリタン」「ナポリタン風うどん」「ナポリうどん」とも呼称され、（洋風料理を好んで食卓に採り入れ始めていた）中流以上の都市生活世帯を中心に普及した）、ヘルマンドッグ[注 6]、森永ミルクキャラメル、明治カルミン、ボンタンアメ、ウィンターキャラメル、ライオンバターボール[注 7]、三ツ矢サイダー、カルピス、セービス、森永コーラス、あんみつ[注 8]、シベリア (菓子)、玉羊羹、インスタントコーヒー（ネスカフェ）、サントリー角瓶、あじあカクテル、酒保、雑炊食堂、すいとん
- 喫茶店、ビヤホール、ミルクホール、資生堂パーラー、森永キャンディーストアー、京王閣、宝塚新温泉、ひらかたパーク、札幌温泉、八木山遊園地、西宮航空園[注 9]
- 文化住宅、モダニズム建築、アールデコ、ストリームライン・モダン、阪神間モダニズム、田園都市 (企業)、満洲国都市計画（国都建設計画、大連市区計画）、帝冠様式、看板建築、同潤会アパート、ニコライ堂、東日天文館、東京會舘、佐藤新興生活館（現：山の上ホテル旧館）、軍艦ホテル（摩耶観光ホテル）、札幌グランドホテル、丹平ハウス、「日劇」又は「陸の龍宮」又は「シネマパレス」（日本劇場）、神戸市立御影公会堂、大河内山荘、華厳滝エレベーター、銀座トクダビル、土浦亀城邸、大阪市立電気科学館（日本最初の科学館）、交通博物館（東京都千代田区神田須田町）、東京科学博物館、上野駅 駅舎、小樽駅 駅舎、南海ビルディング（南海鉄道難波駅舎（四代目））、甲子園球場、帝都復興事業、大東京道路網計画、大阪花月劇場、いせや総本店、山の手美容院[注 10]
- 三越百貨店（日本橋本店、銀座三越、三越新宿分店（二代目）、札幌三越、仙台三越、高松三越、三越金沢（初代。後に「丸越（初代）金沢本店」 → 「大和武蔵店」 → 「丸越（二代目）金沢本店」 → 「名鉄丸越（金沢名鉄丸越百貨店）」 → 「めいてつ・エムザ」 → 「金沢エムザ」に改名））、元町デパート（後に「三越神戸支店」に改名）、大丸百貨店、三中井百貨店、東急百貨店、阪急百貨店、麻屋百貨店（建物は現存せず。跡地に「前橋中央駐車場」立地）、宮市大丸百貨店（金沢本店（後に「大和金沢本店（初代）」 → 「ラブロ片町」に改名。後継商業施設「片町きらら」に新築全面建て替えの為、建物は現存せず）、富山店（後に「大和富山店」に改名。跡地に複合施設「TOYAMAキラリ」を新築の為、建物は現存せず））、丸越（初代）高岡店（後に「大和高岡店」 → 「御旅屋セリオ」に改名）、萬代百貨店（後に「丸越（初代）新潟店」 → 「大和新潟店（初代）」に改名。昭和新潟大火による全焼で移転）、福屋（後に「宮市大丸福井店」 → 「大和福井店」に改名。福井地震により、倒壊・閉店）、だるま屋（後に「だるまや西武」 → 「福井西武」 → 「西武百貨店福井店」）に改名）、丸井今井（札幌本店一条館、函館店（初代店舗（現：函館市地域交流まちづくりセンター）。末広町地区）、小樽店（初代店舗。旧：稲穂第一大通り（現：小樽サンモール一番街）地区）、室蘭店（初代店舗、中央町地区）、旭川店（初代店舗、間に買物公園を挟んだ二代目店舗向かい））、だるま屋[注 11]、岡島百貨店（初代店舗）、山形屋新館（2号館）、丸三鶴屋釧路本店本館（のちの丸井今井釧路店大通館）、藤丸（初代店舗。近隣に二代目店舗建物を新築・移転した翌年である1962年（昭和37年）以降より数年間は、同系列食品スーパー「フジトモ」として再活用。後に同地にて三代目店舗建物として全面建て替えの為、解体）、まるいいとう百貨店、大国屋、井の頭自然文化園、酒保
- 社団法人東京放送局（JOAK）初代ラジオ放送局（現：NHK放送博物館）[注 12]
- ラジオ放送#国民のラジオ熱 (免許制以前)、現：NHK放送技術研究所、NHKテレビ実験放送（テレビドラマ『夕餉前（ゆうげまえ）』）、日伊定期文化交換放送、社団法人大阪放送局、社団法人名古屋放送局、社団法人日本放送協会 初代本部 兼 東京中央放送局（現：NHK東京放送会館）、パラオ放送局、豊原放送局、台湾放送協会、朝鮮放送協会、放送局型第百二十三號受信機（放送局型123号受信機）[注 13]
- 理化学研究所[注 14]、ライカ・コンタックス論争（日本国内でのみ発生）、白系ロシア人、避暑地・軽井沢、新しき村、目白文化村、池袋モンパルナス、モダン日本社、満蒙開拓団、ブラジル移民、革新官僚、弐キ参スケ、新体制運動、資生堂花椿会、児童文化、赤い鳥、国民歌謡（赤い鳥運動の大人版）、無塗装ブリキ製キャンドルハウス玩具ブーム（商品デザインは住宅型ではなく欧米風高層ビル型。比較的裕福だった中流家庭以上の都市生活者に好まれ流行したが、ロウソクの転倒等でしばしば火災の原因にもなった）、レコードガール、文壇バー ルパン[注 15]、山の手言葉[注 16]、マレー語学習ブーム[2]、南樺太、満州国、宝塚歌劇団、松竹少女歌劇、中京デトロイト構想、日本改造法案大綱[注 17]、国防の本義と其強化の提唱[注 18]、選挙粛正運動、大正天皇祭[注 19]、講談社少年部[注 20]、「奇跡の作戦」又は「パーフェクト・ゲーム」（キスカ島撤退作戦）、南京攻略戦、武漢三鎮攻略戦、真珠湾攻撃、マレー作戦、珊瑚海海戦、パレンバン空挺作戦
- 南洋群島（南洋諸島 日本委任統治領）、南洋庁、南洋庁警察、南洋神社、ミクロネシア、パラオ
- 選抜中等学校野球大会、六大学野球、早慶戦、日米野球、日本職業野球連盟
- 東京地下鉄道、帝都高速度交通営団、大阪市営地下鉄御堂筋線、市電、関門鉄道トンネル、氷川丸、浅間丸、九七式飛行艇、中島AT-2、三菱MC-20、特急あじあ号、弾丸列車計画、大東亜縦貫鉄道計画、国鉄52系電車、小田急向ヶ丘遊園「豆汽車」「豆電車」（1965年（昭和40年）秋に廃線）
- トヨダ・AA型乗用車（トヨタ自動車）、ダットサン11型・ダットサン12型・ダットサン15型（日産自動車）、オートモ号（白揚社）、アツタ号（日本車輌製造、大隈鉄工所、愛知時計電機、岡本自転車自動車、豊田式織機）
- 「世界七大戦艦」又は「世界のビッグ7」（連合艦隊旗艦「長門」・陸奥、イギリスのネルソン・ロドニー、アメリカ合衆国のコロラド・メリーランド・ウェストバージニア）、人殺し長屋（赤城 (空母)）、日本海軍次世代装甲空母（大鳳）、九七式中戦車、「四式中戦車」開発計画、一式戦闘機（隼）、三式戦闘機（飛燕）[注 21]、九六式艦上戦闘機、深山[注 22]、携帯糧秣（携帯口糧、携帯馬糧）、九七式炊事自動車
- 天保銭組（陸軍大学卒の軍人）、星の生徒（陸軍幼年学校生徒）、「豆タン」もしくは「若獅子」（陸軍少年戦車兵）、空の若鷲（少年航空兵）（陸軍少年飛行兵と海軍飛行予科練習生）、銀時計組（前述「陸軍幼年学校」および「陸軍士官学校」「陸軍騎兵学校」「帝国大学」「学習院」「商船学校」成績優秀者）、「軍刀組」もしくは「恩賜組」（「陸軍大学校」および「海軍大学校」成績優秀者）、空の神兵[注 23]、イワシ（P-51ムスタング）、「口笛を吹く死神」もしくは「シコルスキー」（F4U コルセア）、カツオブシ（P-39）、クジラ（B-29）、黒死病（Il-2 シュトルモヴィーク）、ヒトラーの電動のこぎり（グロスフスMG42機関銃）、「モスクワの守護神」もしくは「ロージナ」もしくは「第2次世界大戦最良の戦車」（T-34）、スターリンのオルガン（カチューシャ (自走式多連装ロケット砲)）、モロトフ・カクテル（火炎瓶）、チャーチル糧食（米英軍より鹵獲したコンバット・レーション）
- ビリケン、のんきな父さん、のらくろ、蛸の八ちゃん、凸凹黒兵衛、カラスのクロちゃん、ボンボコポン助、窓野雪夫さん、フクちゃん、正チャンの冒険、元気な健チャン、ロボット三等兵、タンク・タンクロー、冒険ダン吉、黄金バット[注 24]、天誅蜘蛛（作：加太こうじ。紙芝居で伝播）、くるくるクルミちゃん
- 桃太郎の海鷲、桃太郎 海の神兵、くもとちゅうりっぷ、力と女の世の中、愛染かつら、映画『大学の若旦那シリーズ』[注 25]、映画『加藤隼戦闘隊』、映画『支那の夜』、映画『会議は踊る』、映画『モスコオの夜は更けて』、映画『類猿人ターザン』、映画『キングコング』、映画『ほら男爵の冒険』、映画『メトロポリス』、映画『コスモポリス』、映画『来るべき世界 (映画)』、映画『月世界の女』、映画『フラッシュ・ゴードン（バスター・クラブ主演版）』シリーズ、映画『P・F1号応答なし』、映画『吸血鬼ノスフェラトゥ』、映画『怪人マブゼ博士』、映画『カリガリ博士』、映画『S・O・S氷山』、映画『戦艦ポチョムキン』、映画『オーケストラの少女』、映画『希望音楽会』、山岳映画（『死の銀嶺』、『あかつき』、『アルプスの血煙』、『モンブランの王者』、『銀嶺に帰れ』、『火の山』）、日本映画 (映画会社)、日本映画社、マキノ・プロダクション、マキノトーキー製作所、マキノ映画製作所、東亜キネマ
- 真珠夫人、プロレタリア文学（『蟹工船』など）、新感覚派、お伽草紙、本郷義昭少佐シリーズ（作：山中峯太郎）、少年探偵団シリーズ、乙女の港、エーミールと探偵たち、日本少国民文庫（「君たちはどう生きるか（作：吉野源三郎）」など収録）、世界最終戦論、余の闘争[注 26]
- 酋長の娘、蘇州夜曲、蘇州の夜、一杯のコーヒーから、アラビアの唄、風は海から（映画『阿片戦争』主題歌）、青い背広で、丘を越えて、お使いは自転車に乗って、日本狂詩曲、東京ラプソディ、東京行進曲、東京音頭、大阪タイガースの歌（六甲おろし）、なつかしの歌声、うちの女房にゃ髭がある、もしも月給があがったら、のばせばのびる、ああそれなのに、とんがらがっちゃ駄目よ、忘れちゃいやよ、興亜三人娘、チャイナタクンの灯、アデュー上海、上海夜曲、広東ブルース、チンライ節、湖畔の乙女、チャイナタンゴ、マニラの街角で、ジャワのマンゴ売り、バタビヤの夜は更けて、旅の夜風、満州娘、満鉄社歌、めんこい仔馬
- アサヒグラフ、少年倶楽部、ニコニコ漫画、東京ニコニコマンガ 漫画の進軍、ニコニコ漫画大會、ナカムラマンガ、日本少年、少女倶楽部、幼年倶楽部、婦人倶楽部、FRONT、キング、少女画報、令女界、日の出、太陽、平凡、月刊ビクターレコード洋楽新譜、大毎小学生新聞、新青年[注 27]、家庭全科[注 28]
- 忠犬ハチ公、消防犬ぶん公、ウラヌス (競技馬)、セントライト、ミッキーマウス#日本での歴史、チータ（ターザンの相棒チンパンジー）、青い目の人形、煙突男、どりちゃん

#### 昭和20年代
- 日劇ウエスタンカーニバル、アメリカ博覧会（兵庫県で開催。参考HP 参考画像）、歌のホームラン（「山口組興行部」時代の神戸芸能社が大阪球場を会場として企画・運営した野外音楽イベント。開催二日目は悪天候により急遽、屋内音楽施設である中之島公会堂に会場を移転して実施された）、北海道開発大博覧会、日本のうたごえ祭典（第1回：日比谷公会堂、共立講堂で開催。約6000人参加。第2回：「原爆許すまじ-1954年日本のうたごえ祭典」の名称で、共立講堂、東京都体育館で開催。約1万5000人参加。他、約5万人が参加した第3回「1955年日本のうたごえ祭典」が国際スタジアムで開催されている）、朝鮮特需、昭和天皇の戦後巡幸
- 三笠ビル商店街、山交百貨店、中込百貨店（のちの「甲府西武」）、アサヒビルデパート（北海道旭川市 解説HP）、ビヤレストラン ニユートーキヨー大阪第一生命ビル店（日本最初の屋上ビアガーデン）、秋葉原ラジオ会館、秋葉原ラジオセンター、アキハバラデパート、リウボウ百貨店、桜デパート、ニューギンザ百貨店、児童館、戦災地復興計画方針、闇市
- オーパイ、カストリ、悪性密造酒（メチルアルコール）、ホルモン焼き、焼肉
- 焼け跡、引き揚げ（餃子やタンメンや含多湯等、中国東北部料理も広める）、傷痍軍人、歌声喫茶、日本民主青年同盟中央合唱団
- 占守島の戦い、GHQ
- 陸軍省→第一復員省→復員庁第一局、海軍省→第二復員省→復員庁第二局
  - 更に復員庁→厚生省復員局→厚生労働省社会・援護局の一公務といった具合に縮小の途を辿る。
- 警察予備隊→保安庁 保安隊（陸上自衛隊前身）、保安庁技術研究所（後の防衛省技術研究本部）、海上警備隊→保安庁 警備隊（海上自衛隊前身）、海上保安庁
- ダグラス DC-3C（民間払い下げ機）、「てんおう星号」および「十勝号」（ダグラス DC-4）
- 買い出し列車
- 洞爺丸型鉄道連絡船（海峡の女王（洞爺丸）、羊蹄丸、摩周丸、大雪丸）
- ホンダ・ジュノオ（本田技研工業）
- 電気自動車たま号（東京電気自動車） - 日本初の電気自動車。
- 民生コピーライカ（（ドイツ敗戦に伴う賠償の一環として）ドイツ特許が無効化された後、各国で各種コピーライカが製造・商品化された（軍用については、戦中である昭和10年代より各国で製造））

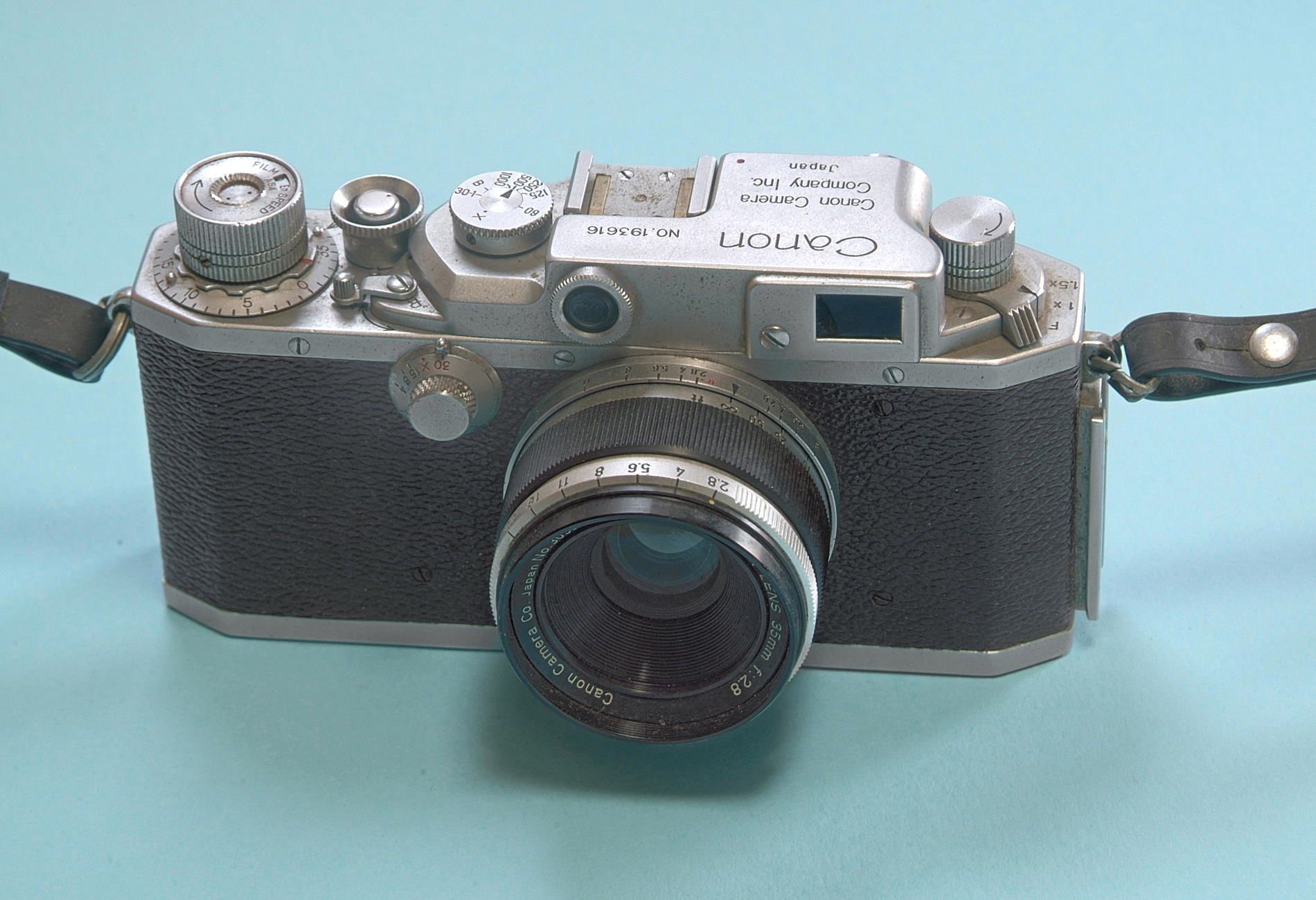
著名なコピーライカの一つ、キヤノンIVSb

- テレビ放送開始（NHK総合テレビジョン）、モノクロテレビ受像機（いわゆる白黒テレビ）、街頭テレビ
- 鳩の休日（日本テレビ局名通知）
- 話の泉、鐘の鳴る丘、復員便り、尋ね人の時間
- 夏季巡回ラジオ体操 みんなの体操会（NHKラジオ体操）、三代目（現）ラジオ体操第1・ラジオ体操第2
- リンゴの唄、岸壁の母、里の秋、栄冠は君に輝く（副題：全国高等学校野球大会の歌）、大陸歌謡、交響三章
- カルメン故郷に帰る（日本最初のカラー映画）、ゴジラ、透明人間現わる、虹男（映像表現の一つとして、途中で複数回、赤一色・緑一色といった単色カラー映像が用いられ、それだけでもカラー映画に慣れ親しんでいなかった当時の観客を驚かせた）、戦前・戦中上映禁止外国映画解禁（昭和14年製作・米国本国上映：風と共に去りぬ、オズの魔法使 昭和15年製作・米国本国上映：哀愁 昭和19年製作・米国本国上映：カサブランカ ）、シェーン、ホワイト・クリスマス、グレン・ミラー物語、シベリア物語、クバンのコサック
- 漫画少年、サザエさん（原作コミックス）、かっぱ天国、ブロンディ（邦訳され、昭和20年代前半には週刊朝日、同年代後半には朝日新聞朝刊にて連載されたドタバタ調のアメリカン・コミック。金髪美女のしっかり者主婦が鉄道王の御曹司であるおっちょこちょいの夫と玉の輿結婚を果たし、その後の家庭生活での日常を快活・コミカルに描いた作品。まだテレビも普及していない一般家庭に、作中での豊かなアメリカ消費社会を垣間見させ、ある程度テレビの普及が進んだ1960年代での外国TVドラマ大量放送を先取りするかの様に羨望の的になった）
- 無頼派、斜陽
- 映画雑誌スクリーン（競合映画雑誌「ロードショー」が創刊されるのは25年後の昭和47年）、坂井三郎空戦記録（第一次零戦神話ブームのきっかけとなった自伝作品。後に加筆され「大空のサムライ」に改題）、野球少年（月刊誌）、赤本、絵物語、カストリ雑誌
- 赤線、青線、パンパン
- アプレゲール、愚連隊（神戸国際ギャング団、明友会など有名）、戦災孤児
- 日本国憲法、教育基本法、農地改革、レッドパージ、闇市、引き揚げ、愚連隊、三国人、 戦後の遊戯業界（パチンコ）、パチンコと在日韓国・朝鮮人、 赤線廃止、労働争議、集団就職
- 神武景気
- ペコちゃん、おサル電車
- 家庭の電化

#### 昭和30年代

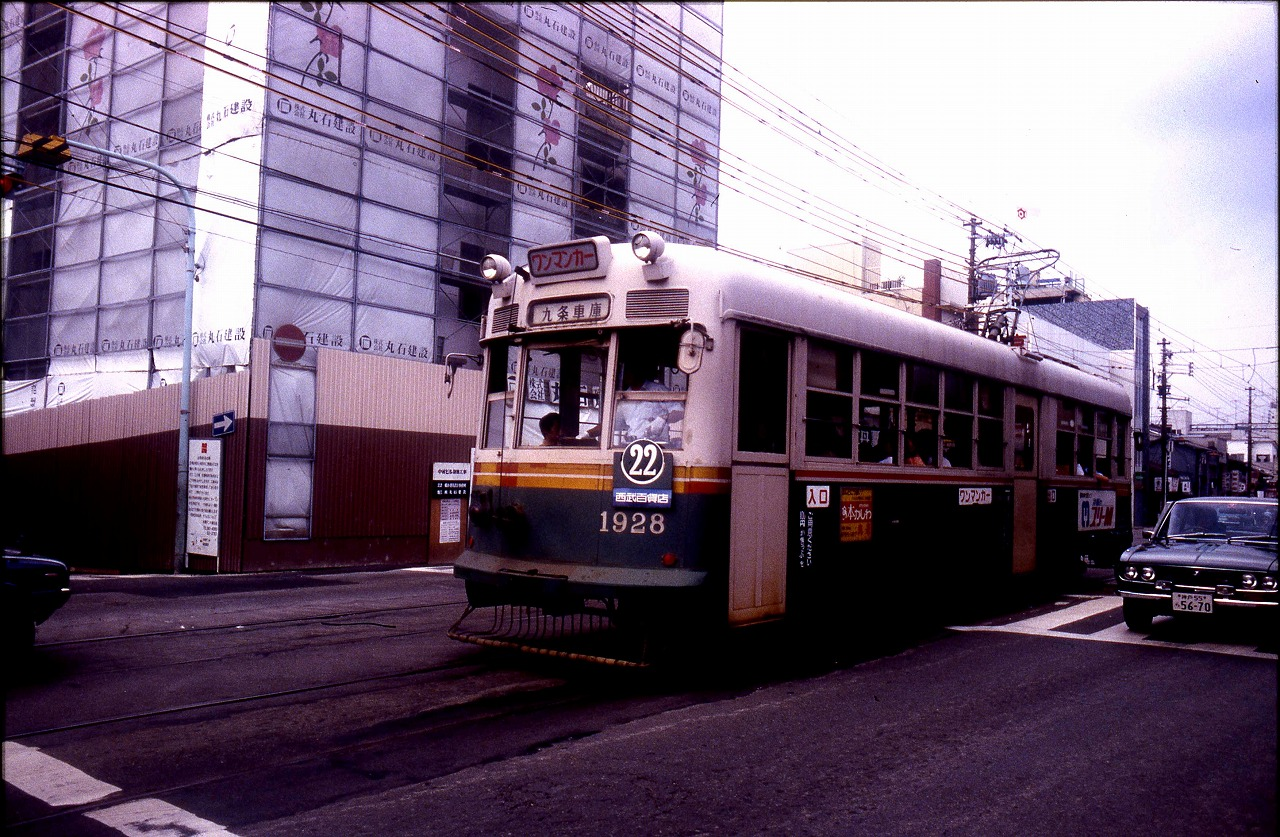
廃止された昭和53年（1978年）当時の京都市電

昭和30年代から40年代にかけて広く使われたが、その後に代替となるものが開発されたり、社会事情の変化で不要になったりして廃れていったもの、廃れていきつつあるものが対象となる。
- 所得倍増計画
- 東京オリンピック、ミッチー・ブーム（御成婚ブーム）、二十大歌手による民放祭（日本民間放送連盟と神戸芸能社の共催。発足5周年を迎えた日本民間放送連盟が公募で決めた十大歌手と、前述の公募結果の公平性に不満を持った神戸芸能社が選抜した十大歌手との合同により、番組出演者を編成。千駄ヶ谷体育館を会場に開催し、NHKの紅白歌合戦に対抗し放送された）
- 代々木競技場、東京タワー、二代目（現）通天閣、名古屋テレビ塔、さっぽろテレビ塔、天文博物館五島プラネタリウム、香川県庁舎 二代目本館（現：東館）、交通公社ビルヂング、奈良ドリームランド、後楽園ゆうえんち、日本モンキーセンター、錦沢遊園地（電動遊具化。自然公園および遊び場型遊園地としての開園は1927年（昭和2年））、三鷹ショッピングセンター、タイヨー、前三百貨店（→前橋サンプラザ。建物は現存せず、跡地に複合型施設「前橋テルサ」立地）、藤五百貨店高崎本店本館（→藤五伊勢丹高崎店本館。建物は現存せず、跡地は駐車場化）、テーオーデパート、中三百貨店（五所川原店（百貨店業態変更での初代本店）、弘前店）、丸正デパート（北見市）、すすきの0番地ビル、おでんセンター（現：湘南クッキングセンター）、ミゼットハウス、苫小牧東部開発計画、日本横断運河（中部横断運河）構想（1万トン級以上の船舶が伊勢湾 - 敦賀湾 間を行き来出来る規模を想定。旗振り役だった大野伴睦自由民主党副総裁の逝去、昭和40年代の海運不況、経済効果試算見地からの疑問など逆風が相次ぎ、実現に至らなかった）、ブルータリズム建築
- 百貨店の大食堂と屋上遊園地。それに付帯する噴水式のソーダ・ファウンテンや遊具。民衆駅のステーションデパート。
- 蒸気機関車（および蒸気機関車が牽引する客車列車）、路面電車、101/103系電車、「こだま」形特急電車（151系電車）、新幹線0系電車、「ペコちゃん」又は「タルゴ君」（東急デハ200形電車）、セミステンレス車両、東京モノレール、犬山モノレール（名鉄モンキーパークモノレール線）（2008年（平成20年）12月28日に廃線）、「上野動物園モノレール」又は「上野モノレール」（東京都交通局上野懸垂線。2019年（令和元年）11月1日より運行休止。2023年（令和5年）12月27日付で廃線）、よみうりランドモノレール（運行休止の翌日である1978年12月1日に廃線）、「東山公園モノレール」又は「ウルトラマン」（名古屋市交通局協力会東山公園モノレール）（1974年（昭和49年）6月1日に運行休止。同年12月18日に廃線）
- YS-11、JAL富士号（DC-8）（別名「空の貴婦人」「空飛ぶホテル」。ファーストクラス・ラウンジは和洋折衷で、日本画や障子が飾られ、シートは西陣織。東京-ホノルル-サンフランシスコ線に就航）、B727、日本航空・アエロフロート共同運航Tu-114（東京-モスクワ線に就航）、パンアメリカン航空
- 旅客船にっぽん丸（初代）、旅客船にっぽん丸（2代目）、巨船ネス・サブリン号（三菱重工業長崎造船所で建造された当時世界最大のマンモス・タンカー。船体カラーは緑色。児童向け科学雑誌の多くで採り上げられた）
- スーパーデラックスバス（月光仮面（Aタイプ）、金魚鉢（Bタイプ））、ボンネットバス（ボンネットトラック。運転席前方に、鼻のように突き出たエンジンルームを持つ）
  - 自動車の黎明期以来標準となっていた、車両前方へエンジンを配置し、後輪を駆動する方式のため、この様な外見となっている。車両の全長に対して有効な床面積（客室：旅客定員や荷台：貨物積載量）が限られてしまうため、リアエンジンバスやキャブオーバートラックに駆逐されたが、昭和末期からの懐古ブーム以降、各地で観光の目玉や産業遺産として大切にされている。
- 通産省の国民車構想とオート三輪の終焉、そしてモータリゼーションの黎明期へ。
  - トヨタ自動車（トヨペット・クラウン、トヨペット・コロナ、パブリカ）、日産自動車（ダットサン・ブルーバード、セドリック）、プリンス自動車工業（スカイライン、グロリア、マイラー）、いすゞ自動車（ベレル、ベレット）、日野自動車（コンテッサ、ブリスカ）、富士重工業（てんとう虫（スバル・360））、鈴木自動車工業（スズライト）、東洋工業（R360クーペ）、本田技研工業（T360）
- 小自動車メーカーの乱立。敗戦間もない頃から、航空機産業の禁止で行き場を失った技術者や工員の受け皿として、オートバイや自動車メーカーの創業ラッシュが見られたが、小規模なものは町工場レベルであった。
  - マイカー、ホープ自動車（SY、SM、NT/ユニカー、OT）、住江製作所（フライングフェザー）、日本オートサンダル自動車、日本軽自動車（ニッケイ・NJ/タロー）、三光製作所（テルヤン）、富士自動車（フジキャビン）、岡村製作所（ミカサ）。
- ペンシルロケット、アルファロケット、カッパロケット、シグマロケット、ベビーロケット、ラムダロケット、航空宇宙技術研究所
- 東海発電所（日本初の商業用原子力発電所）
- ダイヤル式の電話機（正しくは公社形600／600A）、FACOM 100（国産初のリレー式コンピュータ）、FACOM 128（FACOM100改良型。商用リレー式コンピュータ第一号）、FUJIC、TAC
- 米軍供与品（F-86F（愛称「ハチロク」）、M4中戦車M4A3E8型（イージーエイト）、155mm加農砲M2（M59 155mmカノン砲）、U.S.M1カービン、54式対潜弾投射機（ヘッジホッグ））
- 富士T-1 初鷹(練習機)、新明和工業PS-1、新明和工業US-1、F-86F-40 旭光（きょっこう）、F-86D 月光（げっこう）、F-104J 栄光、61式戦車、ナイキJミサイル、はるかぜ型護衛艦、あやなみ型護衛艦、むらさめ型護衛艦 (初代)、戦闘糧食 I型
- トリスバー
- 和製ハワイ
  - 常磐ハワイアンセンター、熱川バナナワニ園、船橋ヘルスセンター、指宿市、熱海市、湘南、真鶴サボテンランド、秋田ハワイアンランド、旧群馬ハワイアンセンター（現：高山温泉ふれあいプラザ）
  - ホテル ハワイ (秋田市) 旧本店
  - 旧ホテル ハワイ (稚内市)
  - 旧茨戸ハワイランド
  - 旧山形ハワイドリームランド
  - 熱帯植物園
  - 加山雄三、ザ・ワイルドワンズ、ハワイの若大将、南太平洋の若大将、バッキー白片
  - ムームー、アロハシャツ、、半ズボン、太陽族
  - モスラ
  - バナナ饅頭、バナナ焼き、パイン牛乳、ブルーハワイ味 かき氷
  - 旧キャバレーハワイ
- ムード歌謡、ムード音楽、うたごえ喫茶、ジャズ喫茶、ディスコ、フラフープ
- 公団住宅
- 三種の神器（白黒テレビ、洗濯機、冷蔵庫）、電気釜（炊飯器）、掃除機
- カラーテレビ放送開始（NHK総合テレビジョン）、FMラジオ（NHK-FM放送）ステレオ放送開始
- ソノシート、フラフープ、ダッコちゃん、リヤカー、フラッシャー自転車
- ハンナ・バーベラ作品アニメ、チンチンの冒険（原作はベルギーのバンド・デシネ『タンタンの冒険旅行』。関東地方・中部地方のみ放送）、外国ドラマ（五社協定によるテレビ放送コンテンツ不足対応のため、多数放送された）、ガラス棒が使われたTBSテレビの局名通知、未来都市（ABCテレビ局名通知）、NHK連続テレビ小説シリーズ放送開始（『娘と私』）、NHK大河ドラマ放送開始（『花の生涯』）、快傑ハリマオ、ナショナルキッド、8マン、月光仮面（テレビドラマ）、てなもんや三度笠、鉄人28号（第一回テレビアニメ版、実写版テレビドラマ）、鉄腕アトム（第一期テレビアニメ版と実写テレビドラマ版）、チロリン村とくるみの木、兼高かおる世界の旅放送開始（昭和終了翌年である1990年（平成2年）まで）、アウター・リミッツシリーズ、ダイヤル110番、七人の刑事、特別機動捜査隊
- 心のともしび、グリチロンラジオCM、日立ミュージック・イン・ハイフォニック（1986年（昭和61年）まで放送）、キューピー・バックグラウンド・ミュージック（2009年（平成21年）3月まで放送。番組オープニングBGMは「ミリタリー・タンゴ/アルフレッド・ハウゼ楽団」視聴HP）
- 妖星ゴラス、地球防衛軍、宇宙大戦争、キングコング対ゴジラ、海底軍艦、宇宙大怪獣ドゴラ、東宝 変身人間シリーズ（美女と液体人間、電送人間、ガス人間第一号、マタンゴなど）、吸血鬼ゴケミドロ、世界大戦争、空の大怪獣ラドン、日本誕生、十戒
- こんにちは赤ちゃん、上を向いて歩こう、バスストップ、THEME FROM A SUMMER PLACE|THEME FROM A SUMMER PLACE （夏の日の恋）
- 銭湯、駄菓子屋、戦後の紙芝居、生協スーパーマーケット、日本のニュータウン
- 戦記漫画ブーム（紫電改のタカ、0戦はやと）、貸本（貸本劇画）、鉄腕アトム、リボンの騎士、鉄人28号、フイチンさん、ルミちゃん教室、半ズボン、劇画、ストーリー漫画
- こども科学館シリーズ（旧国際情報社より約50冊ほど出版。各号、サイズはB4程あり、毎号「こんちゅうのくらし」「おおぞらのふしぎ」「てつどうものがたり」といった特集テーマに沿ったカラー写真や子供向け解説、他、戸川幸夫等が原作担当し山川惣治等が挿絵を描いた連載科学小説シリーズ「太郎の冒険旅行」が掲載された。国際情報社は平成14年6月に業務停止）
- 国産テフロン加工フライパン（フジマル）、赤チン、チンク油、肝油、ホーロー看板
- 木造校舎、有線、氷嚢、ちゃぶ台、蚊帳、豆炭、練炭、七輪、コンロ、あんか、湯たんぽ、ダルマストーブ、五右衛門風呂、肥溜め
- ラムネ、ロイヤルクラウン・コーラ、プラッシー、ネーポン、ファンタ、粉末ジュース、コアップガラナ、ポン菓子、マーブルチョコレート、パラソルチョコレート、Felix Bubble Gum（丸川製菓）、お子様ランチ、ナポリタン、S&Bモナカカレー、バーモントカレー、チキンラーメン、卵かけご飯、丸美屋ふりかけ（のりたま、洋風ふりかけチズハム、牛肉すきやき）、マルシンハンバーグ、スパゲッティ#スパゲッティと文化
- スピッツ (犬)、タロとジロ、ダッコちゃん、アンクルトリス、ポンパ君、ソニー坊や

#### 昭和40年代
- ジャングル風呂、屋上遊園地、回転展望台、名曲喫茶（喫茶風月堂が有名）、ジャズ喫茶
- ローラーゲーム、ボウリング、ゴーカート、パンダカー（四本足で歩くように走行するパンダを模した（他の動物のものもある）電気駆動式の乗り物。現在でも各地の遊園地などで見かけることがある）、第一次ボディビルブーム、ソリッドステート・デザイン
- 全学共闘会議
- 日本万国博覧会、札幌オリンピック、沖縄国際海洋博覧会、少年の船
- ハイテク建築、スウェーデンハウス、世界貿易センタービル、神戸商工貿易センタービル、京都タワー、アクアポリス、中野ブロードウェイ、中野サンプラザ、ターミナルエコー（京王吉祥寺駅ビル）、吉祥寺ロンロン、JRいわき駅 先代駅ビル「ヤンヤン」、中三百貨店青森本店（百貨店業態変更後の二代目本店）、銀ビル（銀座センタービル）、スズラン百貨店高崎店（初代店舗）本館（近隣に新築した二代目店舗への移転の為、2024年1月31日に閉館）、ほくそうデパート（昭和40年代中頃の数年間のみ存在していた北海道内大手の月賦販売方式百貨店チェーン。札幌本店、函館店、旭川店、小樽店、千歳店、室蘭店、苫小牧店、釧路店、帯広店、北見店、稚内店が存在していた。当時の新聞広告画像）、岩田屋伊勢丹ショッピングセンター（後に「熊本岩田屋」→「久留米岩田屋熊本店」→「くまもと阪神」→「県民百貨店」と改名）、遠矢百貨店（二代目店舗）、熊本交通センター（現「熊本桜町バスターミナル」）、太平洋スカイランド（→ヒルトップ→炭坑展示館および青雲台体育館を除き閉館・建物解体）、ホテルニューオータニ、富士通蒲田システムラボラトリ、霞が関ビル（日本最初の超高層ビル）
- トヨタ・カローラ、「国産車初のスーパーカー」又は「国産車初のボンドカー」（トヨタ・2000GT）、ヨタハチ（トヨタ・スポーツ800）、トヨタ・セリカ、日産・サニー、日産・フェアレディZ、ケンとメリーのスカイライン（日産・スカイライン4代目 C110型）、水中メガネ（ホンダ・初代 N360/SA型）、ホンダ・シビック、いすゞ・べレットMX1600
- 東京モノレール羽田線、姫路市交通局モノレール線（1979年（昭和54年）1月26日に廃線）、小田急向ヶ丘遊園モノレール線（2001年（平成13年）2月1日に廃線）、ドリーム開発ドリームランド線（2003年（平成15年）9月18日に廃線）、万国博モノレール（1970年（昭和45年）9月13日廃線）、新幹線基本計画線（全国新幹線鉄道整備法第4条（基本計画））、湘南モノレール江の島線
- M-4Sロケット、L-4Sロケット、人工衛星おおすみ、宇宙開発事業団
- 新明和工業PS-1改、F-4EJ改、74式戦車、たかつき型護衛艦、やまぐも型護衛艦、みねぐも型護衛艦
- 福島第一原子力発電所[注 29]、島根原子力発電所、その他の原子力発電所（げんでん敦賀（敦賀発電所）、美浜発電所、高浜発電所）
- 日本列島改造論、江田ビジョン、三角大福、三木おろし、日中国交正常化、日本における社会主義への道、革新自治体
- 4チャンネルステレオ、Uマチック、スカイセンサー、BCL、ラジオカセットレコーダー、電子ブロック、マイキット、アマチュア無線
- セイコー・ディズ二ータイム、笑い袋、ママレンジ、ラブテスター、スーパーカー自転車（昭和30年代後半に人気を博していた「フラッシャー自転車」の発展型。スーパーカーブームにあやかり呼称されていた）、ローラースルーGOGO（本田技研工業から発売されたキックスクーター）、水飲み鳥（或いは「平和鳥」、「ハッピーバード」）、タイムショック (玩具)、ツイスター (ゲーム)、オセロゲーム、ミクロマン、変身サイボーグ、キャプテンアクション、ジャンボマシンダー（ポピーが販売していた巨大フィギュア。ポリプロピレン製で破損しにくく脱着可能な武器などの豊富なギミックで人気を博した）、超合金 (玩具)、仮面ライダースナック、仮面ライダー変身ベルト、サンダーバード秘密基地プラモデル（今井科学、アオシマ）、ロボダッチ、野球盤、メカモ（メカニマル）、地球ゴマ、アメリカンクラッカー、スーパーボール、スピログラフ、水物プラモ、ソフトグライダー（第二次世界大戦参戦列強国（日本、米国、ドイツ、英国、フランスなど）主要レシプロ戦闘機デザインが印刷されたポリスチレンペーパー製の簡易飛行玩具。前に向けて投げた際に生じる空気抵抗の対流で回転するプラスチック製プロペラが先端に装着されている事で推進力が生まれ、飛ばせられる。低学年の小学生でも手が届くほど安価だが、翼面を締め繋げる胴体中央穴が広がり緩む迄しか遊べない）
- ミリンダ (飲料)、カップヌードル、劉昌（リューショウ）麺（明星食品）、サッポロ一番 アラビヤン焼そば、レトルト食品（例・ボンカレーなど）、カール (菓子)、アポロチョコ（アポロ司令船をかたどった明治製菓のチョコレート）、ホワイトチョコレート、シャービック、ハウスプリン、ゼリエース（ハウス食品の菓子素材）、コーンフレーク（日本ケロッグ、シスコ製菓）、ヤクルトレディー、ペッツ、カレー味キャベツ炒め（ホットドッグ具材であるザワークラウトが珍しかった為、その代替品として一時期、全国的に普及。関西地方では現在も定着）、森永ストロングコーヒー、ダックス・ドーナツ、たぬきケーキ（スポンジケーキにバタークリーム、チョコレートコーティングし、タヌキを模したケーキ。全国のケーキ屋で売られていたほどのブームだったが、今でもちらほらと各地で生息中）、サラダ#日本における歴史
- リッツパーティー
  - 日米合弁菓子メーカーヤマザキナビスコが自社クラッカー商品「ナビスコリッツ」のTV-CM等でしきりに日本の家庭に浸透させようとした一種のカナッペパーティー。まだ時代が早すぎたこともあり、真似をしようにも当時の日本の家庭で用意できる挟み具材は限られていた。スライスチーズやプレスハム・魚肉ソーセージ・サラミ・マーガリン・ミカン缶詰等はまだマシな方で、焼き塩ジャケや海苔佃煮、塩たらこ、玉子焼き、塩昆布、おかか、でんぶ等、欧米人家族が出演していたCM内容とは似ても似つかない和風の味付けのオンパレードになりがちであり、結局、後年になって当時試した家族が笑い話の類として回想しがちである。

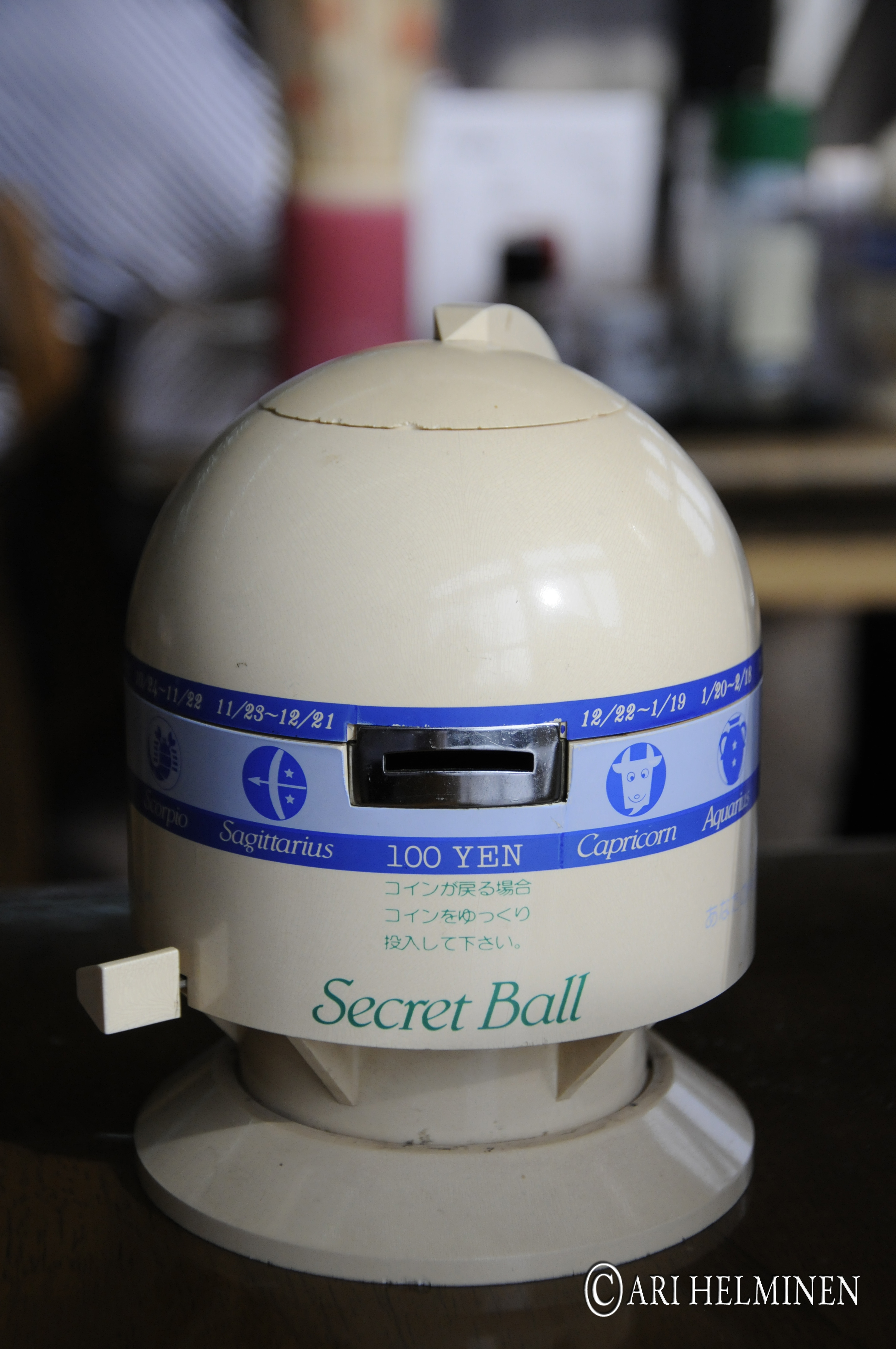
Secret Ball（卓上おみくじ）

- 噴水式ジュース自動販売機（ホシザキ電機オアシス）、卓上形星座占い自動販売機（卓上おみくじとも呼ばれ、この時代の喫茶店のテーブルには必ずといって良いほど置いてあった、コインを入れると占いの書かれた紙がコロンと出てくる機械。実は機械はレンタルで、業者が集金時におみくじを補充していくシステムであった）、ラウンド菓子（回転式菓子什器）
- ギターペイント、ツノダ自転車、御幸毛織、エスエスケイ、パルナス製菓、ローカルCM（静止画CMなど）、ハガスキー（「国産5大メーカー」の一角とも称されたスキー製造老舗メーカー。1990年（平成2年）6月に自己破産）
- 瀬戸の花嫁、この広い野原いっぱい、太陽がくれた季節、走れコウタロー、帰って来たヨッパライ、知床旅情、危険なふたり、てんとう虫のサンバ、PEARLY SHELLS （真珠貝の歌）、TIJUANA TAXI （ティファナ・タクシー） 参考、BITTERSWEET SAMBA（ビタースイート・サンバ）、A Walk In The Black Forest（森を歩こう） 参考、カレッジ・フォーク
- 8時だョ!全員集合、遠くへ行きたい (テレビ番組)、進め!フィンガー5、スポ根ドラマ、ムーミン、トムとジェリー、マンガのくに（東京都内のみ、昭和55年まで放送）、仮面の忍者 赤影、ウルトラシリーズ（ウルトラQおよびウルトラマンからウルトラマンレオまで）、キャプテンウルトラ、スペクトルマン、仮面ライダーシリーズ（1号からアマゾンまで（ストロンガーは昭和50年開始））、スーパージェッター、宇宙少年ソラン、マジンガーZ、サイボーグ009、マッハGoGoGo、宇宙大作戦（Star Trek: TOS（TOS = The Original Seriesの略））、それ行けスマート、セサミストリート（アメリカ本国版。日本語吹き替え無し） - 地上波テレビ放送であるNHK教育テレビでは昭和57年4月まで放送。、時間ですよ、ありがとう、太陽にほえろ!、寺内貫太郎一家
- スポ根漫画（巨人の星、アタックNo.1他）
- 小沢昭一の小沢昭一的こころ、東日本フェリーガイド、亀渕昭信のオールナイトニッポン、セイ!ヤング（平成6年まで放送）、JET STREAM（初代パーソナリティ：城達也による放送は平成4年12月まで。翌年2月25日、同氏逝去）、心のいこい、朝の歳時記（2005年3月31日まで放送）、ほくでんファミリーコンサート（平成16年まで放送）、カトレヤミュージック（2008年3月30日まで放送）
- ノストラダムスの大予言、頭の体操、日本沈没、田中角栄研究～その金脈と人脈
- 日曜映画劇場（フジテレビ系列版、および全く別の番組である日本テレビ系列版（初期OP-BGMにレイモン・ルフェーブル「Comme J'ai Toujours Envie D'Aimer 参考動画」が使用されていた日本テレビ系列版は平成4年まで放送）、日米対抗ローラーゲーム、漂流教室、エースをねらえ!、天才バカボン、ど根性ガエル、いなかっぺ大将、ワイルド7、ドラえもん、ジャングル黒べえ（黒人差別作品と人権擁護団体より糾弾された平成元年8月まで、頻繁に再放送された。現在に至る迄、ビデオ化もDVD化も共にされていない）
- 若大将シリーズ、タイガース主演映画（「ザ・タイガース 世界はボクらを待っている」、「ザ・タイガース 華やかなる招待」、「ザ・タイガース ハーイ!ロンドン」）、東映まんがまつり開始（昭和終了まで）、東宝チャンピオンまつり開始（昭和53年まで）、OO7は二度死ぬ、ガンマー第3号 宇宙大作戦、宇宙大怪獣ギララ、大巨獣ガッパ、大魔神、ゴジラ・エビラ・モスラ 南海の大決闘、ゴジラ対ヘドラ、ゴジラ対メカゴジラ、2001年宇宙の旅（続編「2010年」は16年後である1984年（昭和59年）に制作・上映）、エクソシスト、アメリカン・ニューシネマ（反体制あるいは刹那的な日常を送る青少年が最後に巨大な公権力や伝統的権威、或いはカルト団体や暴走族による暴力に押し潰されるというパターンの作品が多いのが特徴。「俺たちに明日はない」「イージーライダー」「ディアハンター」「悪魔の追跡」「いちご白書」「明日に向って撃て!」「卒業」など）、小さな恋のメロディ#公開・反響、アメリカン・グラフィティ（作品の舞台設定は昭和37年）、ゴッドファーザーシリーズ開始（2作目は2年後に制作・上映されているが、最終作である3作目は1作目制作・上映より実に18年後にあたる1990年（平成2年）に制作・上映された）、男と女、冒険者たち、天地創造
- ジャイアントパンダ（カンカン、ランラン）、ハイセイコー、ジャンボマックス、キョロちゃん、光速エスパー、スマイリーフェイス、ツチノコ、クッシー、シェーパンダ

#### 昭和50年代
- 神戸ポートアイランド博覧会、宇宙科学博覧会、名古屋オリンピック構想、北海道こども博覧会、ミステリー列車 銀河鉄道999号、カムバックサーモン運動（1979年、宝酒造が自社製品「宝焼酎 純」CMにタイアップして興したキャンペーンが発端。企業、しいては官民の枠を越え、鮭が産卵に戻って来られる川づくりを目指す市民ぐるみの社会運動に昇華した）、アントニオ猪木対モハメド・アリ、福生幻想、アスレチック・ブーム（日本全国に「フィールド・アスレチック施設」が誕生した）
- サンシャイン60、アメ横センタービル、中三百貨店（盛岡店、二戸店）、サンピアザ、「宇宙一の大浴場」又は「お風呂の遊園地」（洞爺パークホテル サンパレス（現：洞爺サンパレスリゾート&スパ））、旭川の海（旭川ジャンボプール）、石炭の歴史村、船の科学館
- 紅茶キノコ、パーソナル無線、ルームランナー、超音波美顔器（水を張った洗面器状の器に顔を浸け、超音波振動で発生した水泡により美容効果があるとされた美容家電）、エレメカ、メダルゲーム、エアホッケー、貸しレコード屋
- 家庭用ビデオデッキ（VHS、マックロード、ベータマックス、ビデオテープレコーダ、ビデオ戦争）、ポータブルカセットプレーヤー（ウォークマン）、テクニクスSL-10、メタルテープ（コンパクトカセット・TYPE IV）、ヤマハ・DXシリーズ、粗悪品激安カセット・テープ（BONなど）
- 電子ゲーム（ゲーム&ウオッチ）、ゲーム電卓、カセットビジョン、ファミリーコンピュータ、SG-1000、光速船、レーザーディスクゲーム（タイムギャル、サンダーストーム、アストロンベルト、レーザーアクティブ）
- 8ビット御三家、MZ-80K、MZ-80B、X1、PC-6001、PC-8001、ベーシックマスター、FM-8、FM-7、パソピア、MULTI8、MSX、ぴゅう太、M5 (コンピュータ)、RX-78 (パソコン)、Apple II、Macintosh 128K、エニックス ゲーム・ホビープログラムコンテスト、ゼビウス 1000万点への解法
- むつ (原子力船)
- 東北新幹線、上越新幹線、200系、国鉄201系電車
- 童夢-零、スーパーカー
- ひまわり (気象衛星)、ひまわり2号、ひまわり3号、N-Iロケット、N-IIロケット、M-3Cロケット、M-3Hロケット、M-3Sロケット、宇宙科学研究所、PLANET計画
- F-1、F-15J、F-15DJ、たちかぜ型護衛艦、はつゆき型護衛艦、つがる型巡視船、そうや (巡視船)、しれとこ型巡視船
- 中道新党構想、社公民路線、社公連合政権構想、公民連合政権構想、マドンナ旋風、一村一品運動、勝手連、社共共闘、創共協定、非武装中立論
- ミロ（麦芽飲料）、ビーボ (ソフトドリンク)、ドンパッチ、チュッパチャプス、ジューC、フルーティ（バレンシアオレンジ味の粉末ジュース）、宝石箱、イタリアーノ、ジャムッチョ、楊夫人（マダムヤン）、中華三昧（明星食品）、麺八珍（メンパッチン）（初のノンフライ麺タイプのカップラーメン）、ハウスのつけめん、家庭食卓への生野菜サラダ普及・定着、タケチャンマンライス（正式名称は「ミルクファイバーライス」。タケちゃんマン#タケチャンマンライスも参照の事）、ポリジュース（正式名称は「ポリエチレン詰清涼飲料」。佐藤製菓が「棒アイス」の名で考案し、初めて製造・販売。後に前田製菓が「チューベット」という同様の商品を地域限定（関東・東海・関西）で発売、アルプス製菓は「チューチュー」という商品名で発売、その他にも多数の後続メーカーが参入する。「チューチューアイス」「チュッチュ」「チュッチュッ棒」「チューベ」「吸うアイス」「ヌンチュク」「こんこんジュース」「ポッキン」「ポッキンアイス」「ポキニコ（「ポキッ」と折ると二個に割れる）」という呼び名で親しまれ、特に沖縄地方では「ミッキーアイス」という呼び名が定着している。液体状態のまま常温保管可能で、粉末ジュースの様に直前にて水に溶かす手間が不要。登場当初は真ん中のくびれ構造は採用されていなかった）
- 蛍光ペン、100円ライター、エンボスラベルライター（アメリカで創立した「ダイモ」の、テプラの先祖的存在とも言える文具。アルファベットと数字、カタカナをプラスチックテープに印字する機械）
- ゲイラカイト、フリスビー、コカコーラヨーヨー、バンバンボール、COCA-COLA SUPER RECORD、スライム、ルービックキューブ、テンビリオン、光線銃（玩具）ジリオン、ダイアクロン、S級プラモ（青島文化教材社より発売されたアトランジャー・合体巨艦ヤマト・合体空母レッドホーク、他ロボダッチ、多目的戦闘型ガンガルなど。主に駄菓子屋を中心に流通していた）
- テレビ音声多重放送、スーパーロック・KYOI（Super Rock KYOI）（昭和終了まで）
- まんが日本昔ばなし、カリメロ、ろぼっ子ビートン、UFO戦士ダイアポロン、がんばれ!!ロボコン、タイムボカンシリーズ（無印、ヤッターマン等）、24時間テレビ 手塚治虫アニメ、宇宙戦艦ヤマト（夕方時間帯での再放送）、クイズダービー、ザ・ベストテン、お笑いマンガ道場、機動戦士ガンダム、あばれはっちゃく、熱中時代、土曜ワイド劇場放送開始（天知茂主演版「江戸川乱歩の美女シリーズ」や、お盆期間のみ放送（特撮制作は円谷プロ）された心霊ドラマ「大塚刑事の呪いシリーズ（「白い手 美しい手 呪いの手」「怨霊! あざ笑う人形」「怪奇! 金色の眼の少女」）等）、あなたの知らない世界、鳥人間コンテスト選手権大会、西遊記（堺正章主演版）、飛べ!孫悟空、ムー一族、池中玄太80キロ、おじゃまんが山田くん、オレたちひょうきん族、大映ドラマ、金曜日の妻たちへ、うる星やつら、Dr.スランプ、キン肉マン、北斗の拳、Bridgestone Sound Highway ベストヒットUSA、今夜は最高!、タモリ倶楽部、森田一義アワー 笑っていいとも!、笑ってる場合ですよ!、アメリカ横断ウルトラクイズ、地上最強の美女バイオニック・ジェミー、チャーリーズ・エンジェル、がんばれベアーズ、ダラス (テレビドラマ)、ルーツ (テレビドラマ)、UFO時代のときめき飛行 アメリカン・ヒーロー
- FMリクエストアワーNHK-FM全地方ローカル局版ステレオ放送化、軽音楽をあなたに、夜のスクリーンミュージック（DJ:関光夫）、クロスオーバーイレブン、日曜喫茶室、ラジオ図書館、ラジオはアメリカン、サントリー・サウンドマーケット、笑福亭鶴光のオールナイトニッポン、中島みゆきのオールナイトニッポン、谷山浩子のオールナイトニッポン、タモリのオールナイトニッポン、ビートたけしのオールナイトニッポン、所ジョージのオールナイトニッポン、山口良一のオールナイトニッポン
- 角川映画、尾道三部作、幸せの黄色いハンカチ、翔べイカロスの翼、宇宙からのメッセージ、惑星大戦争、ロッキー・シリーズ開始、グローイング・アップ シリーズ開始（昭和終了前年製作・公開の第8作まで）、オーメン・シリーズ開始、キングコング（1976年版）、スターウォーズ・シリーズ開始、未知との遭遇、スーパーマン、Mr.BOO!シリーズ開始、風の谷のナウシカ、地球へ…、サイボーグ009 超銀河伝説、幻魔大戦、ルパン三世劇場版シリーズ開始（ルパン三世 ルパンVS複製人間、ルパン三世 カリオストロの城）、銀河鉄道999
- 贈る言葉、異邦人、夢想花、ガンダーラ、ふり向くな君は美しい（全国高等学校サッカー選手権大会 大会歌）、ランナウェイ、ルビーの指環、哀愁でいと、スニーカーぶる〜す、青い珊瑚礁、カナダからの手紙、三年目の浮気、ウェディングベル、テクノポリス、ライディーン、い・け・な・いルージュマジック、チャンピオン、いとしのエリー、初恋、いい日旅立ち、少女A、夏色のナンシー、ナイアガラ・サウンド（エバーグリーン調の曲に対し、同じ楽器の音を複数重ねる様にマルチトラック録音する事で、ナイアガラ瀑布の様な臨場感も醸したジャンル。主な創始者は大瀧詠一・村田和人・山下達郎・フィル・スペクター等。代表作の一つとして「君は天然色」「一本の音楽 参考」「風立ちぬ」「高気圧ガール」等）、ルージュの伝言、微笑がえし、南風 - SOUTH WIND -、ぼくの先生はフィーバー、およげ!たいやきくん、いっぽんでもニンジン、山口さんちのツトム君、Steppin' Out（夜の街へ）　参考
- ノエビア化粧品、アバロンヒル
- いてまえ打線（マスコミの宣伝により、全国区的に広まったのは平成2年以降～近鉄バファローズ消滅迄）
- ビックリハウス、コロコロコミック、科学雑誌創刊ブーム、オカルト雑誌、FM情報誌、パソコン雑誌、いちご新聞、SF映画雑誌（スターログ日本版、宇宙船 (雑誌)）
- ズッコケ三人組シリーズ、デキゴトロジーイラストレイテッド、気配りのすすめ
- 週刊少年チャンピオン黄金時代（マカロニほうれん荘、ブラック・ジャック、ドカベン、エコエコアザラク、魔太郎がくる!!、レース鳩0777、花のよたろう、750ライダー）、11人いる!、すすめ!パイレーツ、陽あたり良好、タッチ、みゆき、コブラ、まいっちんぐマチコ先生、きまぐれオレンジロード、ストップ!! ひばりくん!、The・かぼちゃワイン、あさりちゃん、パタリロ!、包丁人味平、北斗の拳、ドーベルマン刑事
- サンリオ、モンチッチ、オリバー君、なめ猫、キャベツ畑人形、口裂け女、なんちゃっておじさん、エリマキトカゲ、流星の貴公子（テンポイント）、デンセンマン、タケちゃんマン、アポジー&ベリジー（かつてマイルドニッカCMに登場し、人気を得た2体のロボット・キャラクター）、イッシー、カーネル・サンダース像、オサムグッズ（イラストレーター「原田治」の作品を取り入れたデザイン日用品・文具）

#### 昭和60年代
昭和60年（1985年）～昭和64年（1989年）1月7日（4年1週間）  バブル景気も参考とする
- マウント・フジ・ジャズ・フェスティバル、F1グランプリ、ふるさと創生事業、世界・食の祭典、青函トンネル開通記念博覧会、瀬戸大橋博覧会、なら・シルクロード博覧会、ぎふ中部未来博覧会、コミュニケーションカーニバル 夢工場'87、ハレー彗星接近、阪神タイガース21年ぶりリーグ優勝（道頓堀川飛び込み騒動）
- ティラミス、イタメシ、喜多方ラーメン、サッポロ一番 とっぱちからくさやんつきラーメン、サッポロ一番 東京ラーメン これだね、サッポロ一番 東京やきそば これだね、はちみつレモン、維力、cafe in bottle（旧ホーネンコーポレーション（現J-オイルミルズ）製品。濃縮ムース液状のインスタント・コーヒーが金属スプレーボトル缶（英語版）に充填されており、炭酸ガス圧力でコーヒーカップに注いだ後、熱湯で適量に薄めて飲む。「入れる 注ぐ 美味しい」がCMキャッチフレーズ。 解説HP（画像あり））、ビックリチキンカツ弁当、サケの生食（主に回転寿司屋での刺身。ノルウェーの業者が日本輸出向けに始めた無菌状態での完全養殖サケがきっかけで、それまで寄生虫の問題などで熱調理もせずサケを食すことは考えられなかった）
- テトリス、PC-9801、X68000、MSX2、AXパソコン、Macintosh（512K以降）、セガ・マークIII、メガドライブ、PCエンジン、電子手帳、大型筐体ゲーム（スペースハリアー、アウトラン、アフターバーナー）、スーパーマリオブラザーズ、バランス・オブ・パワー
- S-VHS、EDベータ、DAT、ブリッドシリーズ（真空管アンプを主体とした高級オーディオ・メーカー「ラックスマン」と、カーオーディオ・メーカー「アルパイン」がコラボレートして製品開発・発売したハイブリッド・アンプシリーズ。稼動により発光中である2本の真空管が正面透明パネルより眺められる外見デザインが特長。LV-103、LV-105など）、縦型掃除機、ポケベル大衆化・液晶画面付与、装飾電話機・ファッション電話機（端末設備自由化(1985年4月)）、照明付きシーリングファン（天井扇）、ホームベーカリー、光ファイバー組み込み風景パネル（国内外で有名な景勝地夜景（もしくは朝方・夕方の風景）写真パネル、或いは航空機コックピット計器パネルの写真パネルに光ファイバーを用いた電飾ギミックを仕込んだ装飾品。点滅や発光色の自動変化で、遠方ハイウェイ走行車の動き・花火の打ち上げや煌めく星々の動き・躍動感を擬似的に表現出来る反面、照明を抑えた部屋では電飾光しか眺められないという欠点もあった。完成品では価格帯は数万円とやや高額だがスミスオリエンタル商会（2011年5月2日事業停止[3]）製、キット式では価格帯は数千円程のアオシマ製「ファイバーオプティクス」シリーズおよび「ファイバートロン」シリーズがあった）
- パイクカー（日産・Be-1、日産・パオ、日産・エスカルゴ）、日産・MID4、いすゞ・ジェミニ「街の遊撃手」CMシリーズ開始（複数台の乗用車が様々なジャンルの音楽に合わせ、パリの街中を踊る様にアクロバット走行するCMシリーズ。1991年まで続いた。CM動画集）、ジョイフルトレイン（JR北海道 アルファコンチネンタルエクスプレス）、札幌市営地下鉄東豊線、タウンライナー（千葉都市モノレール）、「北九州モノレール」又は「小倉モノレール」（北九州高速鉄道）、つくば科学万博関連 軌道交通（エキスポライナー号、エキスポドリーム号、HSST、ビスタライナー）、北の京・芦別モノレール（1999年6月に運行停止、2008年頃に軌道解体）
- 旅客船ぱしふぃっくびいなす、旅客船ふじ丸
- H-Iロケット、M-3SIIロケット、ひまわり4号、さきがけ（探査機。すいせい試験機）、ハレー彗星探査機「すいせい (PLANET-A)」
- 川崎 T-4(練習機)、はたかぜ型護衛艦、あさぎり型護衛艦、みずほ型巡視船
- ポストモダン建築、ポストモダン・デザイン、脱構築主義建築、東京ドーム、青函トンネル、瀬戸大橋、アサヒビール本部ビル及びスーパードライホール（炎のオブジェ）、NISSAN FACTORY（日産自動車が三鷹市など東京都内各地に造り、星野一義も監修に携わったサロン風のパーツ・ショップ兼各種アクセサリー・ショップ。現在、同社が推し進めている日産プレミアム・ファクトリーのコンセプトの原型にもなっている）、国鉄汐留貨物駅廃止（長い間広大な跡地は遊休地となった。昭和が終わった直後から、東京ルーフなどのイベント開催に活用された）、札幌テルメ（現ガトーキングダム・サッポロ）、ホテルエイペックス洞爺（現ザ・ウィンザーホテル洞爺リゾート&スパ。後に第34回主要国首脳会議（サミット）首脳会議開催会場に選定され開催）、ビッグシップ（→グルメシップ→じょいくるーず→閉店・建物解体）、札幌センタービル、アスティ45ビル、スズラン百貨店高崎店インテリア別館（現：東京ますいわ屋高崎店）、藤五百貨店高崎本店新館（→ファッションビル「BIBI高崎」。建物は現存せず、跡地の一部にはタワーマンション立地）、テーオーデパート、錦町再開発商業ビル トピア（キーテナントは「鶴丸百貨店（二代目店舗）」。後に「ビッグジョイ」に改名され閉店。建物は現存せず）
- BS（NHK衛星第1テレビジョン、NHK衛星第2テレビジョン）試験放送、テレビ文字多重放送、SIS（戦略情報システム）、Σプロジェクト、TRONプロジェクト
- 渋谷ロフト、丸井 (OIOI) の赤いカード、フラワーロック、システム手帳

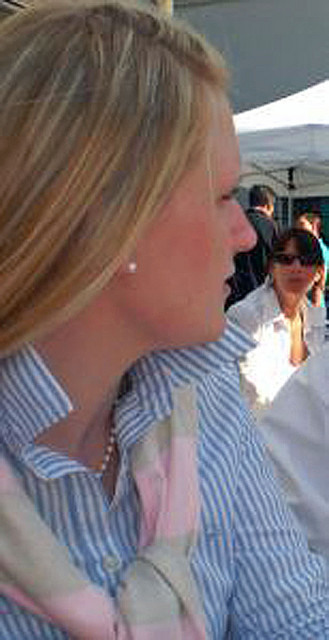
プロデューサー巻き/襟立て

- 九星気学ブーム、ドライ戦争、カクテルパフォーマンス、ビリヤードブーム、朝シャンブーム、アダルトビデオ（「にっかつロマンポルノ」を打ち切りへ追い込む）、プロデューサー巻き、コンサバファッション、DINKS、カウチポテト
- トレンディドラマ、三高、スタジオジブリ
- 夢で逢えたら (テレビ番組)、ねるとん紅鯨団、IQエンジン、痛快なりゆき番組 風雲!たけし城、ウソップランド、キテレツ大百科、機動戦士Ζガンダム、銀河英雄伝説、ドラゴンボール、聖闘士星矢、夕やけニャンニャン、教師びんびん物語、土曜ワイド劇場 北大路欣也主演版「江戸川乱歩の美女シリーズ」（主演俳優に本物の変装メイキャップを施したり、主人公が作中で非Windowsデスクトップパソコンを捜査・推理道具として多用するシーンなど、新たな試みも行われた）、独眼竜政宗 (NHK大河ドラマ)、オヨビでない奴!、嵐シリーズ（「愛の嵐」、「華の嵐」、「夏の嵐」。後に第一作は平成14年に「新・愛の嵐」としてリメイク）、めぞん一刻、ハイスクール奇面組、六三四の剣、仮面ライダーBLACK、スター・トレック'88 新・宇宙大作戦、もしくは新スタートレック（Star Trek: The Next Generation、略称TNG）、特捜刑事マイアミ・バイス
- サウンドアドベンチャー（DJ：松任谷由実）、湘南ミュージックスカイウェイ（DJ：石田紀子）、松任谷由実のオールナイトニッポン、中村あゆみのオールナイトニッポン、とんねるずのオールナイトニッポン、デーモン小暮のオールナイトニッポン、サンプラザ中野のオールナイトニッポン、大槻ケンヂのオールナイトニッポン、ウッチャンナンチャンのオールナイトニッポン
- 釣りバカ日誌シリーズ開始、極道の妻たちシリーズ開始、となりのトトロ、王立宇宙軍 オネアミスの翼、天空の城ラピュタ、ルパン三世 バビロンの黄金伝説
- バットマン (映画)、カクテル (映画)、トップガン (映画)、太陽の帝国、ラストエンペラー、タッカー (映画)、コマンドー
- ハートカクテル、AKIRA、気まぐれコンセプト、美味しんぼ、右曲がりのダンディー、おぼっちゃまくん、県立海空高校野球部員山下たろーくん、セイシュンの食卓、クッキングパパ、沈黙の艦隊、F、神の左手悪魔の右手、妻をめとらば、コージ苑、かってにシロクマ、ダッシュ!四駆郎、藤子不二雄コンビ解消
- サラダ記念日、ノルウェイの森
- フライトジャケット、MIZUNOケルビンサーモ（スキーウェア）
  - ケルビンサーモCMは、当時の人気お見合い番組「ねるとん紅鯨団」のCM枠を中心に大々的に放送されていた。同CMのBGMに使われた「虹の都へ」「ベステンダンク」（2曲ともに高野寛の作品）もヒット。イメージビデオ風に製作され、ナレーションも殆ど挿入されていなかった映像構成であった為、ミズノの企業CMと未だに誤解している視聴者も多い。
- ブルーサンダー打線、UWF
- フォービギナーズ・シリーズ、MONOマガジン、MEN'S NON-NO
- 最後の言い訳、冬の散歩道“A Hazy shade of winter”（バングルスによるカバー・ソングの方）、ココモ"Kokomo"、ウィ・アー・ザ・ワールド"We are the world"、ザ・ミーハー[スペシャル・ミーハーミックス]、TAKARAJIMA 参考、GODDESS-新しい女神、いつか何処かで (I FEEL THE ECHO)、Hold On Me、ロンリーチャップリン、Song for U.S.A.、パラダイス銀河、愛が止まらない 〜Turn It Into Love〜、時の流れに身をまかせ、時代、あなたを・もっと・知りたくて、釜山港へ帰れ
- プラザ合意、バブル世代、三公社（電々公社・国鉄・専売公社）民営化（NTT・JR・JT）、総合保養地域整備法（リゾート法）、安竹小、金竹小、安竹宮、連合（日本労働組合総連合会）、山一抗争、日本社会党の新宣言-愛と知と力の創造
- NICs、NIEs
  - ビデオデッキや電子レンジなど、AV家電・生活家電の価格帯が一気に下がり、若者の一人住まい生活にも浸透するきっかけとなった。船井電機やフェアメイト、旧シントム（2002年9月上場廃止、2006年倒産）等、NIEsに生産拠点を置くことで生産コスト・店頭価格大幅軽減を果たした新興家電メーカー、それらの製品を積極的に仕入れ店頭販売した旧ドアーズ（1999年倒産）やキムラヤやロヂャースといったディスカウントストアが牽引役を果たす。
- ゴールデン・レトリバー、ラブラドール・レトリバー、アクアリウム、シンボリルドルフ、オグリキャップ、でんこちゃん、仮面ノリダー、カーネル・サンダースの呪い

### 人物

#### 昭和元年代および昭和10年代
- 爆弾三勇士（江下武二、北川丞、作江伊之助）、ハリマオ（日本名：谷豊、ムスリム名：モハマッド・アリー・ビン・アブドラー）、マレーの虎（山下奉文）、戦車隊の神様（池田末男）、ショーフク（木村昌福）、「作戦の神様」又は「大本営の妖怪」（辻政信）、「海軍の辻政信」又は「神さん神がかり」(神重徳)、｢満洲のロレンス」又は「東方のロレンス」又は「帝国陸軍きっての中国通」又は「謀略の神様」又は「土匪原」（土肥原賢二）、マッカーサー参謀（堀栄三）、越境将軍（林銑十郎）、「変人参謀」又は「仙人参謀」又は「ガンジー」（黒島亀人）、「陸軍航空隊育ての親」又は「グズ元」又は「便所の扉」又は「牛肉」（杉山元）、「赤いナポレオン」又は「赤軍の至宝」（ミハイル・トゥハチェフスキー）、砂漠の狐（エルヴィン・ロンメル）、「鬼畜ルメイ」又は「皆殺しのルメイ」（カーチス・ルメイ）、白い死神（シモ・ヘイヘ）、死の女（リュドミラ・パヴリチェンコ）、加藤隼戦闘隊（加藤建夫）、東洋のリヒトホーフェン（篠原弘道）、「白色電光戦闘穴吹」又は「運の穴吹」又は「ビルマの桃太郎」（穴吹智）、魔のクロエ（黒江保彦）、「デストロイヤー菅野」又は「イエローファイター」（菅野直）、「赤鼻のエース」又は「赤ダルマ隊長」又は「マスタング・キラー」（若松幸禧）、ラバウルの魔王（西沢広義）、「鉄脚のエース」又は「隻脚のエース」又は「義足のエース」（檜與平）、青い目のサムライ（来栖良）、「アフリカの星」又は「黄色の14」（ハンス・ヨアヒム・マルセイユ）、「黒い悪魔」又は「ブービー（坊や）」（エーリッヒ・ハルトマン）、ゲルハルト・バルクホルン、見越し射撃の名手（ギュンター・ラル）、「スツーカの悪魔」または「空の魔王」または「ソ連人民最大の敵」（ハンス＝ウルリッヒ・ルーデル）、アドルフ・ガーランド、ヴェルナー・メルダース、ダグラス・バーダー（サー・ダグラス・ロバート・スチュアート・バーダー）、トミー（トーマス・マクガイア）、ジョニー・ジョンソン（ジェームズ・エドガー・”ジョニー”・ジョンソン）、ロビン・オールズ、チャールズ・リンドバーグ、女鳥人（西崎キク）、ミス・リンディ（アメリア・イアハート）、マリーナ・ラスコーヴァ、「スターリングラードの白薔薇」又は「スターリングラードの白百合」（リディア・リトヴァク）、平賀不譲（平賀譲）、中島知久平、堀越二郎、ウィリー・メッサーシュミット、タンク博士（クルト・タンク）、アレクサンドル・セルゲーエヴィチ・ヤコヴレフ、ミハイル・グレーヴィチ、アルテム・ミコヤン（アルチョーム・イヴァーノヴィチ・ミカヤーン）、戦闘機の王（ニコライ・ポリカールポフ）、日本のテレビの父（高柳健次郎）、経営の神様（松下幸之助）、アラン・チューリング、ジョン・アタナソフ、コンラート・ツーゼ、山中峯太郎、上原謙、前畑秀子、暁の超特急（吉岡隆徳）、フジヤマのトビウオ（古橋廣之進）、バロン西（西竹一）、澤村榮治、須田博（ヴィクトル・スタルヒン）、ベーブ・ルース、ピストン堀口（堀口恒男）、エノケン（榎本健一）、デン助（大宮敏充）、劇団「笑の王国」[注 30]、時代劇六大スタア[注 31]、ラテンの女たらし（ルドルフ・ヴァレンティノ）、タイロン・パワー、ジョニー・ワイズミュラー、ヨーロッパのジョン・ウェイン（ルイス・トレンカー）、「むこう見ずな男」もしくは「ブロンドのハンス」（ハンス・アルバース）、高峰秀子[注 32]、李香蘭（山口淑子）、渡辺はま子、シャーリー・テンプル、「ジョセフィン・ベーカー」又は「黒いヴィーナス」又は「ジョゼフィーヌ・バケル」（フリーダ・ジョセフィン・マクドナルド）、「マレーネ・ディートリヒ」又は「100万ドルの脚線美」（マリー・マグダレーネ・ディートリヒ）、ツァラー・レアンダー、マリーカ・レック、帝国水死体（クリスティーナ・ゼーダーバウム）、ブリギッテ・ホルナイ、「口笛を吹く女」および「ドイツ軍兵士のアイドル」（イルゼ・ヴェルナー）、山岳映画の女王（ハイデマリー・ハータイヤー）、東京ローズ（アイヴァ・戸栗・ダキノ）、永田絃次郎（金永吉）、吉川英治、白瀬矗（白瀬南極探検隊）、ライオン宰相（濱口雄幸）、近衛文麿[注 33]、横田千之助[注 34]、大風呂敷（後藤新平）[注 35]、容易ならざる日本人（白洲次郎）、「憲政の神様」および「議会政治の父」（尾崎行雄）、ノンキナトウサン（町田忠治）、最後の元老（西園寺公望）、カミソリ東條（東條英機）、財界のナポレオン（金子直吉）、白洲将軍（白洲文平）（白洲次郎の実父）、ヘレン・ケラー、フリッツ・ラング、セルゲイ・エイゼンシュテイン[注 36]、レニ・リーフェンシュタール、児童漫画家（田河水泡、松本かつぢ）、「東京漫画会」および「日本漫画会」（北澤楽天、岡本一平、池部鈞、水島爾保布、田中比佐良、宮尾しげを、前川千帆など）、漫画連盟（麻生豊、宍戸左行、下川凹天、小野佐世男など）、プロレタリア漫画家（村山知義、柳瀬正夢、須山計一など）、中原淳一、加藤まさを、ウォルト・ディズニー、エルジェ（ジョルジュ・プロスペル・レミ）、軍歌の覇王（古関裕而）、ドミートリイ・ショスタコーヴィチ、グレン・ミラー（オルトン・グレン・ミラー）、カウント・ベイシー（ウィリアム・ジェームス・ベイシー）、ベニー・グッドマン（ベンジャミン・デイヴィッド・グッドマン）、「デューク・エリントン」又は「デューク（「公爵」の英訳）」（エドワード・ケネディ・"デューク"・エリントン）、「サッチモ（「大口の小型カバン」の英訳）」又は「ディッパー・マウス」又は「ポップス」（ルイ・アームストロング）、菊池寛[注 37]、伊藤整、高見順、平野謙、小林多喜二、中野重治、佐多稲子、井伏鱒二、川端康成、堀辰雄、立原道造、小泉礼一（槇本楠郎）、エーリヒ・ケストナー、白光、崔承喜、馬海松、古賀春江、汪兆銘、愛新覚羅溥儀、川島芳子（愛新覚羅顕シ）、スバス・チャンドラ・ボース、特攻の母（鳥濱トメ）、「死の案内人」または「死の立会人」または「三原山に死を誘う女」（富田昌子）、「ゾルゲ国際諜報団」もしくは「ゾルゲ・グループ」（ラムゼイ（リヒャルト・ゾルゲ、筆名：「ジョンスン」）、フリッツ（マックス・クラウゼン）、ジゴロ（ブランコ・ド・ヴーケリッチ、日本名：武家利一）、オットー（尾崎秀実、筆名：「白川次郎」「草野源吉」）、南龍一（宮城与徳））、死のう団（日蓮会殉教衆青年党）、星辰太郎、ラッキー・ルチアーノ（サルヴァトーレ・ルカーニア）

#### 昭和20年代
- エノケン（榎本健一）、「完全主義者」又は「黒澤天皇」（黒澤明）、「打撃の神様」又は「赤バットの川上」又は「哲」又は「カワさん」又は「ドン川上」又は「野沢のおやじさん」（川上哲治）、「青バットの大下」又は「ポンちゃん」（大下弘）、第一次ダイナマイト打線（「ミスタータイガース」又は「もの干し竿」又は「フジさん」（藤村富美男）、別当薫、和製ヨギ・ベ（土井垣武）など）、ウォーリー与那嶺（与那嶺要。日系アメリカ人野球選手。同じ巨人のチーム内において川上哲治のライバルと呼ばれた）、人間機関車（エミール・ザトペック）、小松崎茂、坂口安吾（坂口炳五）、志村喬、高峰秀子、高峰三枝子、太宰治、三船敏郎、羽黒山政司、古橋廣之進、溝口健二、鶴田浩二、若尾文子、近所の女の子（ジュディ・ガーランド）、「バンジュン」又は「伴淳三郎」（鈴木寛定）、山川惣治、近江俊郎、岡春夫、バタヤン(田端義夫)、美空ひばり（少女時代）、ターキー(水の江瀧子)、江利チエミ、雪村いづみ、ブギの女王（笠置シヅ子）、「スウィングの女王」又は「アイク」又は「三日月美夜子」（池真理子）、川田晴久、春日八郎、「灰勝」又は「万年青年」(灰田勝彦)、淡島千景、高田浩吉、三橋美智也（北沢美智也）、広沢虎造、柳家三亀松、トニー谷（大谷正太郎）、オルケスタ・ティピカ東京、オルケスタ・ティピカ・パンパ、ルムバの王様（ザビア・クガート）、マンボの王様（ペレス・プラード）、「バド・パウエル」又は「ピアノのチャーリー・パーカー」（アール・ルドルフ・パウエル）、バード（チャーリー・パーカー）、「ディジー・ガレスピー」又は「ディジー（「くらくらする」の英訳）」（ジョン・バークス・ガレスピー）、「マイルス・デイヴィス」又は「モダン・ジャズの帝王」（マイルス・デューイ・デイヴィス3世）、ワンマン宰相（吉田茂）、吉田学校、鳩山一郎、「ヤジ将軍」又は「策士」又は「政界の大狸」（三木武吉）、ポカポン（緒方竹虎）、伴ちゃん（大野伴睦）、グズ哲（片山哲）、「ヌマさん」又は「演説百姓」又は「人間機関車」（浅沼稲次郎）、「小野参弎」又は「岡野進」又は「林哲」又は「野坂鉄嶺」又は「野坂鉄」（野坂参三）、アイク（ドワイト・D・アイゼンハワー）、「ホー・チ・ミン（胡志明）」又は「ホーおじさん」又は「グエン・アイ・クォック（阮愛国）」（グエン・タト・タイン（阮必成））、熊沢天皇（熊沢寛道）、戦車隊の神様（池田末男陸軍少将）、日本陸軍の良心（宮崎繁三郎陸軍中将）、フォックス（大場栄陸軍大尉）、陸の三馬鹿（寺内寿一、牟田口廉也、東條英機の腰巾着（富永恭次））、ビルマの屠殺者（木村兵太郎）、大空のサムライ（坂井三郎）、世界で初めて音速を超えた人物（チャック・イェーガー）、「赤いナポレオン」又は「ベトナム救国の英雄」（ヴォー・グエン・ザップ（武元甲））、湯川秀樹、「核時代の建設者」又は「原子爆弾の建設者」（エンリコ・フェルミ）、人間のフリをした悪魔（ジョン・フォン・ノイマン）、オヤジさん（本田宗一郎）、プレストン・トマス・タッカー、松田芳子（新橋一帯の闇市「青空市場」を仕切る女組長として、しばしばマスコミに採り上げられた）、ラクチョウのお時（西田時子）、「メリーさん」又は「皇后陛下」又は「白狐様」又は「クレオパトラ」又は「きんきらさん」又は「ホワイトさん」又は「白いお化け」又は「ヨコハマメリー」又は「ハマのメリーさん」（西岡雪子）、関根賢、神戸国際ギャング団（ボンノ（菅谷政雄））、銀座警察（「銀座警察署長」又は「人斬り信」（浦上信之）（大日本興行株式会社代表）、祐天寺の輝（高橋輝男））、「下北沢グループ」および「安藤組」（安藤昇、大江戸の鬼（花形敬）、安部譲二）、「愚連隊の神様」又は「愚連隊の元祖」（万年東一）（大日本一誠会代表、全日本女子プロレス初代会長）、悪魔のキューピー（大西政寛）、南海の松（松田武嗣）、北海のライオン（石間春夫）、仙台の不良の神様（吉田武）、モロッコの辰（出口辰夫）、カッパの松（松田義一）、関口愛治、清家国光、西村春男、山村辰雄、美能幸三、打越信夫、バグジー（ベンジャミン・シーゲル）

#### 昭和30年代
- 石原裕次郎、小林旭、ロカビリー3人男（「ミッキー・カーチス」又は「川路美樹（かわじ みき）」又は「ブライアン・カーチス」又は「ミッキー亭カーチス」又は「加千須岩水（かちすがんすい）」又は「五十嵐信次郎」（マイケル・ブライアン・カーチス）、平尾昌晃、山下敬二郎（山下啓次郎））、三人ひろし（井上ひろし、守屋浩、かまやつひろし）、「お嬢（おじょう）」又は「歌謡界の女王」（美空ひばり（加藤和枝））、かよチャン（森山加代子）、クレイジー・キャッツ、ダニー飯田とパラダイス・キング（坂本九も所属）、三島由紀夫、「トニー」又は「和製ジェームズ・ディーン」（赤木圭一郎）、吉永小百合、大村崑、六本木野獣会（すぎやまこういちや田辺靖雄を中心に、峰岸徹、中尾彬、大原麗子、小川知子、井上順、ムッシュかまやつ（釜萢弘）、福澤幸雄、小山道広などの芸能人の他、デザイナー志望の若者や富裕層の一般人子女なども参加した最大30人前後のティーンエイジャー交流集団）、ビートルズ、アメリカのビートルズ（モンキーズ）、ザ・ベンチャーズ、ボサノヴァの創始者（「アントニオ・カルロス・ジョビン」又は「トム・ジョビン」（アントニオ・カルロス・ブラジレイロ・ヂ・アウメイダ・ジョビン）、ジョアン・ジルベルト（ジョアン・ジウベルト・プラド・ペレイラ・ヂ・オリヴェイラ）、ヴィニシウス・ヂ・モライス（マルクス・ヴィニシウス・ダ・クルス・エ・メロ・モライス））、スタン・ゲッツ（スタンリー・ゲイツキー）、アストラッド・ジルベルト（アストルーヂ・ジウベルト）、タンゴの王様（フランシスコ・カナロ）、コンチネンタル・タンゴの王様（アルフレッド・ハウゼ）、ツイッギー（レズリー・ホーンビー）、ジョージ・リーヴス、デューク（ジョン・ウェイン）、池田勇人、河野一郎、「JFK」又は「ジャック」（ジョン・F・ケネディ）、ユーリイ・ガガーリン、樫尾四兄弟（カシオ計算機創業者兄弟。樫尾忠雄、樫尾俊雄、樫尾和雄、樫尾幸雄）、「富士通の池田敏雄・NECの水野幸男」、「塔博士」又は「耐震構造の父」（内藤多仲。「タワー六兄弟（名古屋テレビ塔、通天閣（2代目）、別府タワー、さっぽろテレビ塔、東京タワー、博多ポートタワー）」全ての設計者）、「ミスタージャイアンツ」又は「ミスター」又は「チョーさん」又は「燃える男」又は「ミスタープロ野球」（長嶋茂雄）、野武士軍団（「神様、仏様、稲尾様」又は「鉄腕」（稲尾和久）、大下弘、中西太、豊田泰光）、栃若時代（若乃花幹士 (初代)、栃錦清隆）、柏戸剛、力道山（日本名「百田光浩」、朝鮮名「金信洛」、力士時代の四股名「力道山光浩」）、アニマル（渡辺長武）、神永昭夫、東洋の魔女（河西昌枝、姫田睦子、宮本恵美子、増尾光枝、中島澄子、西原篤子、谷田絹子、半田百合子、松村好子、青木洋子、山田暉子、松村勝美、本田憲子、磯辺サタ、篠崎洋子、佐々木節子、藤本佑子、近藤雅子、渋木綾乃。監督を務めていた大松博文は後に自民党田中派より出馬し、参議院議員）、「スピードの円谷」又は「走る鬼」又は「根性の人」（円谷幸吉）、根性の君原（君原健二）、スタミナの寺沢（寺沢徹）、トージ（浮谷東次郎）、生沢徹、シャープ兄弟、オランダの巨人（アントン・ヘーシンク）、「裸足の英雄」又は「走る哲学者」又は「人間機関車」（アベベ・ビキラ）、トニー・ザイラー、黒い弾丸（ボブ・ヘイズ）、ドン・ショランダー、「オリンピックの名花」又は「体操の名花」（ベラ・チャスラフスカ）、「手塚治虫」又は「マンガの神様」（手塚治）、テラさん（寺田ヒロオ）、横山光輝（横山光照）、上田トシコ（上田俊子）、ミスター通産省（佐橋滋。2度、TVドラマ化された小説「官僚たちの夏」主人公のモデルとされている）、田岡一雄（山口組三代目組長、甲陽運輸社長、芸能事務所・神戸芸能社社長、日本プロレス協会副会長）、夜桜銀次（平尾国人）、殺しの軍団「柳川組」（マテンの黒シャツ（柳川次郎）、谷川康太郎（康東華））、「天一坊」又は「最後の博徒」（波谷守之）、山口組の知恵袋（小田秀臣）、ピス健（山本健一）、山口組七人衆（地道行雄、松本一美、藤村唯夫、松本国松、安原武夫、三木好美、岡精義）、東声会（三木恢、陳八芳、ジェリー藤尾（藤尾薫紀））、上州に大町あり（大町利市）、小松澤繁、「不退の軍治」又は「殿さま軍治」又は「よかろう軍治」（藤田卯一郎）、芸能界の陰の顔役（岡村吾一）、阿部重作、「赤坂の天皇」又は「バカ政」（浜本政吉）（住吉会最高顧問、ハマ・エンタープライズ社長）、川上三喜、稲川聖城

#### 昭和40年代
- ON砲（「ワンちゃん」又は「世界の王」（王貞治）、長嶋茂雄）、黄金のバッテリー（江夏豊、田淵幸一）、マッシー・ムラカミ（村上雅則）、大鵬幸喜（納谷幸喜、ロシア名：イヴァーン・ボリシコ）、マッハ文朱（渡辺文枝）、東京ボンバーズ、かぐや姫、フィンガー5、天地真理、冨田勲、白土三平（岡本登）、コント55号、ドリフターズ、おおば比呂司（大場博司）、赤塚不二夫（赤塚藤雄）、藤子不二雄（藤本弘、安孫子素雄）、梶原一騎（高森朝樹）、水森亜土（里吉文江）、佃公彦、マッド・アマノ（天野正之）、野坂昭如、永六輔（永孝雄）、知の巨人（立花隆）、「日本のアガサ・クリスティ」又は「日本ミステリー界の女王」又は「トリックの女王」（山村美紗）、絹のハンカチーフ（藤山愛一郎）、ボビー（ロバート・ケネディ）、アジアのケネディ（フェルディナンド・マルコス）、反ソ連の一匹狼（ニコラエ・チャウシェスク）、佐々淳行（あさま山荘事件で指揮を採り、活躍。のち内閣官房内閣安全保障室長（兼総理府安全保障室長））に初代就任。退官後は危機管理専門の評論家・TVコメンテーター）、ニール・アームストロング（アポロ11号船長）、ユリ・ゲラー（イスラエル本国正式名：ウリ・ゲレル・フロイド、ハンガリー名：ジェルジ・ゲッレール）、ブルース・リー（漢字表記:李小龍、本名:李振藩）、アグネス・チャン（本名:陳美齡）、ハーブ・アルパート、ジャクソン5、ジミー・オズモンドとオズモンド・ブラザーズ、レッド・ツェッペリン、ザ・デストロイヤー（リチャード・ベイヤー）、「日本プロレス四天王」もしくは「日プロ四天王」（ジャイアント馬場（馬場正平）、アントニオ猪木（猪木完至）、大木金太郎（金泰稙）、火の玉小僧（吉村道明））、「札幌の恋人」または「銀盤の妖精」（ジャネット・リン）、花の中三トリオ、銀座のユダヤ人（藤田田）、「食肉業界の顔役（ドン）」又は「世界の食肉王」又は「浅田満利」（浅田満）、北陸の帝王（川内弘）、「秋田のドン」又は「東北のドン」（佐藤儀一）、「任侠、人を制す」を地で行った親分（堀政夫）

#### 昭和50年代
- 萩本欽一（コント55号に代わりソロ活動では昭和50年のテレビの「欽ドン!」から長いブームが始まった）、山口百恵、「ジュリー」又は「沢田研二」（澤田研二）、西城秀樹（木本龍雄）、郷ひろみ（原武裕美）、野口五郎（佐藤靖）、キャロル、矢追純一、キャンディーズ、ピンク・レディー、松田聖子（蒲池法子）、たのきんトリオ（トシちゃん（田原俊彦）、マッチ（近藤真彦）、よっちゃん（野村義男））、シブがき隊（もッくん（本木雅弘）、やッくん（薬丸裕英）、ふッくん（布川敏和））、少年隊（ヒガシ（東山紀之。「ジャニーズ事務所」および後継企業法人「SMILE-UP.」代表取締役社長）、ニッキ（錦織一清）、カッちゃん（植草克秀））、YMO、ツービート、松任谷由実、大滝詠一、村田和人、村下孝蔵、オフコース、アリス、甲斐バンド、CHAGE and ASKA、松山千春、横浜銀蠅、ラッツ&スター、喜多郎（高橋正則）、ゴダイゴ、サザンオールスターズ（第一期）、「第二のビートルズ」又は「新しいビートルズ」（ベイ・シティ・ローラーズ。追っかけファンは「ローラー・マニア」と呼ばれた）、ABBA、フリオ・イグレシアス、ビリー・ジョエル（ウィリアム・マーティン・ジョエル）、EW&F、クィーン（活動開始は昭和48年だが、長い間燻っていた後、日本で人気に火がつき始めたのをきっかけに世界的に全盛を迎えたのは昭和50年代）、ルー・フィン・チャウ（劉琼珠）、レイモン・ルフェーブル、ジョン・ウィリアムズ（ジョン・タウナー・ウィリアムズ）、「ポール・モーリア」又は「ラブ・サウンズの王様」（ポール・ジュリヤン・アンドレ・モーリア）、「リチャード・クレイダーマン」又は「ピアノの貴公子」又は「リシャール・クレイデルマン」（フィリップ・ロベール・ルイ・パジェス）、鴨川つばめ、水島新司、モンキーパンチ（加藤一彦）、松本零士（松本晟）、高橋留美子、「柳沢きみお」又は「ベチ」（柳澤公夫）、聖日出夫（米浜裕暁）、吾妻ひでお（吾妻日出夫）、「魔夜峰央」又は「ミーちゃん」（山田峰央）、ジャロ辰（おだ辰夫）、はらたいら（原平）、長岡秀星（長岡秀三）、原田治、鈴木英人、永井博、松下進、安西水丸（渡辺昇）、渡辺和博、みうらじゅん（三浦純）、加藤直之、生頼範義、ルイジ・コラーニ、シド・ミード（シドニー・ジェイ・ミード）、芸夢狂人（鈴木孝成）、田尻智、たいにゃん、中村光一、森田和郎、「シブサワ・コウ」または「フクザワ・エイジ」（渋沢光）、ゆうてい（堀井雄二）、マーク・フリント、ビル・バッジ、三角大福中（「クリーン三木」又は「バルカン政治家」又は「議会の子」（三木武夫）、「コンピュータ付きブルドーザー」又は「今太閤」又は「影の総理」又は「目黒の闇将軍」又は「庶民宰相」又は「豊臣秀吉」（田中角栄）、「アーウー宰相」又は「讃岐の鈍牛」（大平正芳）、昭和の黄門様（福田赳夫）、「青年将校」又は「政界の風見鶏」（中曽根康弘）。「中曽根康弘」を抜いた「三角大福」も広く知られた）、「ペレストロイカの父」又は「ソ連水爆の父」（アンドレイ・サハロフ）、「人食い大統領」又は「黒いヒトラー」又は「アフリカで最も血にまみれた独裁者」（イディ・アミン）、「竹久みち」又は「三越の女帝」（小島美知子）、OH砲（王貞治、張本勲（韓国名：張勲（チャン・フン、ハングル：장훈）））、イーブル・クニーブル、ナディア・コマネチ、ビューティー・ペア（ジャッキー佐藤（佐藤尚子）、マキ上田（上田真基子））、クラッシュ・ギャルズ（長与千種、ライオネス飛鳥（北村智子））、極悪同盟（ダンプ松本（松本香）、クレーン・ユウ（本庄ゆかり））、「ブル中野」又は「ブルちゃん」又は「ブル様」（中野恵子）、「悪徳レフェリー」又は「極悪レフェリー」（阿部四郎））、「アブドーラ・ザ・ブッチャー」又は「黒い呪術師」（ラリー・シュリーヴ）、アグネス・ラム（アグネス・ナラニ・ラム）、ミスター超大作（佐藤純彌）、ピラニア軍団（東映所属の大部屋俳優（斬られ役・殺られ役・悪役・敵役）集団。川谷拓三、小林稔侍、室田日出男、渡瀬恒彦、千葉真一など）、ジャッキー・チェン（漢字表記:成龍、本名:陳港生）、Mr.BOO!シリーズ主演ホイ兄弟（マイケル・ホイ 漢字表記:許冠文、リッキー・ホイ 漢字表記:許冠英、サミュエル・ホイ 漢字表記:許冠傑）、デブゴン（サモ・ハン・キンポー、漢字表記:洪金寶）、「三代目姐」又は「女極道」（田岡文子）、荒ぶる獅子（竹中正久）、勝正さん（中山勝正）、「山広」又は「明後日の広ちゃん」（山本広）、暴れ政（加茂田重政）、不死身の人（牧野国泰）、東海のドン（河澄政照）、鳴海清、「パブロ・エスコバル」又は「コカインの帝王」又は「麻薬テロリスト」又は「麻薬王」（パブロ・エミリオ・エスコバル・ガビリア）

#### 昭和60年代
- TUBE、渚のオールスターズ、米米CLUB、BOØWY、THE BLUE HEARTS、TM NETWORK、安全地帯、チェッカーズ、サザンオールスターズ（第二期）、光GENJI、吉川晃司、高野寛、久保田利伸、三枝成章、松岡直也、トニーズショウ（音楽ユニット集団。ボーカル担当は「カルロス菅野（菅野真吾）」）、島健、MALTA（丸田良昭）、大島渚、上岡龍太郎、立川談志（松岡克由）、イッセー尾形（尾形一成）、とんねるず、野沢直子、ファンファン大佐（岡田眞澄）、第三舞台、、トム・クルーズ、おニャン子クラブ、後藤久美子、荻野目洋子、中山美穂、森高千里、リハウスガール（宮沢りえ、森沢和美、茅野佐智恵）、堀江しのぶ、かわいさとみ、小林ひとみ、AV界のミポリン（美穂由紀）、秋元なつみ、麻生澪、立原友香、宮崎駿、大友克洋、わたせせいぞう（渡瀬政造）、江川達也、相原コージ（相原弘治）、鶴田一郎（化粧品メーカーノエビアCM「コスメティック・ルネッサンス」シリーズ美人画担当イラストレーター）、高橋名人（高橋利幸）、坂村健、奥村晴彦、金ピカ先生（佐藤忠志）、鶴藤長天（ジャンボ鶴田、藤波辰爾、長州力、天龍源一郎）、前田日明（韓国名：高日明）、たけしプロレス軍団（ビッグバン・ベイダー（レオン・ホワイト）））、闘魂三銃士（武藤敬司、蝶野正洋、橋本真也）、「闘魂三銃士＋健介」もしくは「闘魂三銃士+α」もしくは「闘魂三銃士世代」（前述「闘魂三銃士」および佐々木健介）、「白浪五人男」もしくは「闘魂三銃士+ハセケン」（前述「闘魂三銃士＋健介」および馳浩）、マイク・タイソン、中嶋悟、鈴木亜久里、星野一義、ジャンボ尾崎、北尾光司（第60代横綱・双羽黒 光司）、闘将（柱谷哲二）、ニューダイナマイト打線（バックスクリーン3連発（ランディ・バース（ランディ・ウィリアム・バス）、四代目ミスタータイガース（掛布雅之）、どんでん（岡田彰布））、真弓明信など）、ブーマー・ウェルズ、アニマル・レスリー、サンデー兆治（村田兆治）、浜のマリオ（カルロス・ポンセ）、スタニスラフ・ブーニン、M.C.ハマー、宜保愛子、江副浩正、堤清二、ミハイル・ゴルバチョフ（主要政敵はエゴール・リガチョフ、ボリス・エリツィン、黒い大佐（ヴィクトル・アルクスニス）、ウラジーミル・ジリノフスキー）、ノリエガ将軍（マヌエル・ノリエガ）、渡辺芳則、「山口組の金庫番」又は「小さな小田秀臣」（宅見勝）、極道の中の極道（竹中武）、黄金の三角地帯 麻薬王（クン・サ）

## 昭和文化を舞台（もしくはモチーフ、オマージュ）に後年に創作・執筆・製作された主な娯楽作品

### 昭和元年代 - 昭和20年代（戦前・戦中・戦後）
- コミックス『ヒコーキボーイ』（作：鴨川つばめ、スコラ）
- コミックス『上海ワンダーランド』（作：林律雄、画：高井研一郎、小学館）
- コミックス『焼けあとの元気くん』（作：北見けんいち、小池書院）
- コミックス『焼跡全ガキ連』（作：北見けんいち、双葉社）
- コミックス『暴力大将』（作：どおくまんプロ、秋田書店）
- コミックス・映画・ドラマ・アニメ・絵本『はだしのゲン』（作：中沢啓治、中央公論新社）
- コミックス『焼跡探偵帖 ポワ郎』（作：円堂たいが、金田正太郎、小学館）
- コミックス『コミック昭和史』（作：水木しげる、講談社）
- コミックス『国が燃える』（作：本宮ひろし、集英社）
- コミックス『虹色のトロツキー』（作：安彦良和、中央公論社）
- コミックス『アドルフに告ぐ』（作：手塚治虫、文藝春秋）
- コミックス『東京物語』（作：ふくやまけいこ、ハヤカワコミック文庫）
- コミックス『フイチン再見!』（作：村上もとか、小学館）
- コミックス『澄江堂主人』（作：山川直人、エンターブレイン）
- コミックス『極東事変』（作：大上明久利、エンターブレインおよびKADOKAWA）
- アニメ『手塚治虫物語 ぼくは孫悟空』（作：手塚治虫）
- コミックス・アニメ『ドラえもん』「白ゆりのような女の子」「タイムマシンでお正月」「ママのダイヤを盗み出せ」「ゾウとおじさん」（作：藤子・F・不二雄、小学館）
  - 「白ゆりのような女の子」「タイムマシンでお正月」共に、主人公の父親の少年時代が舞台。
  - 「白ゆりのような女の子」は原作コミックス3巻収録（設定日は昭和20年6月10日）。
  - 「タイムマシンでお正月」のアニメ版は1980年1月1日放送。
  - 「ママのダイヤを盗み出せ」は主人公の母親の少女時代が舞台。「ママのダイヤを盗み出せ」は原作コミックス7巻収録（設定日は昭和23年7月10日）。アニメ版は1979年7月14日、2007年8月17日放送。TVアニメ第2作2期製作時期より逆算して新しく練られたキャラクター生年設定に基づき製作されたため、アニメ第2作1期・原作コミックス版での主人公少年期（昭和40年代）よりも後の時代が舞台とされている。
  - 「ゾウとおじさん」は原作コミックス5巻（第88話）収録。アニメ版は2007年8月10日放送。「かわいそうなぞう」が原案。
- 画文集『ボクの満州-漫画家たちの敗戦体験』（作：赤塚不二夫・ちばてつや・森田拳次・古谷三敏・北見けんいち・上田トシコ・高井研一郎・横山孝雄・山内ジョージ・石子順、亜紀書房）
- 小説・ドラマ・映画・コミックス『火垂るの墓』（作：野坂昭如、文藝春秋）
  - コミックス版は『怨歌劇場』（画:滝田ゆう、宙出版）に収録。
- 小説・コミックス・アニメ『紺碧の艦隊』『旭日の艦隊』（作：荒巻義雄、徳間書店）
  - 並行世界（作中では「後世世界」と呼称）の日本での昭和時代（作中での元号は「照和」）を作品の時代背景とし、戦闘の合間で沢山の昭和文化が随所に織り込まれている。
- 小説・コミックス・アニメ『機神兵団』（作：山田正紀、中央公論社）
  - 並行世界を作品の時代背景としている。
- 小説・コミックス『ベルリン飛行指令』（作：佐々木譲、新潮社）
  - コミックス版（画：望月三起也、ホーム社）
- コミックス『この世界の片隅に』（作：こうの史代、双葉社）
- アニメ『ふたりはプリキュア』第28話「レギーネ登場!ってもう来ないで!」
  - 主人公の祖母の少女時代（戦時中）が題材。終戦の日でもある2004年8月15日放送。
- コミックス・映画『風立ちぬ（宮崎駿脚色版）』『風立ちぬ（同アニメ映画化）』
  - ほぼ同時代が舞台である（原作者「堀辰雄」半自伝）恋愛小説の名作『風立ちぬ』と、実在した零戦開発技術者『堀越二郎』の現場奮闘記を組み合わせた作品。アニメ監督である庵野秀明が主演声優に抜擢されるなど話題となる。
- 小説・映画『迷宮物語』第1話『スラビリンス＊ラビリントス』（作：眉村卓）
- 小説・映画『瀬戸内少年野球団』（作：阿久悠）
- 小説・映画『麻雀放浪記』（作︰阿佐田哲也、角川文庫）
- 小説・映画『血と骨』（作︰梁石日）
- 小説・映画『犬神家の一族』（作︰横溝正史）
  - 主人公が旅館に宿泊する際に持参してきた米を旅館主が当たり前の様に受け取るシーンなど、食糧事情の厳しさを織り込ませたシーン等もさりげなく登場する。
- 小説・映画『丘を越えて』（作：猪瀬直樹、文藝春秋）
  - 原作名は『こころの王国 菊池寛と文藝春秋の誕生』
- 小説・映画・ドラマ・アニメ『少年H』（作：妹尾河童）
- 小説・ドラマ『テネシーワルツ』（作：望月武、角川書店）
  - 原作は第28回横溝正史ミステリ大賞テレビ東京賞受賞作品。
- 小説『小さいおうち』（作：中島京子、文藝春秋）
  - 第143回直木賞受賞作品。
- 映画『スパイ・ゾルゲ』
- 映画『ハリマオ』（1989年製作）
  - 他のハリマオ関連作品（1943年製作の大映映画「マライの虎」、コミックス・アニメ『快傑ハリマオ』）は該当せず。
- 映画『キネマの天地』
- 映画・ラジオドラマ・演劇『笑の大学』
- ドラマ『名探偵赤冨士鷹』
  - アガサ・クリスティ
  - 原作のエルキュール・ポアロシリーズを基に、昭和11年の日本に舞台を移し（名探偵ポアロは伊東四朗演じる名探偵赤冨士鷹）、製作。
- ドラマ『おひさま』（NHK、脚本：岡田惠和）
  - 連続テレビ小説50周年記念作品
- ドラマ『エール』
- ドラマ『なつぞら』（作：大森寿美男）
  - 第1回 ～ 第2回（いずれも「北海道・十勝編」）が該当。
- 仮想旅行エッセイ・仮想旅行ガイド映像『満州鉄道まぼろし旅行』（作:川村湊、文春文庫）
  - 映像化作品は、『満州鉄道 特急「あじあ」の旅』（文藝春秋）。ただし、狂言回しを演じる語り口中年男性の甥（男の子）は登場しない。
- 仮想時代予測エッセイ『幻の1940年計画 太平洋戦争の前夜、"奇跡の都市"が誕生した』（作：指南役（代表：草場滋）、アスペクト）
- 邦楽『さとうきび畑』（作詞・作曲：寺島尚彦）
  - 主に森山良子、ちあきなおみ、田代美代子らが各々ソロで歌唱。1970年代にNHK童謡番組「みんなのうた」で採用された事を機に広まったとも言われる（それまでは、1960年代に田代美代子がコンサートで歌唱）。
- 邦楽『過ぎ去りし日々』（作曲：小林亜星）
  - 作曲家が自らの少年時代の懐かしい家庭の情景や当時の日本の温かい家庭をイメージして作った曲。
- ドラマ『梅ちゃん先生』（NHK、脚本：尾崎将也）
  - 舞台は、第二次世界大戦末期の昭和20年から、敗戦、復興を経て、高度経済成長転型期の昭和36年までの東京・蒲田。

### 昭和30年代
- コミックス『野球少年』（作:北見けんいち、小学館）
- コミックス『はらっぱの元気くん 昭和30年代にトリップ』（作:北見けんいち、東京新聞出版局）
- コミックス『釣りバカ日誌 番外編 佐々木くん』（作:北見けんいち、小学館）
- コミックス『おもひで飲食屋』（作:北見けんいち、小学館）
- コミックス『天上の弦』（作:山本おさむ、小学館）
- コミックス『二十面相の娘』（作:小原愼司、メディアファクトリー）
- コミックス『RAINBOW-二舎六房の七人-』（作:安部譲二、画:柿崎正澄、小学館）
- コミックス・映画『夕凪の街 桜の国』（作:こうの史代、双葉社）
- コミックス『新ナニワ金融道』銭道立志編・銭道無情編（作：青木雄二プロダクション、扶桑社）
  - 結婚披露宴に出席した帰路、金融会社の社長と部長が二人で寄り道しつつ、社長が自らの若かりし頃の立志伝を部長に語る（少年時代・青年時代の同社長が主人公となっている）進行内容となっている。
- コミックス『コーヒーもう一杯』「銭湯に通う道」（作:山川直人、エンターブレイン）
  - 原作コミックス4巻に収録。原作者の短編自伝作品。
- コミックス『御茶漬版スウィートホーム』（作：御茶漬海苔、朝日ソノラマ）
  - 短編コミックス集『惨劇館』第7巻に収録。映画『スウィートホーム』の前史的位置付けの作品。巨匠フレスコ画家一家を襲う悲劇を描き、前述の映画作品冒頭に繋がる様な結末となっている。
- コミックス『国境のエミーリャ』（作:池田邦彦、小学館）
  - 米ソにより東西に分裂した世界線での日本の昭和30年代後半を描いている。
- コミックス・音声ドラマ『人間交差点』「あの日川を渡って」（作:矢島正雄、画:弘兼憲史、小学館）
  - コミックス版は、文庫サイズ版では第2巻に収録。
  - ドラマ収録CD名は『サウンドシアター「ヒューマン人間スクランブル交差点 あの日川を渡って」』。
  - 刑事が少年時代、母親と1964年東京オリンピック観戦に向かう話。
- コミックス・ドラマ『まんが道』（作:藤子不二雄A、中央公論新社）
- コミックス・ドラマ『炎の料理人 周富徳』（作:荒仁、小学館）
- コミックス・アニメ『ドラえもん』「ぼくの生まれた日」（作:藤子不二雄、小学館）
  - 「ぼくの生まれた日」は、原作コミックス2巻収録。TVアニメ第2作2期版では2008年4月25日放映（ただし、TVアニメ第2作2期版ではキャラ生年月日新設定のため、舞台が昭和39年8月7日から平成に変更されている）。
- 特撮テレビドラマ『怪奇大作戦 セカンドファイル』（脚本：実相寺昭雄・玉城悟）
  - 第2話「昭和幻燈小路」。2007年4月9日放送。特殊な電磁波の影響で、下町の住人たちが昭和30年代の街に迷い込んでしまう話。
- 小説・ドラマ『麻婆豆腐の女房』（作:吉永みち子）
- 小説・コミックス・ドラマ『佐賀のがばいばあちゃん』（作:島田洋七）
  - コミックス版の題名は『がばい -佐賀のがばいばあちゃん』（画:石川サブロウ、集英社）
- コミックス・アニメ・ドラマ『こちら葛飾区亀有公園前派出所』（作:秋本治、集英社）
  - 定期的に主人公・両津勘吉の少年時代のエピソードが描かれる。
- コミックス・アニメ『コクリコ坂から』（作：高橋千鶴・佐山哲郎、講談社）
- コミックス・アニメ『三丁目の夕日』（作:西岸良平、小学館）
- アニメ『LUPIN ZERO』（作:モンキー・パンチ、トムス・エンタテインメント）
  - 同作者による代表作「ルパン三世」主人公の中学生時代（実父「ルパン二世」の後継者を継ぐ迄の内容）を描いた作品。これまで公式設定とされていた主人公の出身地（作者の出身地と同一）「北海道浜中町霧多布」ではなく、東京を舞台としている。
- 映画『ALWAYS 三丁目の夕日』、『ALWAYS 続・三丁目の夕日』、『ALWAYS 三丁目の夕日'64』（作:西岸良平）
- 映画『ALLDAYS 二丁目の朝日』
- 映画・アニメ『テレビまんが 昭和物語』
- 小説『わくらば日記』『わくらば追慕抄』（作：朱川湊人、角川書店）
- 小説・映画『異人たちとの夏』（作:山田太一、新潮社）
  - 映画版では昭和60年代に四十代になった主人公が昭和30年代の町並みの中で死別した筈の若き日の両親と再会する設定だが、原作では現実の世界・幻影の世界、共に映画版より10年前となっている。
- 小説・ミュージカル・映画『地下鉄に乗って』（作:浅田次郎、徳間書店）
- 小説・映画『瀬戸内少年野球団・青春篇 最後の楽園』（作:阿久悠）
- 小説・ドラマ・映画『ゲゲゲの女房』（作：武良布枝）
- 小説・ドラマ『たけしくん、ハイ!』、『続・たけしくん、ハイ!』（作:ビートたけし、太田出版）
- 小説・ドラマ『オリンピックの身代金』（作：奥田英朗、角川書店）
- ドラマ『菊次郎とさき』（作:ビートたけし）
- ドラマ『なつぞら』（作：大森寿美男）
  - 第3回 ～ 第7回（いずれも「北海道・十勝編」）および、第8回 ～ 第18回（「東京・新宿編」および「アニメーション編」）が該当。
- 映画『となりのトトロ』
- 映画『マイマイ新子と千年の魔法』
- アニメ『鉄人28号(2004年)』、『鉄人28号 白昼の残月(2007年)』（作:横山光輝、アレンジ（横山光輝も同意）:今川泰宏）
  - 原作コミックス(1956年～1966年)・ラジオドラマ版(1959年)・ドラマ版(1960年)・初代アニメ版(1963年～1966年)では、製作当時において最先端科学の雰囲気を出すため舞台デザインはほぼ欧米風であったが、両作品では21世紀において昭和30年代を描くにあたり、舞台デザインには日本風・昔風のアレンジが大幅に採り入れられた（あらすじやキャラクター設定でも随所に変更がなされている。結末でも横山光輝が原作コミックスにて描ききれず悔やんでいた展開を実現させている）。
- 舞台演劇『舞台版 鉄人28号』（脚本・演出：押井守）
- アニメ『墓場鬼太郎 (2008年)』（作：水木しげる）
  - 兎月書房より発刊されていた貸本漫画版の内容を一部アレンジし、当時の作品キャラクターデザインを踏襲した形で最新映像技術で製作。

### 昭和40年代
- コミックス・アニメ『ちびまる子ちゃん』（作:さくらももこ、小学館）
- コミックス・映画『20世紀少年』（作:浦沢直樹、小学館）
- コミックス『ヤング島耕作』『ヤング島耕作 主任編』（作:弘兼憲史、講談社）
- コミックス『ICHIGO 二都物語』（作:六田登、小学館）
- コミックス『my little town』「井原さんの幸福の時代」（作:柴門ふみ、小学館）
- コミックス「3月のライオン昭和異聞 灼熱の時代」（作:西川秀明、原案・監修：羽海野チカ、小学館）
  - コミックス・アニメ・実写映画「3月のライオン」（作:羽海野チカ、小学館）の外伝作品。本伝にて主人公達の後見人的ポジションで登場している「神宮寺崇徳公益社団法人日本将棋連盟会長」の若き日を描いている。
- コミックス「祝福王」（作：たかもちげん、講談社）
  - 序盤の少年時代回以外ではあまり郷愁性を感じさせないが、物語の主な舞台である青年時代が始まる回で大阪万博パンフレットが描画されたシーンが登場している。
- コミックス『編集王』「あの頃のぼくは」「あの日に帰りたい」「あの時君は若かった」「あの鐘を鳴らすのはあなた」「あの丘を越えて」「あの素晴らしい愛をもう一度」「あの日から」「あいつが泣いている」「あん時ゃどしゃ降り」「あの娘たずねて」「あの鐘を忘れない」「あの場所から」「君と僕とあの頃…」（作：土田世紀、小学館）
  - 作中の架空青年漫画雑誌ヤングシャウト編集長 疎井一郎・編集担当 宮史郎太・巨匠漫画家 マンボ好塚の若かりし日々を描いた作品。「あの頃のぼくは」～「あの日から」はコミックス13巻収録、「あいつが泣いている」～「君と僕とあの頃…」はコミックス14巻収録。
- コミックス・アニメ『ドラえもん』「おばあちゃんの思い出」「人生やり直し機」「パパもあまえんぼ」（作:藤子不二雄、小学館）
  - 「おばあちゃんの思い出」は三度、アニメ化されている（劇場版2000年、TVアニメ第2作1期版では1986年と1979年で二度アニメ化。原作コミックス4巻収録）。
  - 「人生やり直し機」は原作コミックス15巻収録（第11話）。学年誌 小学四年生1977年4月号掲載時での題名は「天才のび太」。TVアニメ第2作1期版では「人生やりなおし機」という題名で1994年4月8日に放映。TVアニメ第2作2期版では「誕生日は計画的に/人生やりなおし機」という題名で、2008年8月8日放映（ただし、TVアニメ第2作2期版ではキャラ生年月日新設定のため、舞台が平成に変更されている）。
  - 「パパもあまえんぼ」は原作コミックス16巻収録（第303話）。主人公の父がタイムマシンで昭和43年（作品が発表された昭和53年の10年前にあたる）に戻り、まだ生存している母親（主人公の祖母）に会いに行くという話。
- ドラマ『ウルトラマンティガ』第49話「ウルトラの星」（脚本：上原正三、監督：原田昌樹・満田かずほ）
  - 1997年8月9日放送。『ウルトラマン』第1話撮影直前の円谷プロに、宇宙人を追う主人公がタイムスリップするという話。
- 映画『大決戦!超ウルトラ8兄弟』（監督：八木毅）
  - 冒頭で昭和41年の横浜が描かれている。
- 小説・ドラマ『やったぜベイビー!（原作名『あの人』）』（作:ビートたけし、）
- 小説・ドラマ『かすてぃら:ぼくと親父の一番長い日』（作：さだまさし
  - 2013年7月にNHKテレビでドラマ化、
- ドラマ『なつぞら』（作：大森寿美男）
  - 第19回以降（「結婚・マコプロダクション編」）が該当。
- コミックス・アニメ・映画『花田少年史』（作:一色まこと、講談社）
- 小説・映画『青春デンデケデケデケ』（作:芦原すなお、河出書房新社）
- 映画『クレヨンしんちゃん 嵐を呼ぶ モーレツ!オトナ帝国の逆襲』
- 映画『フラガール』
- 映画『パッチギ!』
- 映画『稲村ジェーン』
- 映画『リング0 バースデイ』
- 映画『初恋』
- コミックス・映画『おもひでぽろぽろ』（作:岡本螢、刀根夕子）- 映画では、主人公の少女時代は昭和40年、成人時代は昭和57年。
- 映画『時をかける少女』（2010年実写版）
- 邦楽『1969の片想い』（作詞:秋元康・作曲:桑村達人）
  - 主に稲垣潤一が歌唱。 参考HP(歌詞)
- 邦楽『アポロ』（作詞・作曲：ハルイチ、ak.homma、Ryo）
  - ポルノグラフィティのデビューシングル。
- 邦楽アルバム『女王陛下のピチカート・ファイヴ』、『月面軟着陸』
  - ピチカート・ファイヴ作品。
- 小説『1967空間』（作：梶尾真治）
- ゲームソフト・漫画・アニメ『ゲートキーパーズ』（キャラクターデザイン:後藤圭二、ESP）
- ゲームソフト『怪獣が出る金曜日』（脚本・監督：綾部和、レベルファイブ）

### 昭和50年代
- コミックス『永沢くん』（作:さくらももこ、小学館）
- コミックス『ひとりずもう』（作:さくらももこ、小学館）
- コミックス『ルミとマヤとその周辺』（作：ヤマザキマリ、講談社）
- コミックス『my little town』「昭和54年、のぞみの夏休み」「あの夏の思い出」「真壁家の三人の子供」（作: 柴門ふみ、小学館）
- コミックス『70's 愛ライフ』（作：吉田美紀子、双葉社）
- コミックス『BADBOYS グレアー』（作:田中宏、講談社）
  - 単行本 第8巻収録 第56話「輪廻;1」～第11巻収録 第76話「輪廻;最終話」。主人公の前世でもある伝説の暴走族リーダー、及びその周辺の人物像を小学生時代まで遡り描いている。
- コミックス『女神の鬼』（作:田中宏、講談社）
  - 裏社会とも繋がりのある高齢の怪人物が運営（実情は弱肉強食の上に自然形成された島民自治）する反社会的人物（凶悪非道な暴力やロリコンなど性的異常嗜好）隔離目的の孤島に島流しされる事になる不良少年達を小学生時代から描いている。
- コミックス『MOTHER』（作:田中宏、講談社）
  - 読みきり短編作品。田中宏作品では珍しく不良は一人も登場しない。広島カープが日本シリーズ初制覇を遂げる日の朝、生活苦で精神的に追い詰められていた主人公少年（小学生）の母が命を絶つまでの一家の日中の出来事（一見平凡な生活風景）を淡々と描いた作品。諸般の事情で雑誌週刊ヤングマガジンへの掲載は見送られ、その後2009年2月に発売された講談社プラチナコミックス版「莫逆家族 Chapter [逆縁の鬼]」（ISBN：978-4-06-374348-7、同冊子公式HP）への併録という形で初めて発表された。
- コミックス・ドラマ『代紋TAKE2』（作:木内一雅、画:渡辺潤、講談社）
- コミックス・アニメ『渋谷ホンキィトンク』（作:安部譲二、画:石丸博也、集英社）
- コミックス『東京エイティーズ』（作:安童夕馬、画:大石知征、小学館）、ネット配信ラジオドラマ「横浜エイティーズ」（作:安童夕馬、スカイパーフェクト・コミュニケーションズおよびアットムービー・ジャパン）
- コミックス『クレープを二度食えば』（作:とり・みき、ちくま文庫）
- コミックス・アニメ『キン肉マンII世 究極の超人タッグ編』（作:ゆでたまご、集英社）
  - 主人公たちが前作『キン肉マン』夢の超人タッグ編の舞台にタイムスリップし、前作の主人公たちと対決する。
- コミックス・アニメ『キテレツ大百科』（作：藤子・F・不二雄）
  - 第237話「テイセイ教育委員会!学問のスルメ」。主人公と居候ロボットと友人が10年前にタイムスリップし、急病で生死の境を彷徨っている赤ん坊時代の主人公を救う。
  - 原作コミックス・シリーズ名は「新キテレツ大百科」（アニメ版放映とほぼ同時期に連載開始となった第2期原作。10年以上前に執筆されている第1期シリーズ名はアニメ版シリーズ名と同じ「キテレツ大百科」で、全40話のみ）
- アニメ『おジャ魔女どれみ♯（しゃーぷっ）』（作：東堂いづみ、東映アニメーション）
  - 第8話「時間を超えて、おんぷママの秘密を探せ!」。2000年3月26日に放映。主人公の仲間の一人の母親が事故でジュニアアイドルから引退した過去を目撃する話。
- 連続テレビ小説『あまちゃん』 
  - 主人公の母親のアイドル時代のエピソードが描かれている。
- 映画『ぼくたちと駐在さんの700日戦争』
- 映画『波の数だけ抱きしめて』
- 映画『1980 - イチキューハチマル』（作:ケラリーノ・サンドロヴィッチ）
- 映画『おっぱいバレー』
- 小説『1Q84』（作：村上春樹、新潮社）
- ゲームソフト『ぼくのなつやすみシリーズ』 1作目～3作目（キャラクター・デザイン：上田三根子、ソニー・コンピュータエンタテインメント）
  - 『ぼくのなつやすみ』、『ぼくのなつやすみ2 海の冒険篇』、『ぼくのなつやすみ3 -北国篇- 小さなボクの大草原』
- ゲームソフト・アニメ『ひぐらしのなく頃に』シリーズ（監督・脚本：竜騎士07、07th Expansion）
  - 幾重にも張り巡らされた複合的な悲劇的舞台設定（「封建的な村社会の悪癖および全てを牛耳る旧家の悪しき因習」「ダム開発の賛否を巡って分断された住民間の深い遺恨」「制御不可能な殺意が撃発する風土病に翻弄されるパンデミック・パニック要素」「同風土病を細菌兵器として軍事転用する事を目論む超法規的謀略機関の暗躍を描いたポリティカル・フィクション要素」「弱者への尊厳を持たない残虐な性格の高次元生物（タイムリープの張本人）による戯れを描いたダーク・ファンタジー要素」「主要登場人物の個々の家庭事情・PTSD（同居家族である叔父（反社出身）からのDV、実母が略奪婚され家庭崩壊（実父は結婚詐欺被害に遭遇中）、家族の失踪および昏睡、前述風土病研究が元で医学会より除け者にされ憤死に至った義父）」「主要登場人物間の人生観の擦れ違い（共依存関係にありながら進学先である名門校でのスクール・カースト乖離、純愛と栄達欲・医学知識探求欲の葛藤）」）の中で、（普段はジュブナイル作風の）ほのぼのとした少年少女（主人公グループ）の日常が続くも、やがて凄惨な事件が発生する度に発生前へのタイムリープが繰り返される。タイムリープ前の記憶・経験を積んだ主人公たちは知恵・勇気を振り絞り、思索を巡らし時には流血も厭わない死闘に身を投じながら、数々の悲劇の回避に挑み続ける。

### 昭和60年代（1989年（昭和64年）1月7日まで）
- コミックス『おしゃれ手帖』（作：長尾謙一郎、小学館）
  - 寺見須初範（てらみすしょぱん。主人公が通う学校の日本史教員。公私区別なく、バブル景気がもたらしたライフスタイル・文化を未だに信奉し貫き通している為、登場回ではバブル時代のネタや懐かしい品々も多数描かれる。口癖は「トレンディー」）
- 映画『バブルへGO!! タイムマシンはドラム式』 - 主人公がタイムトラベルするのは平成2年（1990年）の東京で、昭和ではないが、バブル時代を喜劇的に描いている。
- ドラマ『希代の悪女』シリーズ『銭女』（脚本：西岡琢也、フジテレビ） - 金曜プレステージ枠にて放映。 番組公式HP
- 特撮ドラマ『仮面ライダーキバ』 - 1986年編と2008年編が交互に描かれる。
- バラエティ番組『ヒカルの定理』内『行き遅れ女子会』コーナー（フジテレビ）
- コミックス・オリジナルビデオ（実写化）『むこうぶち』（原作：天獅子悦也、監修：安藤満・ケネス徳田、竹書房）
  - 1980年代の賭け麻雀事情に詳しいプロ雀士安藤満の見聞を基に、バブル時代を舞台に描かれた作品。
  - コミックス版の作品名は、「むこうぶち 高レート裏麻雀列伝」。麻雀コミックス雑誌近代麻雀連載作品をそのまま収録している単行本とコンビニ版総集編の2種類がある）。
  - Vシネマ版の監督は、片岡修二（監修の一人であるケネス徳田と共に脚本も担当）。2007年製作の第1作を皮切りに、現在までに第6作まで製作が続いている。
- コミックス『特命係長・只野仁 ルーキー編』（原作：柳沢きみお、講談社）
  - 週刊ヤングマガジン創刊30週年企画として、短期集中連載中。
- ラジオドラマ『NISSAN あ、安部礼司〜BEYOND THE AVERAGE シーズン4』
  - 逸田祥子（いつた しょうこ。主人公の職場の同僚。バブル時代の残滓らしき言動や思考・行動を度々起こす勝気なイケイケ風キャリアウーマン）
- ゲームソフト『ぼくのなつやすみ4 瀬戸内少年探偵団「ボクと秘密の地図」』（キャラクター・デザイン：上田三根子、ソニー・コンピュータエンタテインメント）

### 架空の昭和70年代以降
現実世界の昭和は64年で終了しているが、創作作品には64年以降も「昭和」が存続しているという設定の物も存在している。これには純粋な昭和文化以外に、現実世界とは別のパラレルワールドを示す事を意図した場合もある。
- 漫画『原始さん』（作：水木しげる）
  - 舞台となるのは昭和70年。内容は昭和の高度経済成長期への皮肉が込められたものになっている。
- アニメ映画『WXIII 機動警察パトレイバー』（総監督：高山文彦）
  - 舞台となるのは昭和75年。『機動警察パトレイバー』シリーズの一編だが、「昭和」が存続していると明言されているのは本作のみ。
- ゲーム『SIREN』（ソニー・コンピュータエンタテインメント）
  - 舞台となるのは昭和78年。
- 映画『惑星大怪獣ネガドン』（原作・脚本・監督：粟津順）
  - 舞台となるのは昭和百年。昭和期の怪獣映画へのオマージュ的な作品で、昭和文化の対象となる事物も数多く登場している。
- テレビアニメ『勇者特急マイトガイン』（監督：高松信司）
  - 舞台となるのは昭和125年。登場人物の多くが昭和30年代の日活・東映映画の登場人物から名前を取られているなど、昭和期の作品のパロディが散見される。

また、『トップをねらえ!』や『Project BLUE 地球SOS』、『20世紀少年』など、劇中で「昭和」の元号こそ使用されていないものの、昭和文化を感じさせる未来世界を描いた作品も存在している。レトロフューチャーも参照。

## 昭和レトロの世界・その魅力
文化・メディア研究者の高野光平は、平成生まれに昭和がうける理由として、デザイン性、アナログ文化の心地よさ、昭和には生まれていないが親戚の家などで昭和文化の残光を知っていること、コンプラ無視の自由さを挙げている。
高野によると昭和ブームは何回かある。
- 1980年代後半のレトロブーム - 昭和から江戸情緒や大正ロマンまで古ければ何でもありの流行。
- 2005年頃の昭和ブーム - 映画『ALWAYS 三丁目の夕日』公開前後。1960年代から1970年代のレトロブーム。
- 2017年頃の昭和ブーム - 1980年代からバブル時代のレトロブーム。アナログ文化頂点の時代としての絶対性[4]。

昭和レトロの世界(板橋区熊野町交差点・ほか)
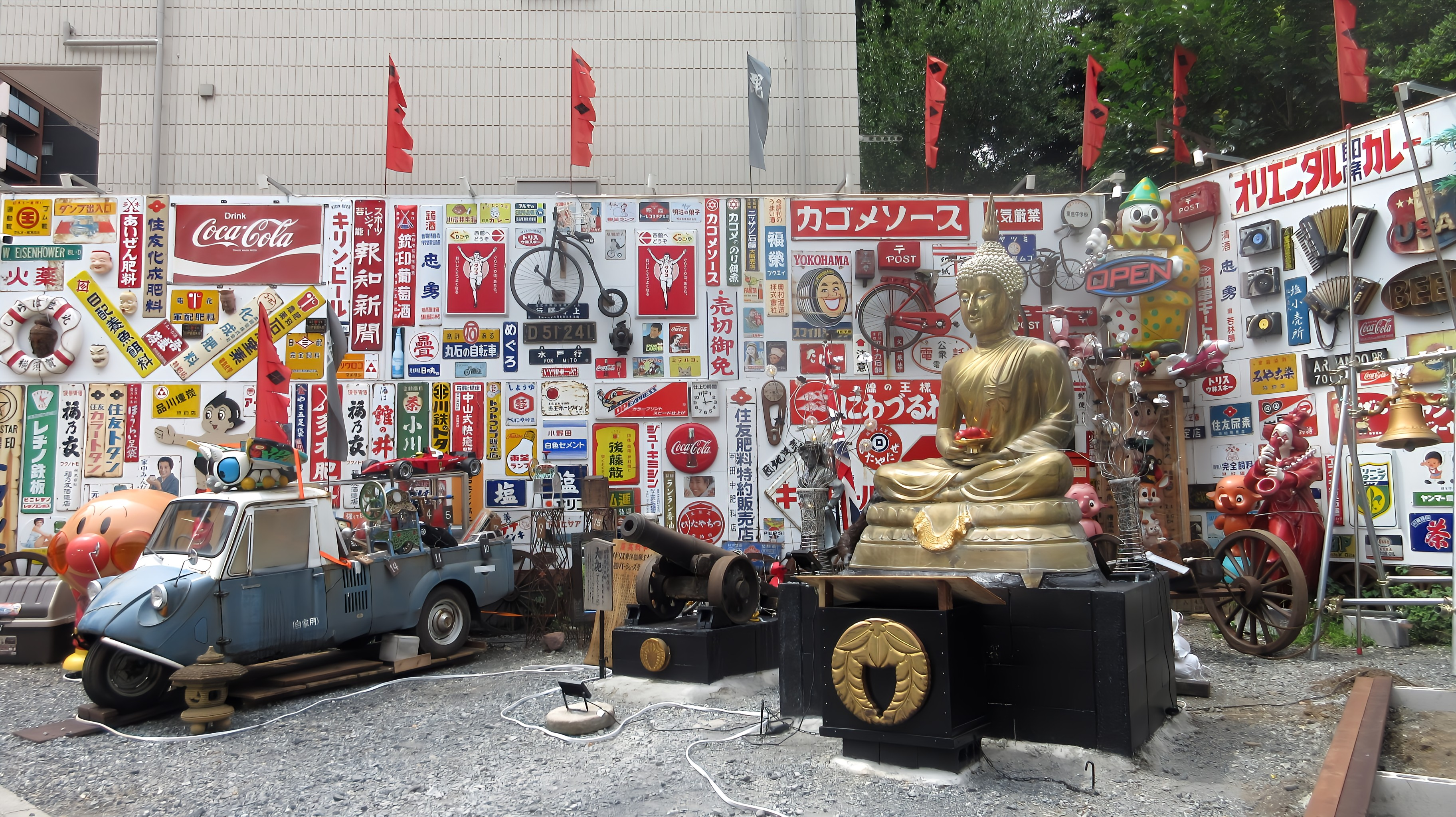
熊野町交差点にて 01
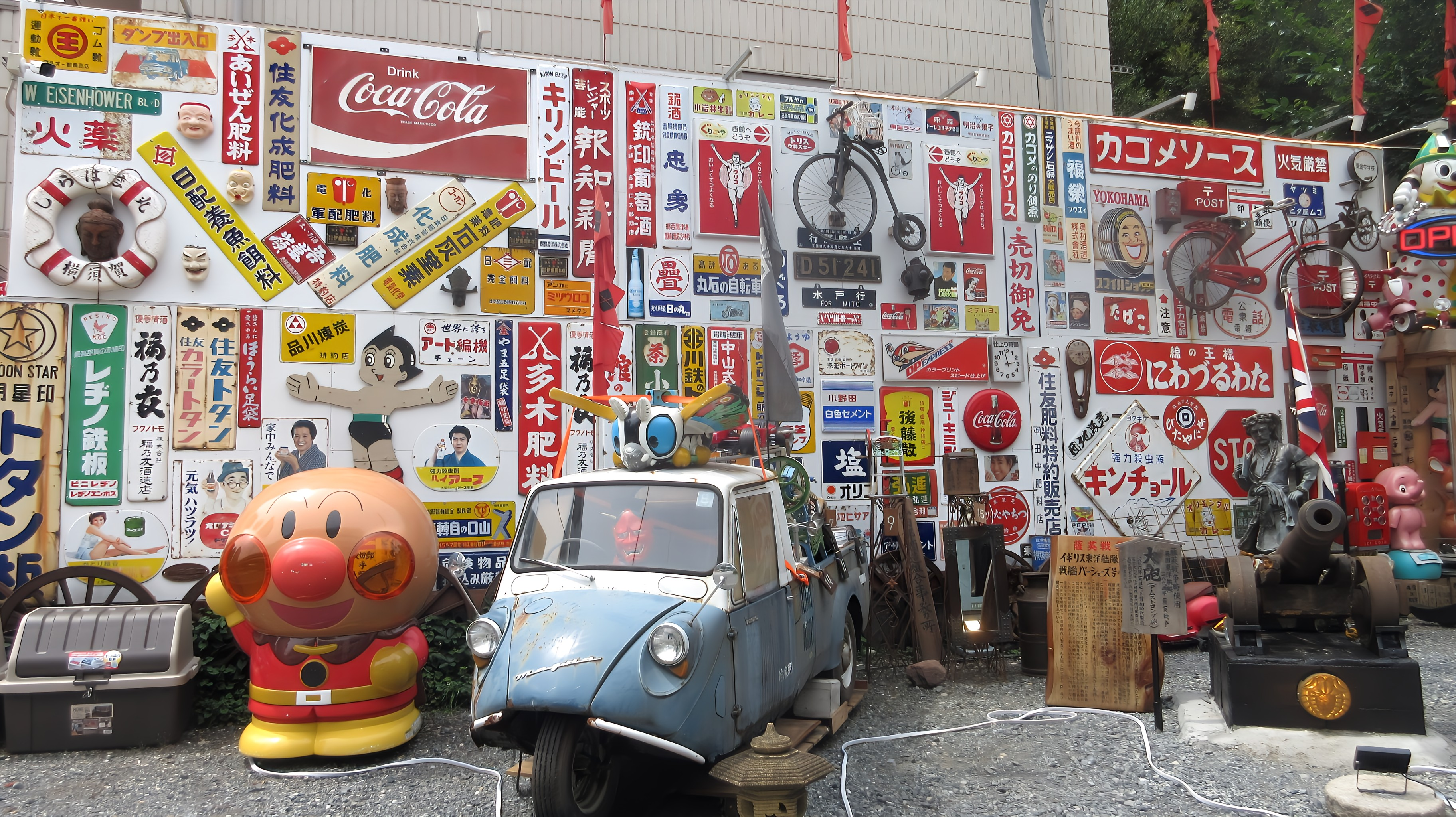
熊野町交差点にて 02
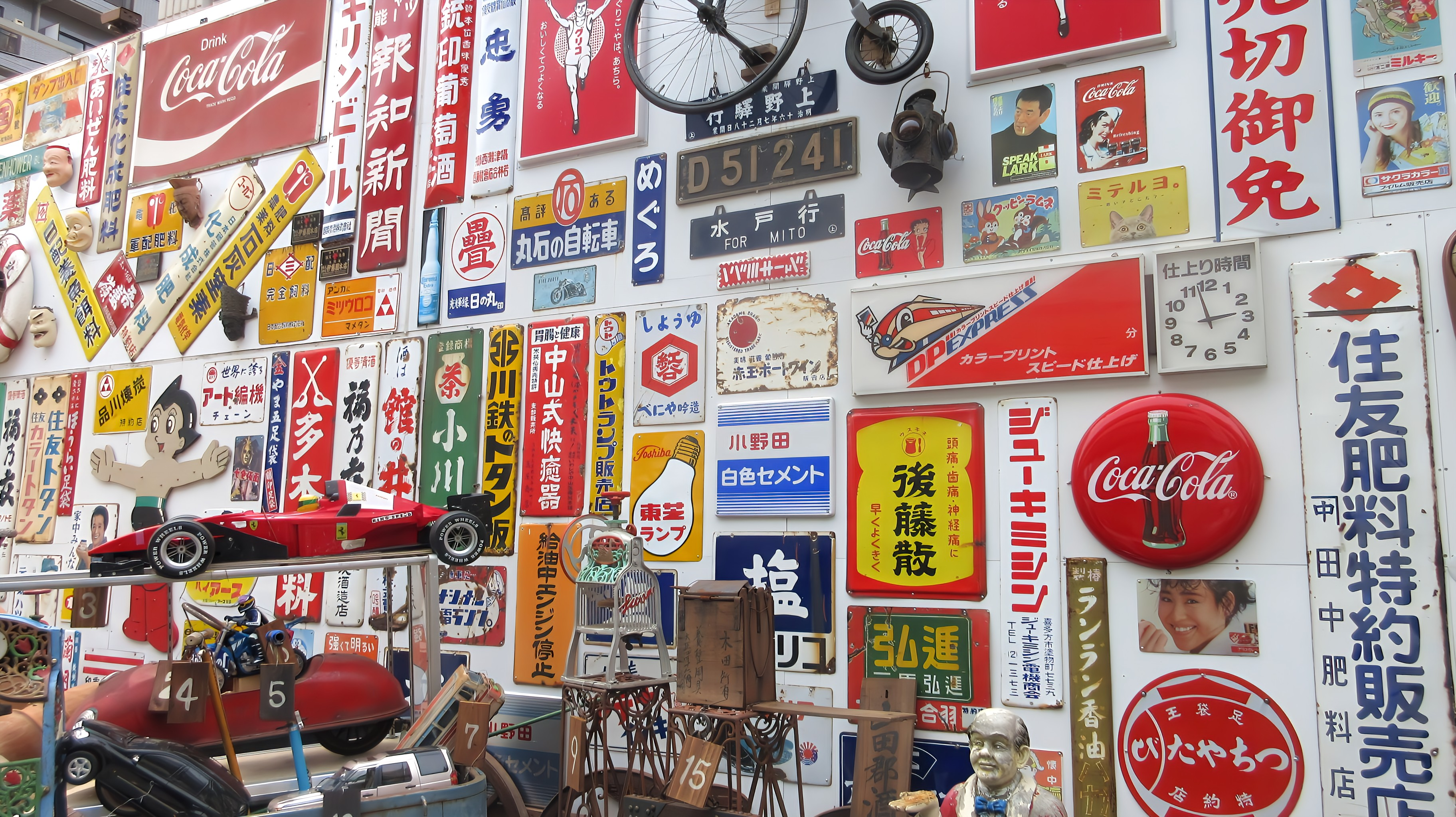
熊野町交差点にて 03
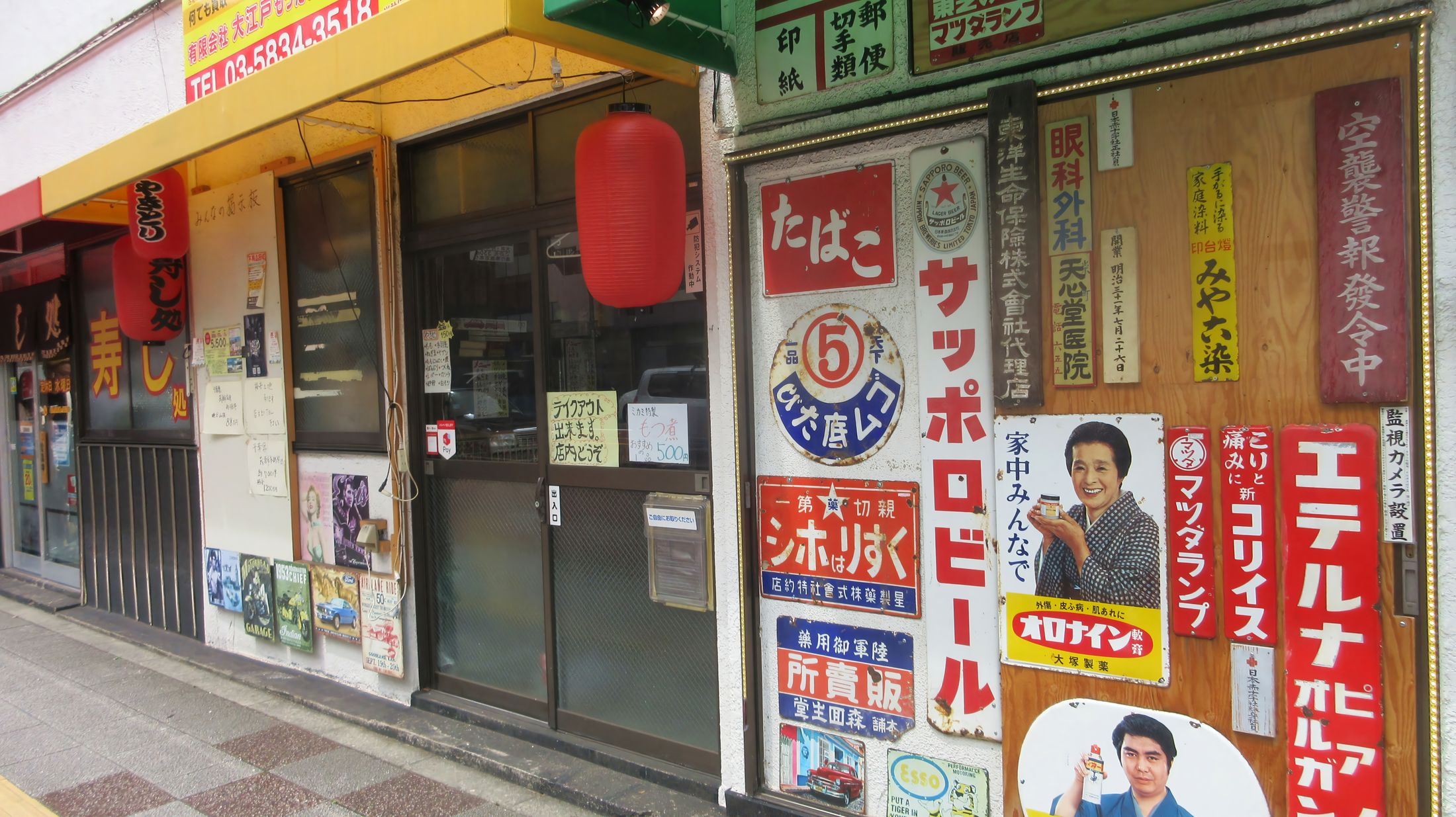
熊野町交差点にて 04
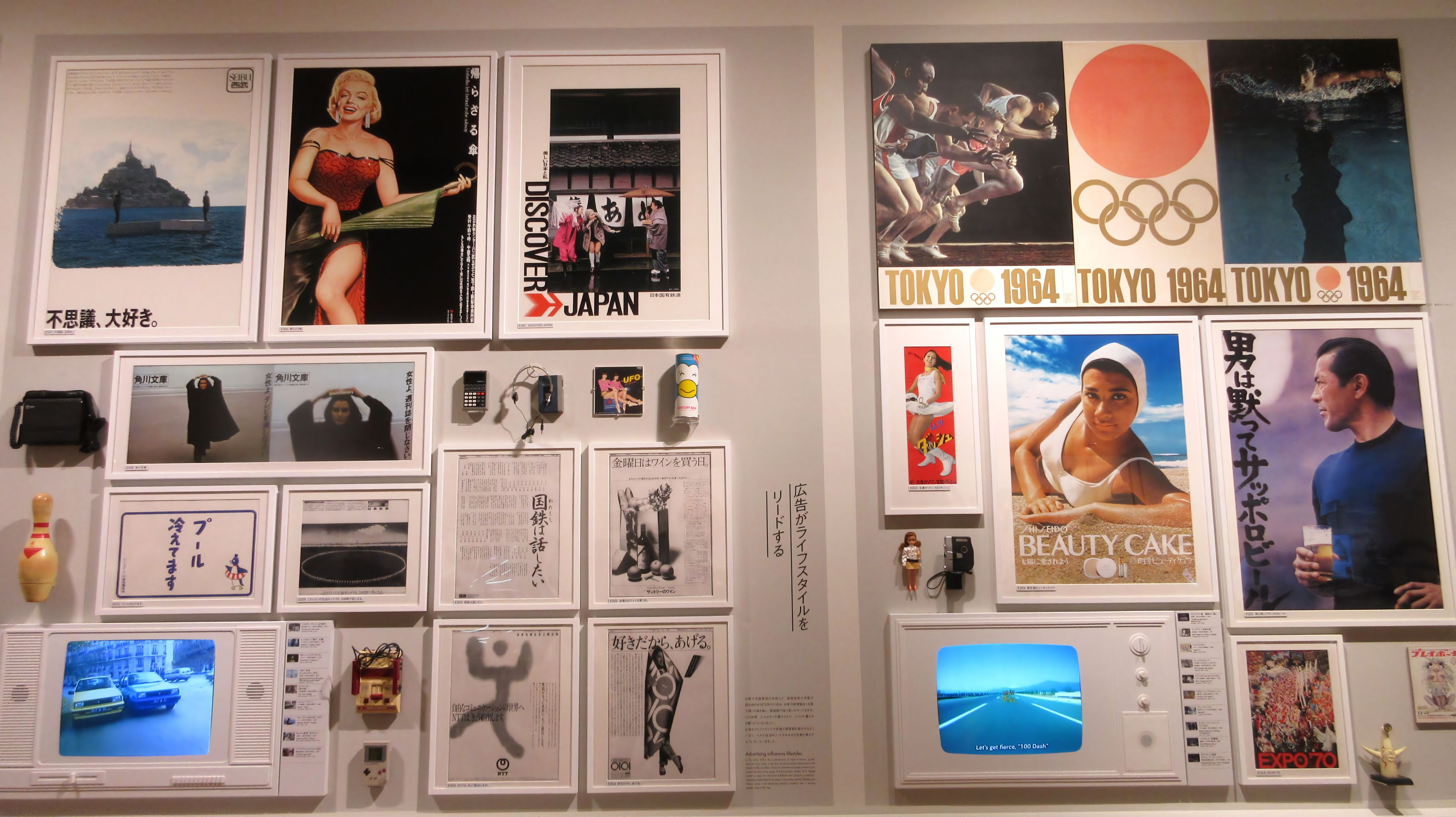
カレッタ汐留(アドミュージアム東京の展示物)
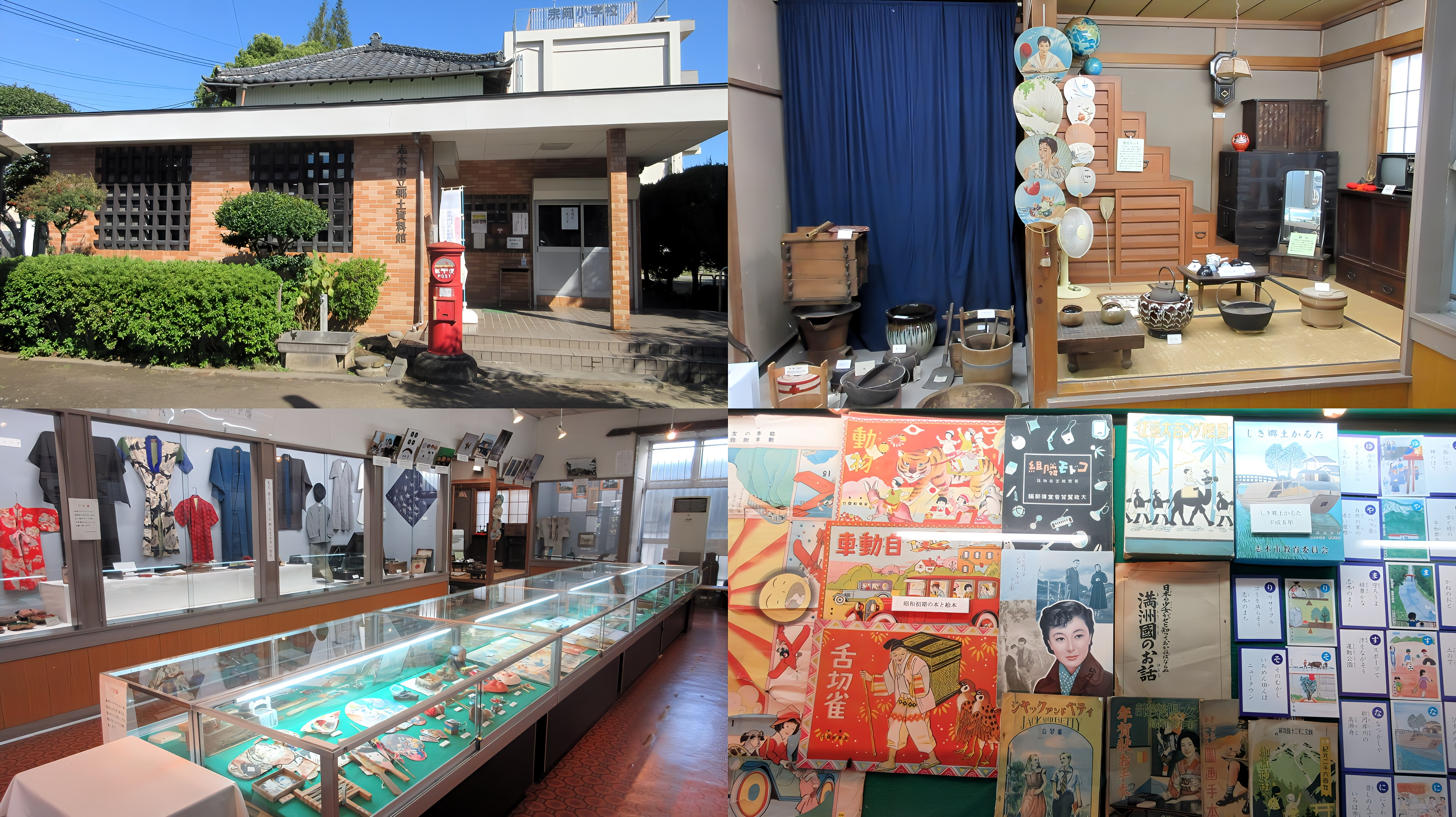
志木市立郷土資料館
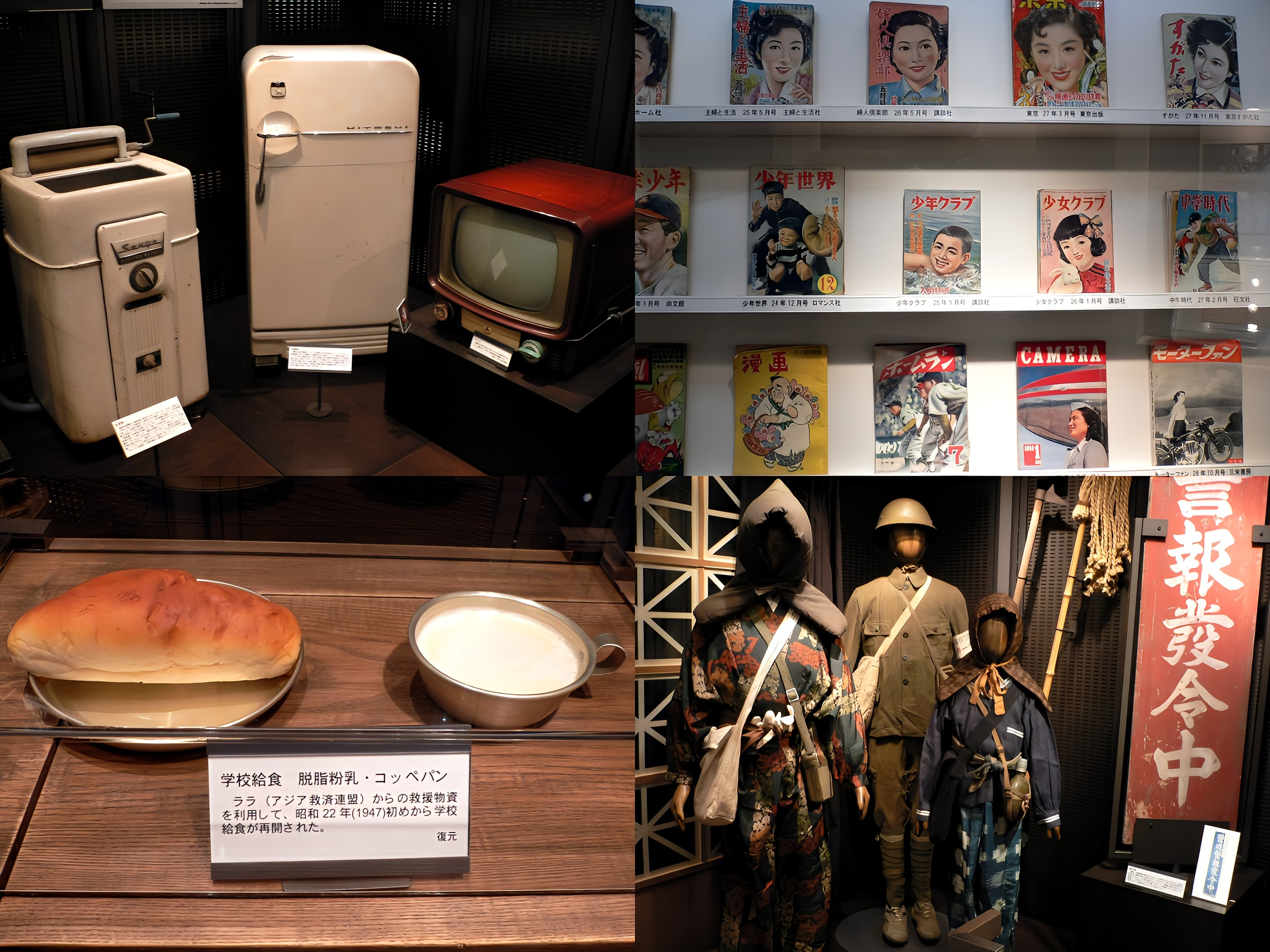
昭和館の展示資料

## テレビ番組
- 日経スペシャル ガイアの夜明け “昭和レトロ”が人と街を救う（2008年8月5日、テレビ東京）[5]。- “昭和レトロ”を使って、人や街を救おうとする取り組みを取材。